# المريخ
المِرِّيخ أو الكوكب الأحمر هو الكوكب الرابع من حيث البعد عن الشمس في النظام الشمسي وهو الجار الخارجي للأرض، ويصنف المريخ كوكباً صخرياً، من مجموعة الكواكب الأرضية (الشبيهة بالأرض). أما اسمه بالعربية فهو مُشتق من كلمة «أمرخ» أي صاحب البقع الحمراء، ويقال ثور أَمرخ أي به بقع حمراء، وأما مارس (باللاتينية: Mars) فهو اسم الإله الذي اتخذه الرومان للحرب، وأما لقب الكوكب الأحمر فسببه لون الكوكب المائل إلى الحمرة أو الاحمرار بفعل نسبة غبار أكسيد الحديد الثلاثي العالية على سطحه وفي جوه.
يبلغ قطر المريخ حوالي 6792 كم (4220 ميل)، وهو بذلك مساو لنصف قطر الأرض وثاني أصغر كواكب النظام الشمسي بعد عطارد. تقدّر مساحته بربع مساحة الأرض. يدور المريخ حول الشمس في مدار يبعد عنها بمقدار 228 مليون كلم تقريبا، أي 1.5 مرة من المسافة الفاصلة بين مدار الأرض والشمس. يغطي الحوض القطبي الشمالي الأملس نصف الكرة الشمالي تقريباً 40% من الكوكب وقد يكون له تأثير كبير على الكوكب. المريخ له قمران، يسمّى الأول ديموس أي الرعب باللغة اليونانية والثاني فوبوس أي الخوف، وهما صغيران وغير منتظمي الشكل، ويمكن أن يكونا كويكبين قام بالتقاطهما، على غرار 5261 يوريكا، وهو طروادة مريخية.
تبلغ درجة حرارة السطح العليا 27 درجة مئوية والصغرى 133- درجة مئوية. ويتكون غلاف المريخ الجوي من ثاني أكسيد الكربون والنيتروجين والآرغون وبخار الماء وغازات أخرى. رمز المريخ الفلكي هو ♂. الأيام والفصول السنوية مماثلة للفصول الموجودة في الأرض، لأن فترة الدوران وإمالة محور الدوران متشابهتان للغاية. يعتقد العلماء أن كوكب المريخ احتوى على الماء قبل 3.8 مليارات سنة، مما يجعل فرضية وجود حياة عليه متداولة نظرياً على الأقل. به جبال أعلى من مثيلاتها الأرضية ووديان ممتدة. وبه أكبر بركان في المجموعة الشمسية يطلق عليه اسم أوليمبس مونز تيمُّناً بجبل الأولمب. كما يوجد وادي مارينر والذي يعتبر أحد أكبر الأخاديد في المجموعة الشمسية.
يمكن بسهولة رؤية المريخ من الأرض بالعين المجردة، وكذلك تلوينه المحمر. تصل قوته الظاهرية إلى -2.94 والتي يتجاوزها فقط كوكب المشتري، والزهرة، وأيضا القمر، والشمس. قد يكون المريخ وفقًا لدراسة عالمين أمريكيين مجرد كوكب لم يستطع أن يتم نموه، بعد أن نجا من الاصطدامات الكثيرة بين الأجرام السماوية التي شهدها النظام الشمسي في بداية تكوينه والتي أدت لتضخم أغلب الكواكب الأخرى. وهذا يفسر صغر حجم المريخ مقارنة بالأرض أو بالزهرة. خلص العالمان إلى هذه النتيجة بعد دراسة استقصائية لنواتج الاضمحلال المشعة في النيازك.
يستضيف المريخ حاليًا 8 مركبات فضائية لا تزال تعمل، سِتٌّ منها في مدار حول الكوكب وهي مارس أوديسي ومارس إكسبريس ومارس ريكونيسانس أوربيتر ومافن ومانجاليان وتتبع الغاز المداري، واثنتان على سطح الكوكب وهما كيوريوسيتي روفر وبرسفرينس روفر. هناك تحقيقات مستمرة في إمكانات الحياة على المريخ، وكذلك إمكانية وجود حياة طويلة. يتم التخطيط لبعثات علم الفلك في المستقبل، بما في ذلك بعثة روفر (مارس 2020) وإكسو مارس.
لا يمكن أن توجد مياه سائلة على سطح المريخ بسبب انخفاض الضغط الجوي، والذي يقل عن 1% من الأرض، إلا في بعض الارتفاعات لفترات قصيرة. يبدو أن القمم الجليدية القطبية تحتوي على قدر كبير من الماء. سيكون حجم جليد الماء بالقطب الجنوبي، إذا تم ذوبانه كافيًا لتغطية سطح الكوكب حتى عمق 11 متر (36 قدم). في نوفمبر 2016م، أبلغت ناسا عن العثور على كمية كبيرة من الجليد تحت الأرض في منطقة يوتوبيا بلانيتيا في المريخ. قدّر حجم المياه المكتشفة بأنه يعادل حجم المياه في بحيرة سوبيريور.

## خصائص الكوكب

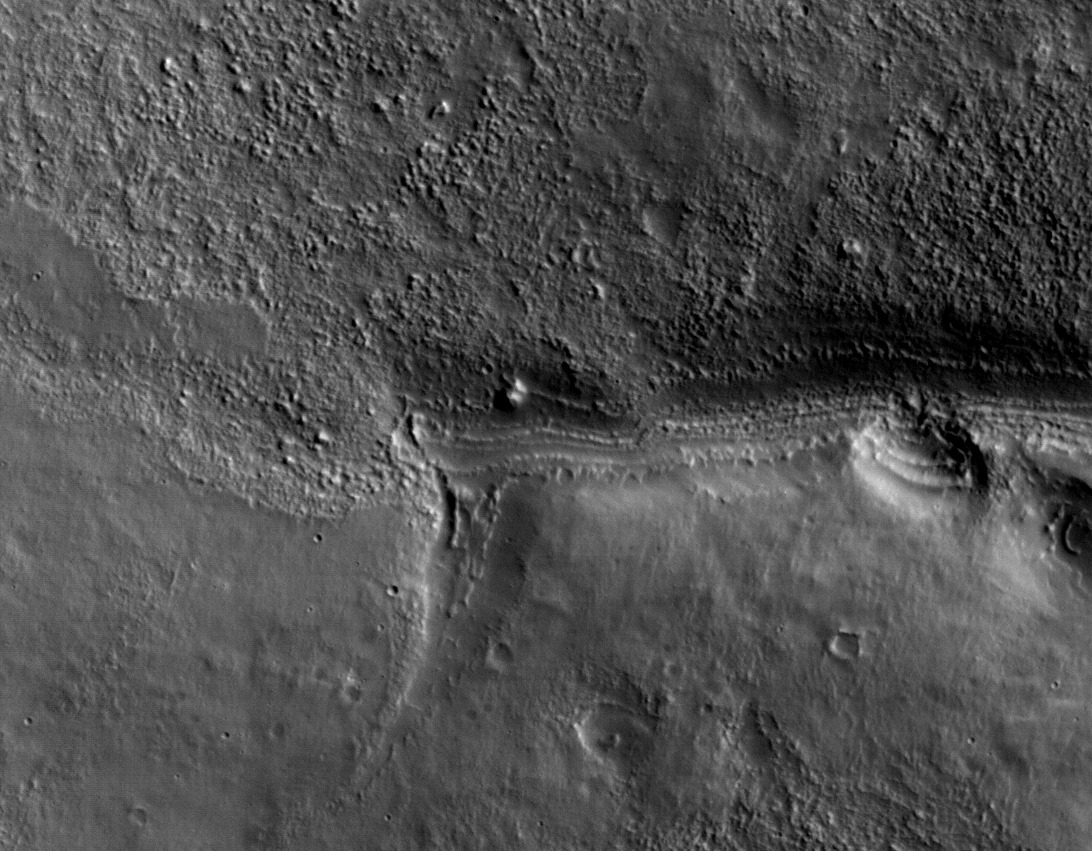
إحدى صور المريخ الأولى بواسطة كاميرا هايرايز (HiRISE).

تزيد مساحة المريخ قليلا عن رُبع مساحة الأرض (28.4% من مساحة الأرض)، وهي ما تقل قليلا عن مساحة اليابسة على الأرض، أيضا تختلف كثافة المريخ عن الأرض، حيث يمثل حجمه حوالي 15% من حجم الأرض بينما كتلته تعادل عُشر كتلة الأرض (11% من كتلة الأرض)، كما أن الجاذبية السطحية مقارنةً بالأرض حوالي 38%، ويبلغ الضغط الجوي على سطح المريخ 0.75% من الضغط الجوي على الأرض، لذا نرى أن المجسّات الآلية التي قامت وكالة الفضاء الأمريكية بإرسالها لكوكب المريخ، تُغلّف بكُرة هوائية لامتصاص الصدمة عند الارتطام بسطح كوكب المريخ.
المظهر الأحمر البرتقالي لسطح المريخ ناجم عن أكسيد الحديد الثلاثي أو الصدأ، وتشمل الألوان الشائعة الأخرى السطحية للون المريخ اللون الذهبي والبني والأسمر والأخضر، اعتمادًا على المعادن الموجودة.
يتكون هواء المريخ من 95% ثنائي أكسيد الكربون، 3% نيتروجين، 1.6% أرجون، وجزء بسيط من الأكسجين والماء. وفي العام 2000م، توصّل الباحثون لنتائج توحي بوجود حياة على كوكب المريخ بعد معاينة قطع من نيزك عثر عليه في القارة المتجمدة الجنوبية، وتم تحديد أصله من كوكب المريخ نتيجة مقارنة تكوينه المعدني وتكوين الصخور التي تمت معاينتها من المركبات فيكينغ 1 و2، حيث استدلّ الباحثون على وجود أحافير مجهرية في النيزك. ولكن تبقى الفرضية آنفة الذكر مثاراً للجدل دون التوصل إلى نتيجة أكيدة بوجود حياة في الماضي على كوكب المريخ.
يعتبر المريخ كوكب صخري ومعظم سطحه أحمر إلا بعض البقع ذات اللون الأغمق بسبب تربته وصخوره، والغلاف الجوي لكوكب المريخ قليل الكثافة ويتكون أساساً من ثاني أكسيد الكربون وكميات قليلة من بخار الماء وجو المريخ أبرد من الأرض، وتبلغ السنة على المريخ 687 يومًا أرضيًا.
جدول يوضح الفوارق بين خصائص كوكب المريخ والأرض:
| الخصائص            | المريخ                          | الأرض                    | الفرق   |
| ------------------ | ------------------------------- | ------------------------ | ------- |
| الإعتدال الشمسي    | 3 396.2 ± 0.1 كم                | 6 378.1 كم               | 53.3 %  |
| قطب جغرافي         | 3376.2 ± 0.1 كم                 | 6356.8 كم                | 53.1 %  |
| متوسط نصف القطر    | 3389.5 كم                       | 6371.0 كم                | 53.2 %  |
| المساحة            | 144798500 كم2                   | 510072000 كم2            | 28.4 %  |
| الحجم              | 1.6318×1011 كم3                 | 1.083207 3×1012 كم3      | 15.1 %  |
| الكتلة             | 6.4185 ×1023 كجم                | 5.9736 ×1024 كجم         | 10.7 %  |
| الكثافة            | 3933.5 ± 0.4 كجم/م3             | 5515 كجم/م3              | 71.3 %  |
| جاذبية سطحية       | 3.711 م/ث2                      | 9.780327 م/ث2            | 37.9 %  |
| سرعة الإفلات       | 5027 م/ث                        | 11186 م/ث                | 44.9 %  |
| فترة التناوب       | 75 1.025956 يوم 88642.663 ثانية | 86164.098903691 ثانية    | 102.9 % |
| ميل محوري          | 25.19°                          | 23.439281°               |         |
| وضاءة بوند         | 0.25                            | 0.29                     |         |
| بياض هندسي         | 0.15                            | 0.367                    |         |
| نصف المحور الرئيسي | 227939100 كم                    | 149597887.5 كم           | 152.4 % |
| انحراف مداري       | 0.093315                        | 0.016710219              | 558.4 % |
| دور مداري          | 686.971 يوم                     | 365.256366 يوم           | 188.1 % |
| الأوج              | 249209300 كم                    | 152097701 كم             | 163.8 % |
| دور مداري          | 686.971 يوم                     | 365.256366 يوم           | 188.1 % |
| متوسط درجة الحرارة | −63 درجة مئوية 210 كالفن        | 14 درجة مئوية 287 كالفن  |         |
| أعلى درجة حرارة    | −3 درجة مئوية 270 كالفن         | 58 درجة مئوية 334 كالفن  |         |
| أدنى درجة حرارة    | −133 درجة مئوية 140 كالفن       | −89 درجة مئوية 184 كالفن |         |

### التركيب الداخلي

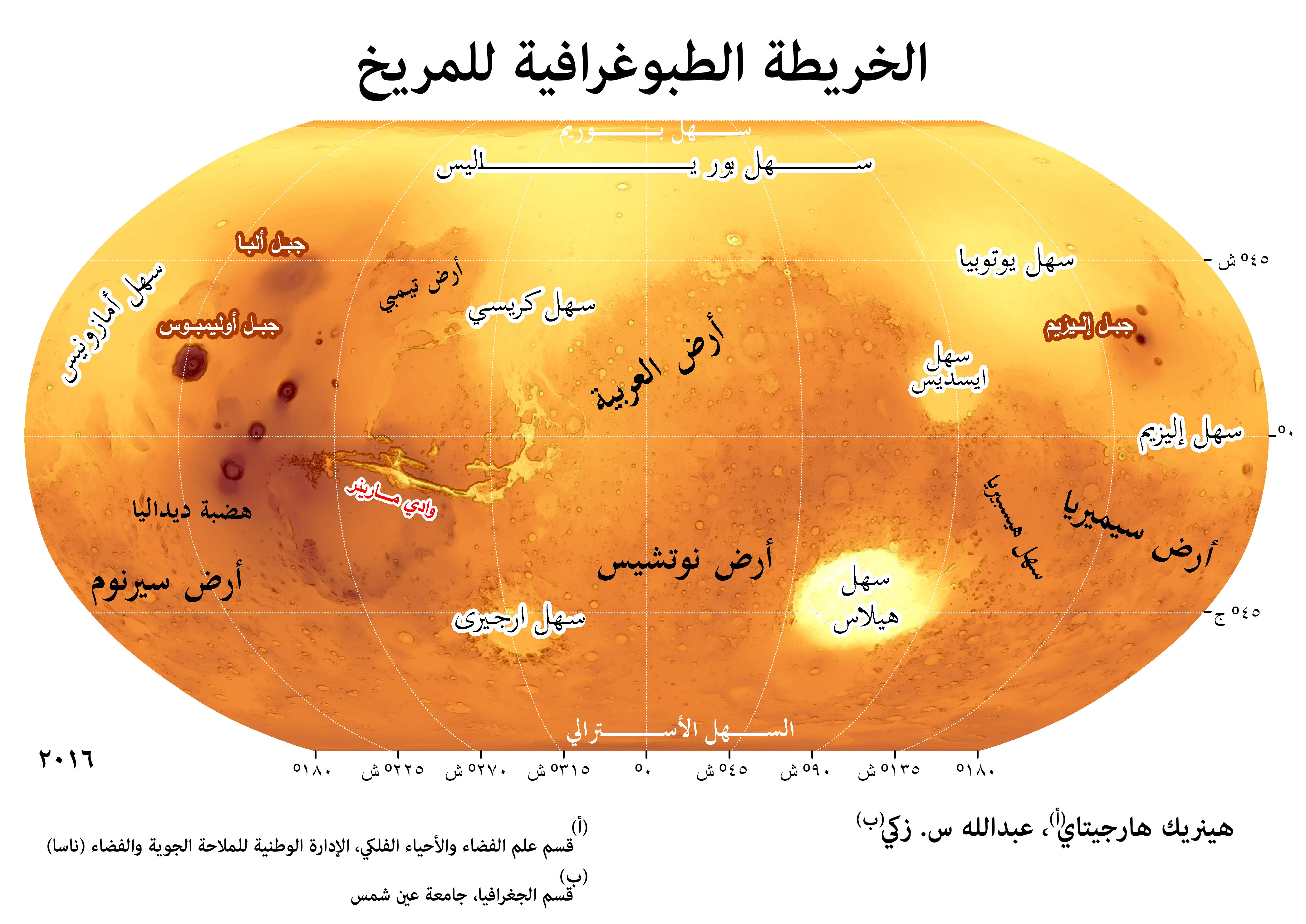
خريطة توضح معالم كوكب المريخ.

حدث للمريخ تمامًا ما حدث للأرض من تمايز أو تباين، والمقصود بالتمايز هُنا العملية التي ينتج عنها اختلاف في كثافة ومكونات كل طبقة من طبقات الكوكب بحيث يكون قلب أو لُب الكوكب عالي الكثافة وما فوقه أقل منه في الكثافة. النموذج الحالي لكوكب المريخ ينطوي على التالي:
القلب يمتد لمسافة يبلغ نصف قطرها 1794 ± 65 كيلومتر (1115 ± 40 ميل)، وهي تتكون أساسًا من الحديد والنيكل والكبريت بنسبة 16-17%. هذا القلب المكون من كبريتات الحديد سائل جزئيًا، وتركيزه ضعف تركيز باقي المواد الأخف الموجودة في القلب. يحاط هذا القلب بدثار من السليكات والتي تُكوّن العديد من المظاهر التكتونية والبركانية على الكوكب إلا أنها الآن تبدو كامنة. بجانب السيليكون والأكسجين، فإن أكثر العناصر انتشارًا في قشرة كوكب المريخ هي الحديد والألومنيوم والماغنسيوم والكالسيوم والبوتاسيوم.
يبلغ متوسط سماكة قشرة كوكب المريخ 50 كيلومتر (31 ميل) وأقصى ارتفاع 125 كيلومتر (78 ميل)، في حين أن قشرة الأرض تبلغ سماكتها 40 كم (25 ميل)، وهذا السُمك بالنسبة لحجم الأرض يعادل ثلث سماكة قشرة كوكب المريخ بالنسبة إلى حجمه.
في عام 2016، قامت مركبة الفضاء إنسايت بتحليل الكوكب باستخدام جهاز مقياس الزلازل لتحدد نموذج للتركيب الداخلي للكوكب بصورة أفضل، وفي 26 نوفمبر 2018م، وبعد رحلة بلغت 485 مليون كم (301 مليون ميل) هبطت المركبة بنجاح على سطح المريخ في منطقة إيليزيوم بلانيتيا في تمام الساعة 7:53 مساء بتوقيت غرينتش، حيث سينشر مقياس الزلازل ويحفر حُجرًا لمسبار الحرارة. سيقوم أيضًا بتنفيذ سلسلة من تجارب العلوم الراديوية لاستكمال دراسات البنية الداخلية ودوران المريخ.

### التضاريس

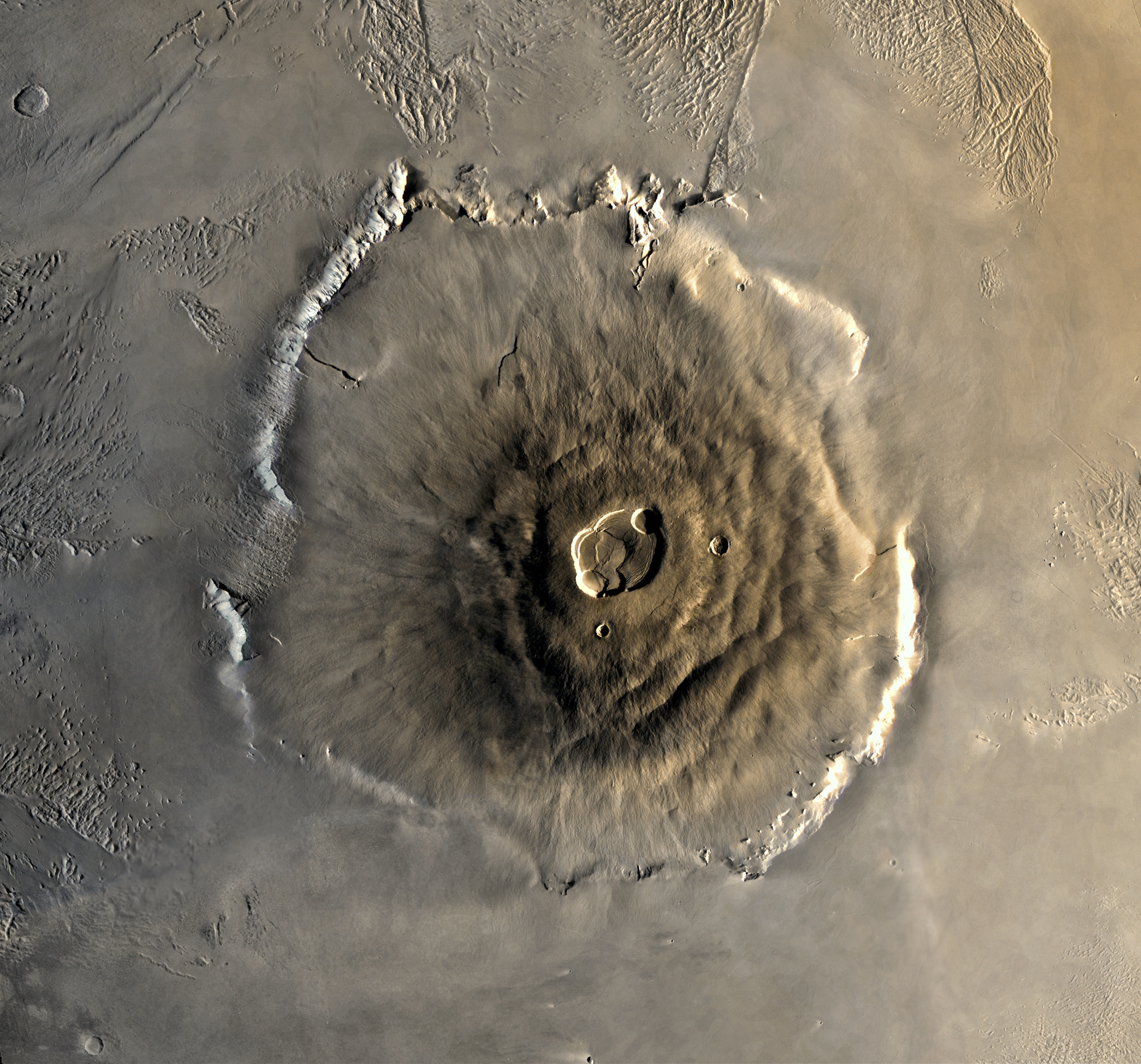
جبل أوليمبوس

تتكون تضاريس المريخ بحكم كونه كوكب أرضي من معادن تحتوي على السيليكون والأكسجين وغيرها من العناصر التي تشكل عادة الصخور. يتكون سطح المريخ بشكل أساسي من البازلت والثولييتي، على الرغم من أن الكوكب غني بالسيليكا أكثر من البازلت وقد تكون مشابهة لصخور الأنديزيت على الأرض أو زجاج السيليكا. تشمل أجزاء من المرتفعات الجنوبية كميات قابلة للاكتشاف من بيروكسينات عالية الكالسيوم. عُثِر على تركيزات عالية من معدني الهيماتيت وأوليفين. يُغطَّى جزء كبير من السطح بغبار أكسيد الحديد الثلاثي.
حظى المريخ بالكثير من الاهتمام العلمي، ففي حين يتكون الجزء الشمالي من الكوكب من سهول الحمم البركانية، وتقع البراكين العملاقة على هضبة تارسيس وأشهرها على الإطلاق أوليمبوس مون وهو بدون شك أكبر بركان في المجموعة الشمسية، نجد أن الجزء الجنوبي من كوكب المريخ يتمتّع بمرتفعات شاهقة، ويبدو على المرتفعات آثار النيازك والشّهب التي ارتطمت على تلك المرتفعات. يغطي سهول كوكب المريخ الغبار والرمل الغني بأكسيد الحديد ذو اللون الأحمر. تغطّي بعض مناطق المريخ أحيانا طبقة رقيقة من جليد الماء. في حين تغطي القطبين طبقات سميكة من جليد مكون من ثاني أكسيد الكربون والماء المتجمّد. تجدر الإشارة أن أعلى قمّة جبلية في النظام الشمسي هي قمّة جبل «أوليمبوس» والتي يصل ارتفاعها إلى 25 كم. أمّا بالنسبة للأخاديد، فيمتاز الكوكب الأحمر بوجود أكبر أخدود في النظام الشمسي، ويمتد الأخدود «وادي مارينر» إلى مسافة 4000 كم، وبعمق يصل إلى 7 كم.
المريخ لديه مجال جاذبية إلا أنه ليس لديه مجال مغناطيسي، تظهر أجزاء من قشرة الكوكب ممغنطة، مما يشير إلى حدوث انعكاسات قطبية متناوبة لحقل ثنائي القطب في الماضي. تشبه هذه المغناطيسية من المعادن الحساسة مغناطيسيًا التيارات الموجودة بقاع المحيطات على الأرض. إحدى النظريات، التي نُشرت في عام 1999م وأعيد فحصها في أكتوبر 2005م، تشير إلى نشاط تكتوني صفيحي على المريخ قبل أربعة مليارات سنة، قبل توقف دينامو الكواكب عن العمل ومغناطيس الكوكب المغناطيسي قد تلاشى.
يُعتقد أنه خلال تكوين النظام الشمسي، تم إنشاء المريخ كنتيجة لعملية عشوائية من تراكم المواد المتراكمة من القرص الكوكبي الأولي الذي يدور حول الشمس. المريخ لديه العديد من الميزات الكيميائية المميزة الناجمة عن موقعه في النظام الشمسي. العناصر التي تحتوي على نقاط غليان منخفضة نسبيًا، مثل الكلور والفوسفور والكبريت، أكثر شيوعًا على المريخ من الأرض؛ ربما دُفِعَت هذه العناصر إلى الخارج بواسطة الرياح الشمسية.
بعد تكوين الكواكب، تعرض الجميع لما يسمى «قصف شديد متأخر». يُظهر حوالي 60% من سطح المريخ سجلًا للتصادمات الناتجة عن تلك الفترة، في حين أن الجزء الأكبر من السطح المتبقي ربما يكون محاطًا بأحواض صدمات ضخمة ناجمة عن تلك الأحداث. هناك دليل على وجود حوض صدمات ضخم في نصف الكرة الشمالي للمريخ، ويمتد على مساحة 10,600 في 8,500 كم (6,600 في 5,300 ميل)، أو ما يقرب من أربعة أضعاف حجم حوض القطب الجنوبي للقمر (حوض أيتكين)، ويعتبر أكبر حوض صدمي تم اكتشافه حتى الآن. تقترح هذه النظرية أن المريخ قد تعرض لصدمة من كوكب أو كويكب بحجم بلوتو منذ حوالي أربعة مليارات سنة. ويُعتقد أنه سبب انقسام المريخ من نصف الكوكب، مما أدى إلى إنشاء حوض القطب الشمالي الأملس والمعروف أيضًا باسم حوض بورياليس الذي يغطي 40% من الكوكب.

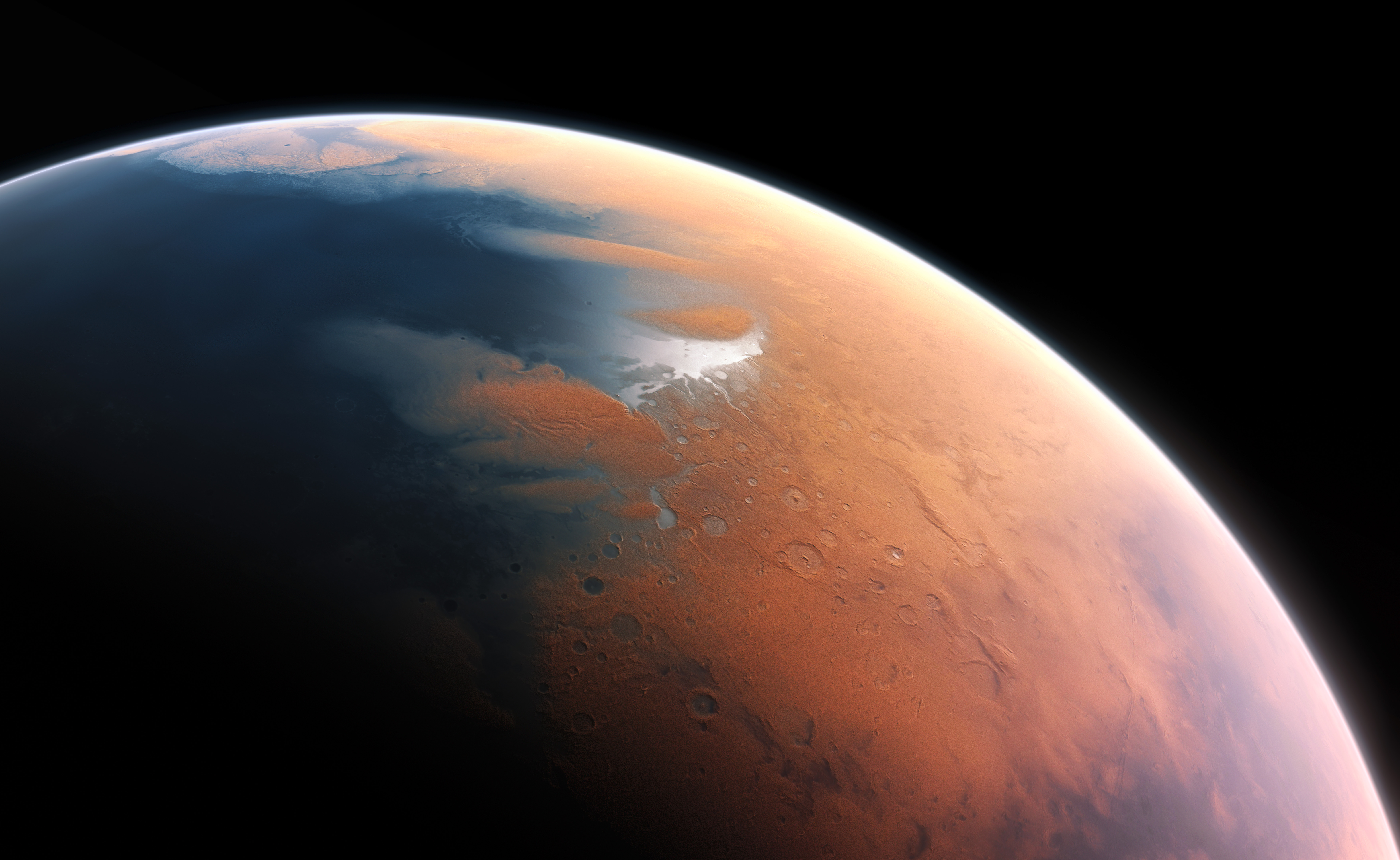
انطباع فنان عن كيفية ظهور المريخ قبل أربعة مليارات سنة

يمكن تقسيم التاريخ الجيولوجي للمريخ إلى عدة فترات، ولكن فيما يلي الفترات الأولية الثلاثة:
- فترة نوشيان: تشكل أقدم سطح موجود للمريخ منذ 4.5 إلى 3.5 مليار سنة. تندثر سطوح عصر نوشيان من خلال العديد من الحفر الكبيرة. يُعتقد أن انتفاخ ثارسيس -مرتفع بركاني- قد تشكل خلال هذه الفترة، مع فيضان واسع بالمياه السائلة في وقت متأخر من هذه الفترة.
- فترة هيسبيريان (سميت على اسم هيسبيريا بلانوم): 3.5 إلى ما بين 3.3 و2.9 مليار سنة مضت. تتميز فترة هيسبيريان بتكوين سهول واسعة من الحمم البركانية.
- فترة الأمازون (سميت باسم أمازون بلانيتيا): بين 3.3 و2.9 مليار سنة حتى الآن. يوجد في مناطق الأمازون عدد قليل من الحفر الناتجة عن النيازك، ولكنها متنوعة تمامًا. تشكلت جبال أوليمبوس خلال هذه الفترة، مع تدفقات الحمم البركانية في مكان آخر على سطح المريخ.

النشاط الجيولوجي لا يزال يحدث على سطح المريخ. أثاباسكا فاليس هي موطن لتدفقات الحمم البركانية الشبيهة بحوالي 200 مليون سنة. في 19 فبراير 2008م، أظهرت صور من المريخ دليلًا على انهيار جليدي من جرف يبلغ ارتفاعه 700 متر (2,300 قدم).

### التربة

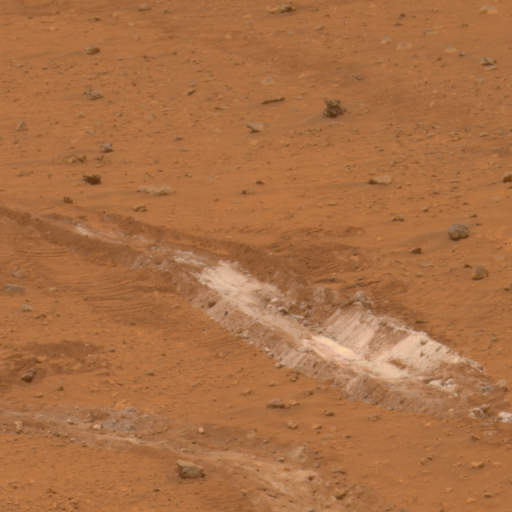
عرض للغبار الغني بالسيليكا الذي اكتشفته المركبة سبيريت

أظهرت البيانات التي وصلت من مسبار الفضاء فينيكس أن تربة المريخ قلوية قليلًا وتحتوي على مواد مثل المغنسيوم والصوديوم والبوتاسيوم والكلور، هذه المغذيات موجودة في الحدائق على الأرض، وهي ضرورية لنمو النباتات. وأظهرت التجارب التي أجراها مسبار الفضاء أن تربة المريخ لها تركيز هيدروجيني 8.3 وربما تحتوي على آثار لملح البيركلوريك.
قال سام كونافيس كبير الخبراء المختصين بمختبر كيمياء الموائع الموجود على فينيكس للصحفيين «وجدنا أساسًا ما تبدو أنها الخصائص أو العناصر المغذية التي تدعم إمكانية الحياة سواء في الماضي أو الحاضر أو المستقبل.»
أظهرت التجارب السابقة بأن تربة المريخ لها درجة حموضة أساسية تبلغ 7.7، وتحتوي على 0.6% من بيركلورات الملح، ويعتبر تركيز عالي جدًا ويجعل تربة المريخ سامة.
الأخاديد كثيرة بالمريخ وتظهر مناطق جديدة على المنحدرات الشديدة والأحواض والوديان. الأخاديد معتمة في بداياتها وأصبحت أفتح مع الزمن. يمكن أن تبدأ الأخاديد في منطقة صغيرة، ثم تنتشر لمئات الأمتار. الانهيارات الثلجية ينظر إليها الآن على أنها متصلة مع بعضها البعض. طرحت تفسيرات أخرى عديدة، بما في ذلك تلك التي تنطوي على الماء أو حتى نمو الكائنات الحية.

### المياه

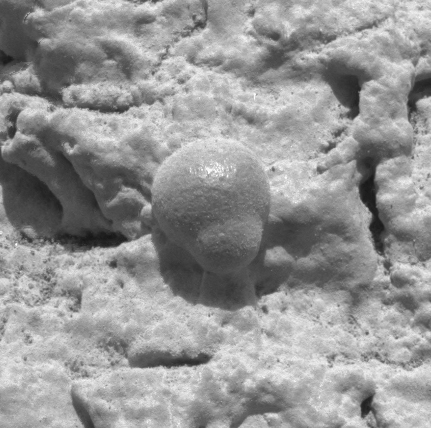
صورة مجهرية بواسطة أبورتيونيتي تظهر رمادية الهيماتيت ككتلة متحجرة، الملقب بـ، يدل على وجود الماء السائل في الماضي.

توجد المياه على سطح المريخ غالبًا في صورة جليد ويمثل الغطاء الجليدي في القطب الشمالي والجنوبي للكوكب معظم الجليد الموجود على سطح المريخ، يوجد أيضًا بعض الجليد في صخور القشرة المريخية. كما توجد نسبة ضئيلة من بخار الماء في الغلاف الجوي للكوكب والتي تقل عن 1% من سطح الأرض، إلا في الارتفاعات البسيطة لفترات قصيرة.
يرجع وجود الماء في صورة جليدية إلى الظروف المناخية للمريخ حيث درجات الحرارة المنخفضة جدًا والتي تؤدي إلى تجمد المياه الفوري. مع ذلك فقد أكدت الدراسات أن الوضع على سطح المريخ كان مختلفا كثيرا عما هو عليه الآن ولربما كان يشبه كوكب الأرض حيث كانت توجد المياه السائلة في مساحات كبيرة من سطح الكوكب مما أدى إلى تشكيل المحيطات مثل الموجودة الآن على سطح الأرض.
توجد الكثير من الدلائل المباشرة وغير المباشرة على هذه النظرية، منها التحليلات الطيفية لسطح تربة المريخ وأيضا الغطائين القطبيين الجليديين وأيضًا وجود الكثير من المعادن في قشرة المريخ والتي ارتبط وجودها علي سطح الأرض بوجود المياه. منها أكسيد الحديد وأكسيد الكبريت والجوثايت ومركبات السيليكا.
سيكون حجم جليد الماء في الغطاء الجليدي للقطب الجنوبي، إذا تم ذوبانه كافيًا لتغطية كامل سطح الكوكب بارتفاع 11 مترًا (36 قدمًا). تمتد الطبقة الصقيعية من القطب الجنوبي إلى خطوط العرض 60 درجة تقريبًا.
لقد ساعدت كثيرًا مركبات ورحلات الفضاء غير المأهولة إلى المريخ في دراسة سطح الكوكب وتحليل تربته وغلافه الجوي. ومن أكثر المركبات التي ساعدت على تصوير سطح المريخ بدقة عالية وتحليل سطح الكوكب مركبة مارس ريكونيسانس أوربيتر بفضل وجود الكاميرا عالية الجودة هايرايز، كما كشفت عن فوهات البراكين المتآكلة ومجاري الأنهار الجافة والأنهار الجليدية. كما كشفت الدراسات الطيفية بأشعة غاما عن وجود الجليد تحت سطح تربة المريخ. أيضا، كشفت الدراسات بالرادار عن وجود الجليد النقي في التشكيلات التي يعتقد أنها كانت أنهار جليدية قديمة. المركبة الفضائية فينيكس التي هبطت قرب القطب الشمالي صورت الجليد وهو يذوب، وأيضاً تساقط الثلوج، واكتشفت حتى قطرات من الماء السائل.
في عام 2005م، كشفت البيانات عن وجود كميات كبيرة من جليد الماء في القطبين وأيضًا في (نوفمبر 2008م) عند خطوط العرض الوسطى للكوكب. قامت المركبة سبيريت بأخذ عينات تحتوي على جزيئات الماء في مارس 2007م. كما قام المسبار فينيكس بأخذ عينات مباشرة من جليد الماء الموجودة في تربة المريخ الضحلة في 31 يوليو 2008م.
في 18 مارس 2013م، أبلغت وكالة الفضاء الأمريكية ناسا عن وجود أدلة على ترطيب المعادن، وأيضًا وجود كبريتات الكالسيوم المميتة على الأرجح، في العديد من عينات الصخور بما في ذلك الأجزاء المكسورة من صخور «تينتينا» و«سوتون» وكذلك في صخور أخرى مثل صخرة "كنور" وصخرة «فيرنيك». قدم التحليل باستخدام DAN الخاصة بالمركبة سبيريت دليلًا على وجود مياه سطحية، تصل إلى 4% من محتوى الماء، وصولًا إلى عمق 60 سم (24 بوصة)، خلال اجتياز المركبة على موقع برادبري لاندينغ إلى منطقة خليج يلونايف في تضاريس غلينلغ.
في سبتمبر 2015م، أعلنت وكالة الفضاء الأمريكية ناسا على وجود تدفق للمياه المالحة على سلالات المنحدرات المتكررة، استنادًا إلى قراءات مطياف المناطق المظلمة للمنحدرات. قدمت هذه الملاحظات تأكيدًا للفرضيات السابقة استنادًا إلى توقيت التكوين ومعدل نموها، أن هذه الخطوط المظلمة نتجت عن تدفق المياه في السطح الضحل. تحتوي الشرائط على أملاح رطبة وبيركلورات تحتوي على جزيئات الماء في تركيبتها البلورية. تتدفق الشرائط إلى الأسفل في فصل الصيف في المريخ، عندما تكون درجة الحرارة أعلى من 23 درجة مئوية، وتتجمد في درجات حرارة منخفضة.

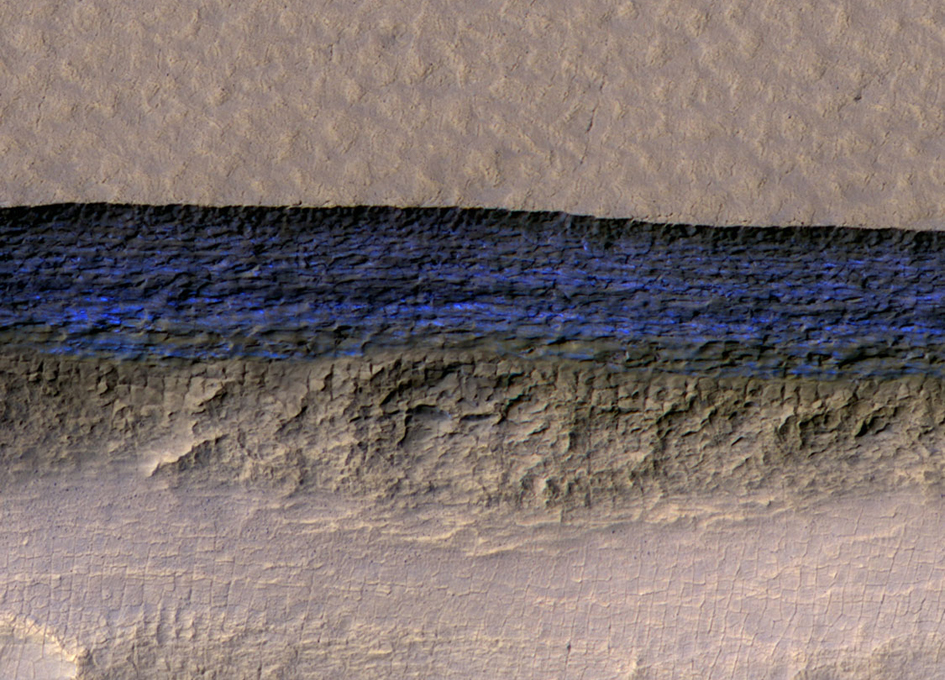
مقطع عرضي من الجليد المائي الجوفي عند المنحدر الحاد الذي يظهر بلون أزرق ساطع.

 وكما هو موضح بالصورة يبلغ عرض الموقع حوالي 500 متر، بينما يبلغ جرف المنحدر حوالي 128 متر من الأرض المستوية، وتمتد الصفائح الجليدية من تحت السطح إلى عمق 100 متر أو أكثر.
هناك دليل إضافي على أن الماء السائل كان موجودًا على سطح المريخ في السابق، بسبب وجود بعض المعادن مثل الهيماتيت والجوثيت، وكلاهما يتشكلان أحيانًا بوجود الماء. في عام 2004، اكتُشِف معدن الجاروسيت. حيث أن هذا المعدن يتشكل فقط في وجود الماء الحمضي، مما يدل على أن الماء كان موجودًا في السابق على سطح المريخ. يأتي أحدث دليل على وجود الماء السائل اكتشاف معدن الجبس على سطح المريخ بواسطة «مارس روفر» في ديسمبر 2011. تشير التقديرات إلى أن كمية المياه في الجزء العلوي للمريخ، ممثلة بالهيدروكسيد في معادن جيولوجيا المريخ، تساوي أو أكبر من الأرض عند 50-300 جزء في المليون من الماء، وهو ما يكفي لتغطية الكوكب بأكمله إلى عمق 200–1,000 م (660–3,280 قدم).
يشتبه العلماء في أن معظم السهول الشمالية المنخفضة للكوكب كانت مغطاة بعمق مئات الأمتار من المحيط، على الرغم من أن هذا لا يزال مثيرًا للجدل. في مارس 2015م، ذكر العلماء أن مثل هذا المحيط قد يكون بحجم المحيط القطبي الشمالي للأرض. هذه النتيجة مشتقة من نسبة الماء من الديوتيريوم في جو المريخ الحديث مقارنة بتلك النسبة على الأرض. تبلغ كمية الديوتيريوم في المريخ ثمانية أضعاف الكمية الموجودة على الأرض، مما يشير إلى أن المريخ القديم كان به مستويات مياه أعلى بكثير. النتائج التي توصلت إليها المركبة كيوريوسيتي روفر قد وجدت سابقًا نسبة عالية من الديوتيريوم في فوهة غيل، على الرغم من أنها ليست بدرجة مرتفعة تكفي للإشارة إلى وجود محيط بالسابق. يحذر علماء آخرون من أن هذه النتائج لم تُؤكد، ويشيرون إلى أن نماذج مناخ المريخ لم تظهر بعد أن الكوكب كان دافئًا بدرجة كافية في الماضي لدعم مسطحات الماء السائل.
بالقرب من الغطاء القطبي الشمالي يوجد 81.5 كيلومترًا (50.6 ميل) من الكوروليف (فوهة المريخ)، حيث اكتُشف أن مدار كوكب المريخ مليء بحوالي 2200 كيلومتر مكعب (530 متر مكعب) من الجليد المائي. تقع أرضية الحفرة على بعد حوالي كيلومترين (1.2 ميل) أسفل الحافة، وتغطيها تل مركزي بعمق 1.8 كيلومتر (1.1 ميل) من الجليد المائي الدائم، ويصل قطره إلى 60 كم (37 ميل).
في فبراير 2020، وجد أن الخطوط المظلمة التي تسمى الخط المنحدر المتكرر (RSL)، والتي تظهر بشكل موسمي، ناتجة عن تدفق المياه المالحة لبضعة أيام سنويًا.

#### الغطاء القطبي

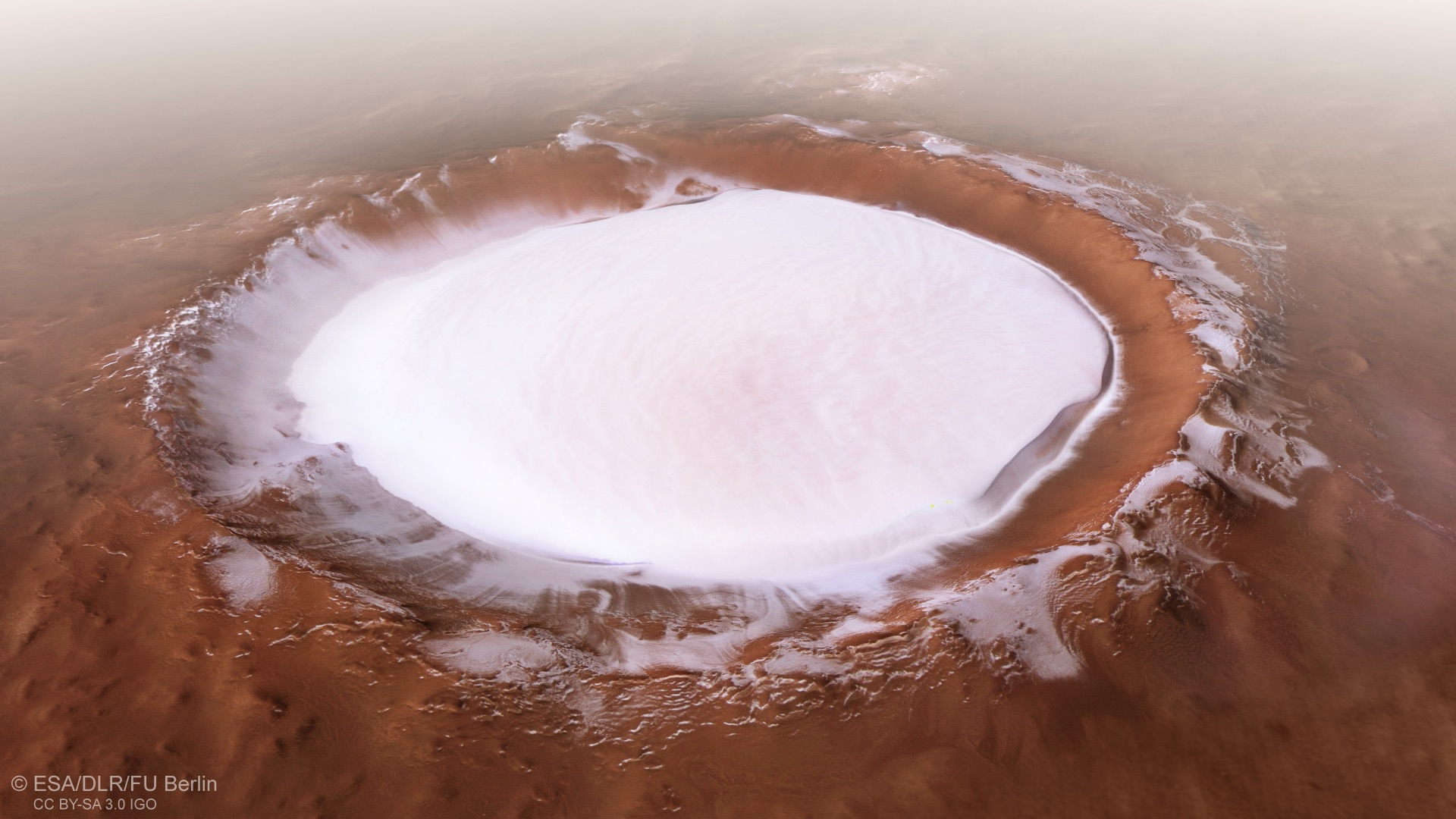
منظر لفوهة كوروليف حيث يبلغ قطرها

لدى المريخ غطائان من الغطاء القطبي تتواجد بشكل دائم. يسبب الغطاء القطبي ترسب بنسبة 25-30% من الغلاف الجوي. تنقل هذه التغيرات الموسمية كميات كبيرة من بخار الماء، مما يؤدي إلى صقيع يشبه الأرض وغيوم كبيرة من السحب. صورت غيوم من الجليد من قبل المركبة أبورتيونيتي في عام 2004م.
يشكل الغطاء القطبي في كلا القطبين (70%) بشكل أساسي من جليد الماء. يتراكم ثاني أكسيد الكربون المجمد كطبقة رقيقة نسبيا يبلغ سمكها حوالي متر واحد على الغطاء الشمالي في الشتاء الشمالي فقط، في حين أن الغطاء الجنوبي له غطاء جليدي دائم يبلغ سمكه حوالي ثمانية أمتار. يتخلل هذا الغطاء القطبي الجاف الدائم في القطب الجنوبي حفر أرضية مسطحة، ضحلة، دائرية تقريبًا والتي تتوسع بمعدل متر سنويًا؛ هذا يشير إلى أن غطاء ثاني أكسيد الكربون الدائم فوق جليد الماء في القطب الجنوبي يتدهور بمرور الوقت.
يبلغ قطر الغطاء القطبي الشمالي حوالي 1000 كم (620 ميل) خلال صيف المريخ الشمالي، ويحتوي على حوالي 1.6 مليون كيلومتر مكعب (380,000 متر مكعب) من الجليد، والذي إذا تم نشره بالتساوي على الغطاء، فسيكون بسمك 2 كم (1.2 ميل). (يُقارن هذا بحجم 2.85 مليون كيلومتر مكعب (680,000 متر مكعب) للغطاء الجليدي في جرينلاند.) يبلغ قطر الغطاء القطبي الجنوبي 350 كم (220 ميل) وسمك 3 كم (1.9 ميل).
يقدر إجمالي حجم الجليد في الغطاء القطبي الجنوبي بالإضافة إلى الرواسب ذات الطبقات المجاورة بنحو 1.6 مليون كيلومتر مكعب. تظهر كلتا القبعتان القطبيتان قاع حلزوني والذي أظهره التحليل الأخير لرادار شاراد لاختراق الجليد أنه نتيجة رياح سفحية هابطة حلزونية بسبب تأثير كوريوليس.
ينتج عن الصقيع الموسمي للمناطق القريبة من الغطاء الجليدي الجنوبي تشكيل ألواح شفافة من الثلج الجاف بسمك 1 متر فوق سطح الأرض. مع قدوم الربيع، تسخن أشعة الشمس تحت السطح والضغط من التسامي ثاني أكسيد الكربون الذي يتراكم تحت لوح وتمزيقه في نهاية المطاف. هذا يؤدي إلى ثوران يشبه السخان في غاز ثاني أكسيد الكربون المخلوط بالرمال البازلتية الداكنة أو الغبار. هذه العملية سريعة، لوحظ حدوثها في غضون بضعة أيام أو أسابيع أو أشهر، وهو معدل تغير غير عادي إلى حد ما في الجيولوجيا خاصة بالنسبة إلى المريخ. يحفر الغاز الذي يندفع أسفل اللوح إلى موقع السخان نمطًا يشبه العنكبوت من القنوات الشعاعية تحت الجليد، حيث تمثل العملية المكافئ المقلوب لشبكة التآكل التي تشكلها المياه التي يتم تصريفها عبر ثقب واحد.

### الجغرافيا وتسمية الميزات السطحية

خريطة طوبوغرافية تظهر المرتفعات باللون (الأحمر والبرتقالي) والتي تهيمن على نصف الكرة الجنوبي من المريخ، والأراضي المنخفضة باللون (الأزرق) في نص الكرة الشمالي من المريخ

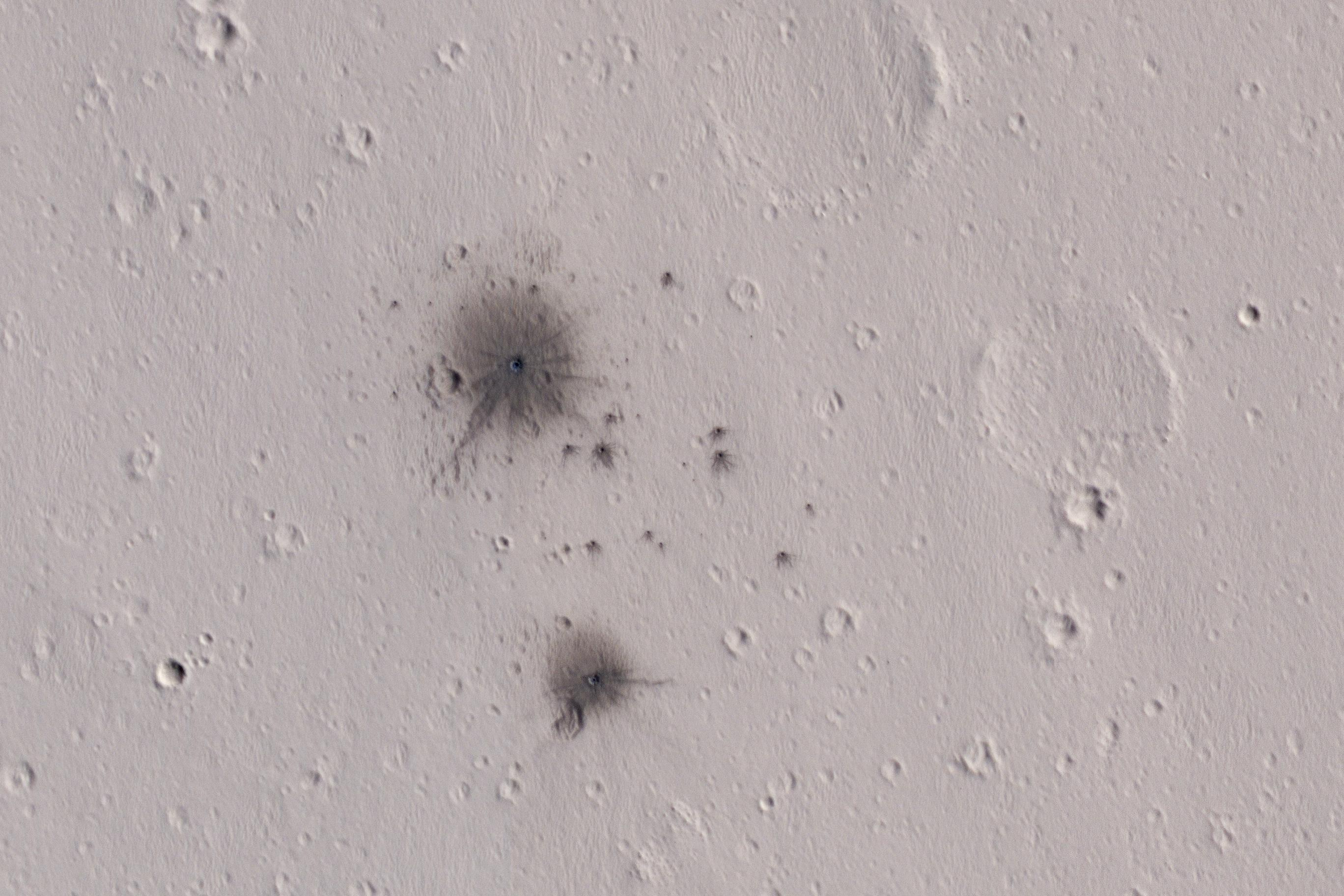
هذه الحفر جديدة ذات تأثير على المريخ حدثت ما بين عامي 2008 و2014

قام كلاً من يوهان هاينريش فون وفيلهلم بير، بإثبات معظم ملامح سطح المريخ وكانت أدقها أثناء دوران الكوكب. في عام 1840م، قام مادلر ولمدة عشر سنوات بجمع الملاحظات ورسم أول خريطة للمريخ. بدلًا من إعطاء أسماء للعلامات المختلفة، قام فيلهلم بير ومادلر بتسميتها بحروف؛ حيث كان ميريديان باي (سينوس ميريديان) يرمز له بالحرف «أ».
اليوم تتم التسمية على المريخ من مجموعة متنوعة من المصادر. تتم تسمية ميزات البيدو للأساطير الكلاسيكية. تم تسمية الحفر التي يزيد حجمها عن 60 كم للعلماء والكتاب المتوفين وغيرهم ممن ساهموا في دراسة المريخ. تم تسمية الحفر التي تقل مساحتها عن 60 كم للمدن والقرى في العالم التي يبلغ عدد سكانها أقل من 100000. تتم تسمية الأودية الكبيرة لكلمة «المريخ» أو «النجم» بلغات مختلفة؛ تم تسمية الأودية الصغيرة بالأنهار.
تحتفظ ميزات البيدو الكبيرة بالعديد من الأسماء القديمة، ولكن يتم تحديثها غالبًا لتعكس معرفة جديدة بطبيعة الميزات. على سبيل المثال (جبل أوليمبوس). ينقسم سطح المريخ كما يظهر من الأرض إلى نوعين من المناطق، مع اختلاف البياض. كان يُنظر إلى سهول النخيل المغطاة بأتربة ورمال غنية بأكاسيد الحديد المحمر على أنها «قارات» المريخ وأعطيت أسماءًا مثل:
- أرض شبه الجزيرة العربية.
- سهل الأمازون.

كان يُظن أن المظاهر المظلمة هي البحار، ومن هنا جاءت تسميتها ماري إريثرايوم وماري سيرينوم وأوروراي سينوس وجميعها مناطق مظلمة.
يتم تعريف خط الاستواء للمريخ بالتناوب، ولكن تم تحديد موقع خط الطول الرئيسي، كما كان موقع الأرض (عند غرينتش)، باختيار نقطة تعسفية؛ اختار فيلهلم بير ومادلر خطًا لخرائطهم الأولى للمريخ في عام 1830م. بعد أن قدمت المركبة الفضائية مارينر 9 صورًا شاملة للمريخ في عام 1972م، ظهرت فوهة صغيرة (سميت لاحقًا هوائي-0)، وتقع في التجويف ميريديان تم اختيار «خليج ميريديان» لتعريف خط الطول 0.0 درجة ليتزامن مع التحديد الأصلي.
لا يوجد على سطح المريخ محيطات مائية، وبالتالي لا يوجد «مستوى سطح البحر» على الكوكب، لذا يجب تحديد سطح ارتفاع صفري كمستوى مرجعي. تم تعريف الارتفاع الصفري بالارتفاع الذي يبلغ فيه الضغط الجوي 610.5 باسكال (6.105 بار). يتوافق هذا الضغط مع النقطة الثلاثية للمياه، وهو حوالي 0.6% من الضغط السطحي لمستوى سطح البحر على الأرض. في الممارسة العملية، يتم تعريف هذا السطح اليوم مباشرة من قياسات الجاذبية الفضائية.

#### خريطة رباعي الزوايا
لأغراض رسم الخرائط، يقسم المسح الجيولوجي للولايات المتحدة سطح المريخ إلى ثلاثين خريطة ثلاثية، كل منها يحمل اسم ميزة البياض الكلاسيكية التي يحتوي عليها. يمكن رؤية الرباعيات واستكشافها عبر خريطة الصور التفاعلية أدناه:

#### تضاريس الاصطدام

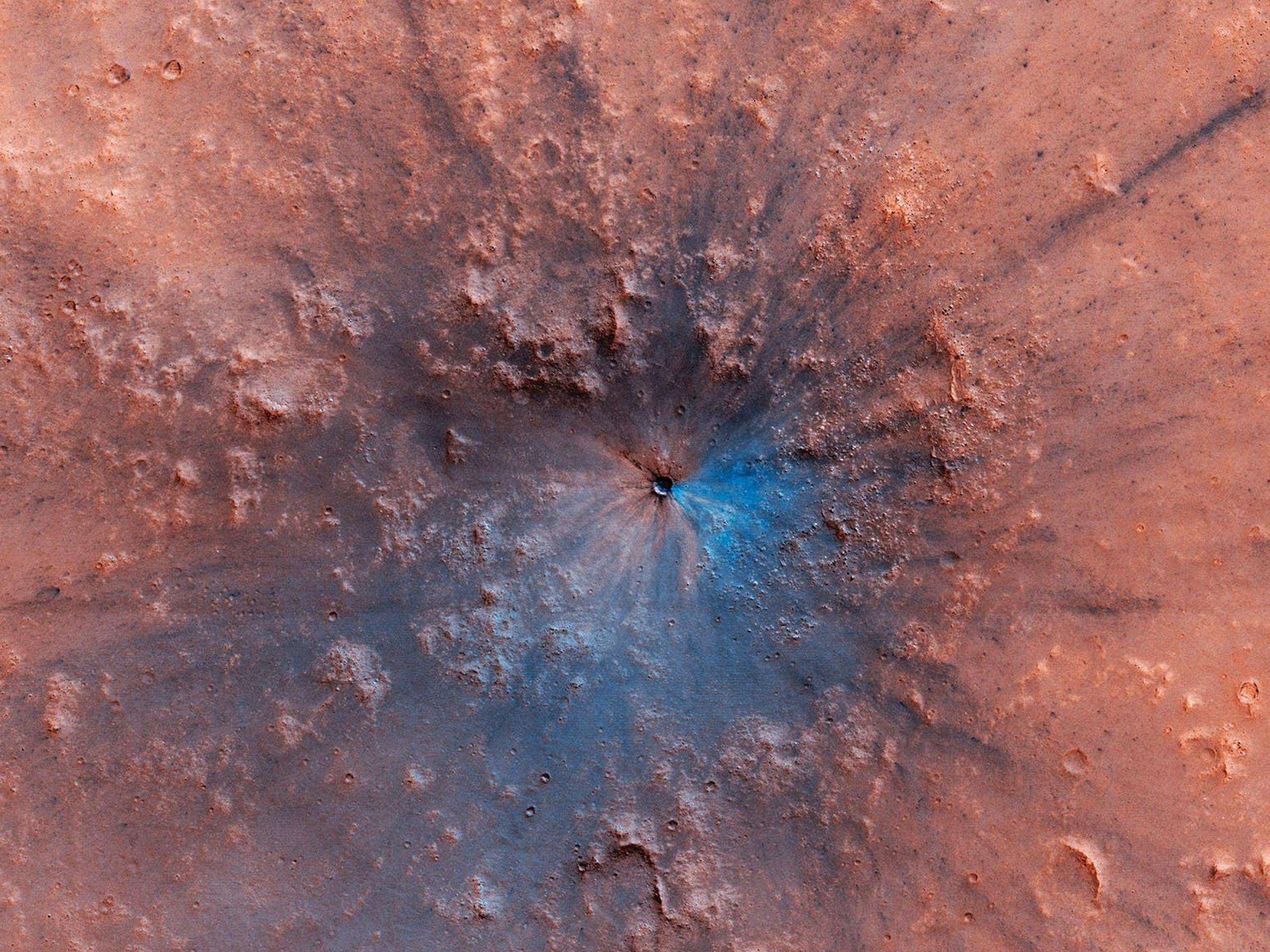
الفوهة التي كشفت عن الجليد المائي

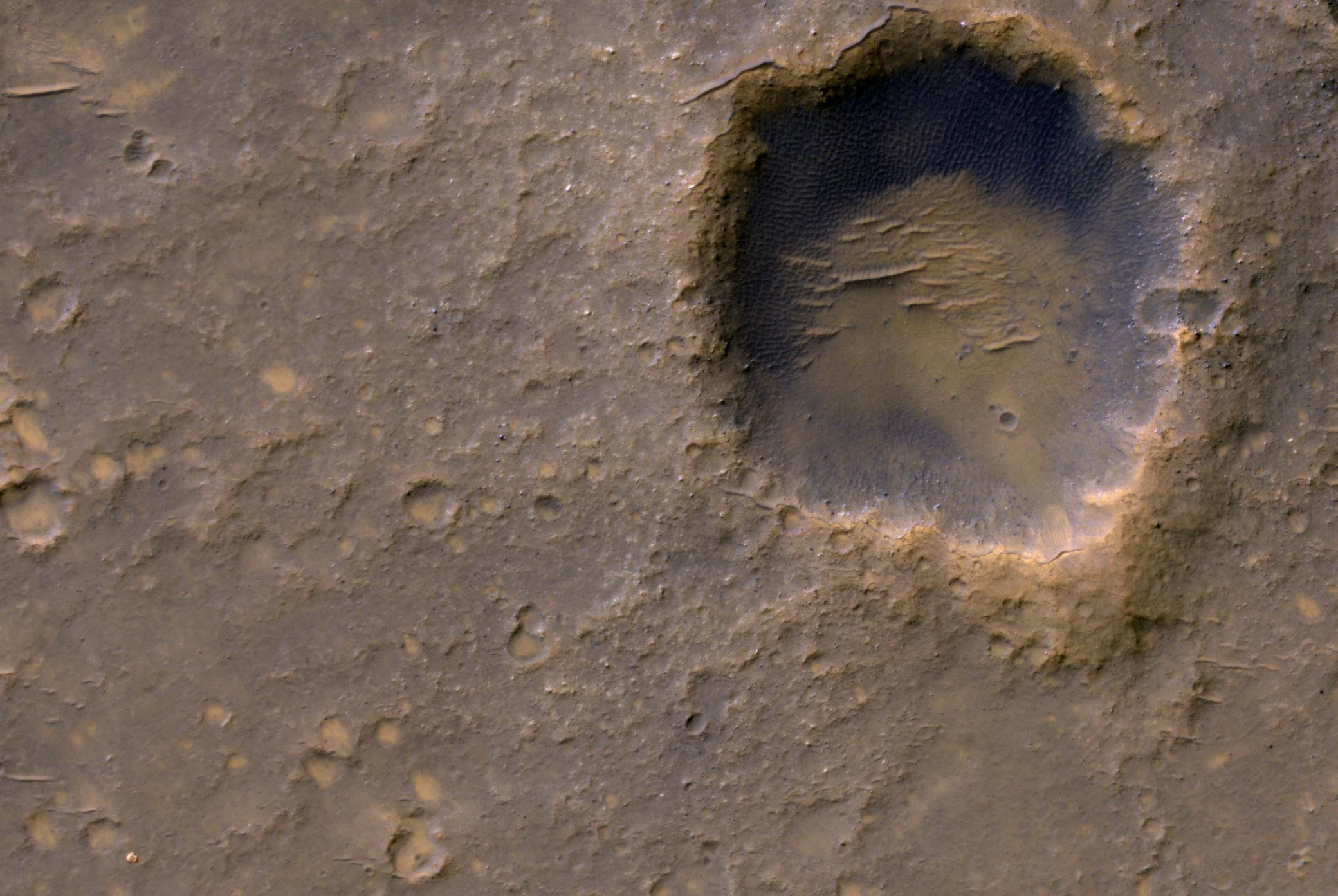
فوهة بونفيل

تعتبر طبوغرافيا المريخ ملفته للنظر حيث السهول الشمالية التي أنشأتها تدفقات الحمم البركانية تتناقض مع المرتفعات الجنوبية، وتحفرها آثار الحفريات القديمة. قدمت الأبحاث في عام 2008م أدلة بشأن نظرية مقترحة في عام 1980م تفترض أنه قبل أربعة مليارات سنة أصيب نصف الكرة الشمالي للمريخ بجسم يتراوح ما بين عُشر إلى ثلثي حجم قمر الأرض. إذا تم التحقق من صحته فسيجعل هذا النصف الشمالي من المريخ موقعًا لحفرة صدمية تبلغ 10.600 كيلومترًا على مساحة 8,500 كيلومتر (6,600 في 5,300 ميل)، أو تقريبًا مساحة أوروبا وآسيا وأستراليا، متجاوزةً حوض أيتكين كأكبر حفرة تأثير في النظام الشمسي.
يوجد العديد من الحفر على سطح المريخ، حيث تم العثور على ما مجموعه 43000 حفرة يبلغ قطرها 5 كم (3.1 ميل) أو أكبر. وأكبر هذه العناصر المؤكدة هو حوض هيلاس، وهو مميز بالضوء الأبيض المرئي بوضوح من الأرض. بسبب الكتلة الأصغر للمريخ، فإن احتمال تصادم كائن مع الكوكب هو حوالي نصف احتمال وجود كوكب الأرض. يقع المريخ بالقرب من حزام الكويكبات، لذلك لديه فرصة متزايدة لصدمته بمواد من هذا المصدر. من المرجح أن يصطدم المريخ بمذنبات قصيرة الأجل، أي تلك التي تقع داخل مدار كوكب المشتري. على الرغم من ذلك، هناك عدد أقل بكثير من الحفر على سطح المريخ مقارنة بالقمر، لأن جو المريخ يوفر الحماية ضد الشهب الصغيرة وعمليات المسح السطحي قد أدت إلى محو بعض الحفر.
يمكن أن يكون للحفر المريخية مورفولوجيا تشير إلى أن الأرض أصبحت رطبة بعد تأثير النيزك.

#### براكين

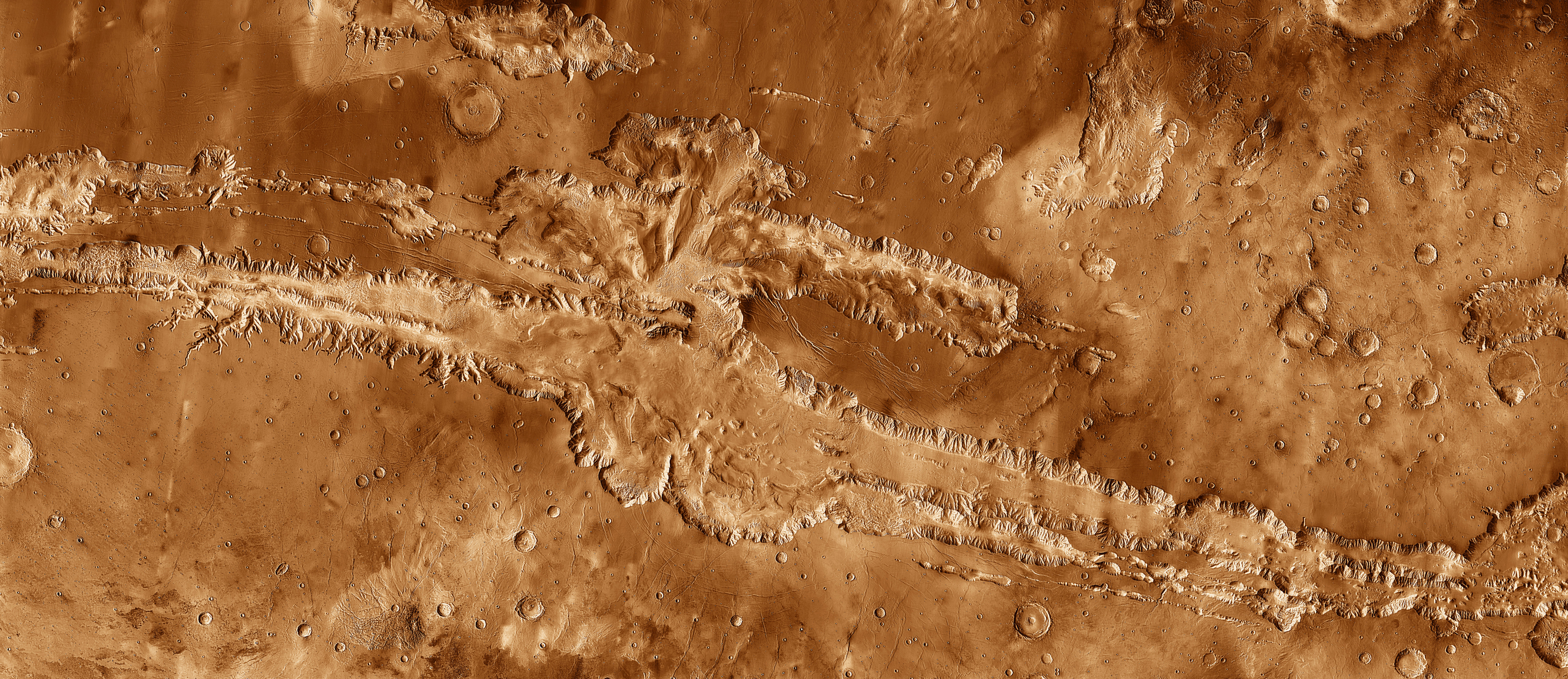
وادي مارينر

بركان جبل أوليمبوس هو بركان خامد في منطقة المرتفعات الشاسعة ثارسيس، والتي تحتوي على العديد من البراكين الكبيرة الأخرى. جبل أوليمبوس يقارب من ثلاثة أضعاف ارتفاع جبل إفرست، والذي يبلغ في المقابل ما يزيد قليلا عن 8.8 كم (5.5 ميل). إنه إما أطول أو ثاني أعلى جبل في المجموعة الشمسية، وهذا يتوقف على كيفية قياسه، مع وجود مصادر متنوعة تعطي أرقامًا تتراوح من حوالي 21 إلى 27 كم (13 إلى 17 ميل).

#### مواقع تكتونية
وادي «فاليس ماريناريس» والذي يعد أكبر الأودية على سطح المريخ، حيث يبلغ طوله 4000 كم (2,500 ميل) وعمق يصل إلى 7 كم (4.3 ميل). طول فاليس ماريناريس يعادل طول أوروبا ويمتد عبر خمس محيط المريخ. بالمقارنة يبلغ طول جراند كانيون على الأرض 446 كم (277 ميل) فقط وعمق 2 كم (1.2 ميل). تم تشكيل فاليس ماريناريس بسبب تضخم منطقة ثارسيس، مما تسبب في انهيار القشرة في منطقة فاليس ماريناريس.

#### ثقوب

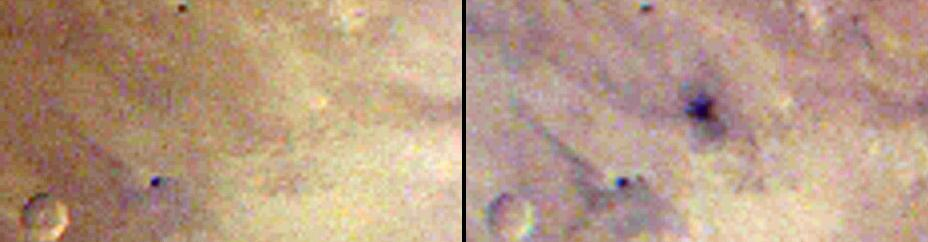
تم التقاط هذه الصور قبل وبعد لنفس الموقع في فترة ما بعد الظهيرة المريخية يومي 27 و28 مارس 2012

كشفت صور من نظام التصوير الحراري للانبعاثات (تيميس) على متن مركبة فضائية تدور حول المريخ «أوديسا» في ناسا عن سبعة مداخل كهفية محتملة على جوانب بركان أرسيا مونس. الكهوف التي سميت على أسماء مكتشفيهم معروفة مجتمعة باسم «الأخوات السبع». يصل طول مداخل الكهف من 100 إلى 252 مترًا (328 إلى 827 قدم) ويقدر عمقها ما بين 73 إلى 96 مترًا (240 إلى 315 قدم).
نظرًا لأن الضوء لا يصل إلى أرضية معظم الكهوف، فمن الممكن أن تمتد أعمق بكثير من هذه التقديرات الأدنى وتتسع تحت السطح. «دينا» هو الاستثناء الوحيد؛ قاعها مرئي وقياسه 130 متر (430 قدم). قد تكون المناطق الداخلية لهذه الكهوف محمية من نيازك مكروئية والأشعة فوق البنفسجية والتوهجات الشمسية وجزيئات الطاقة العالية التي تقصف سطح الكوكب.

## الغلاف الجوي

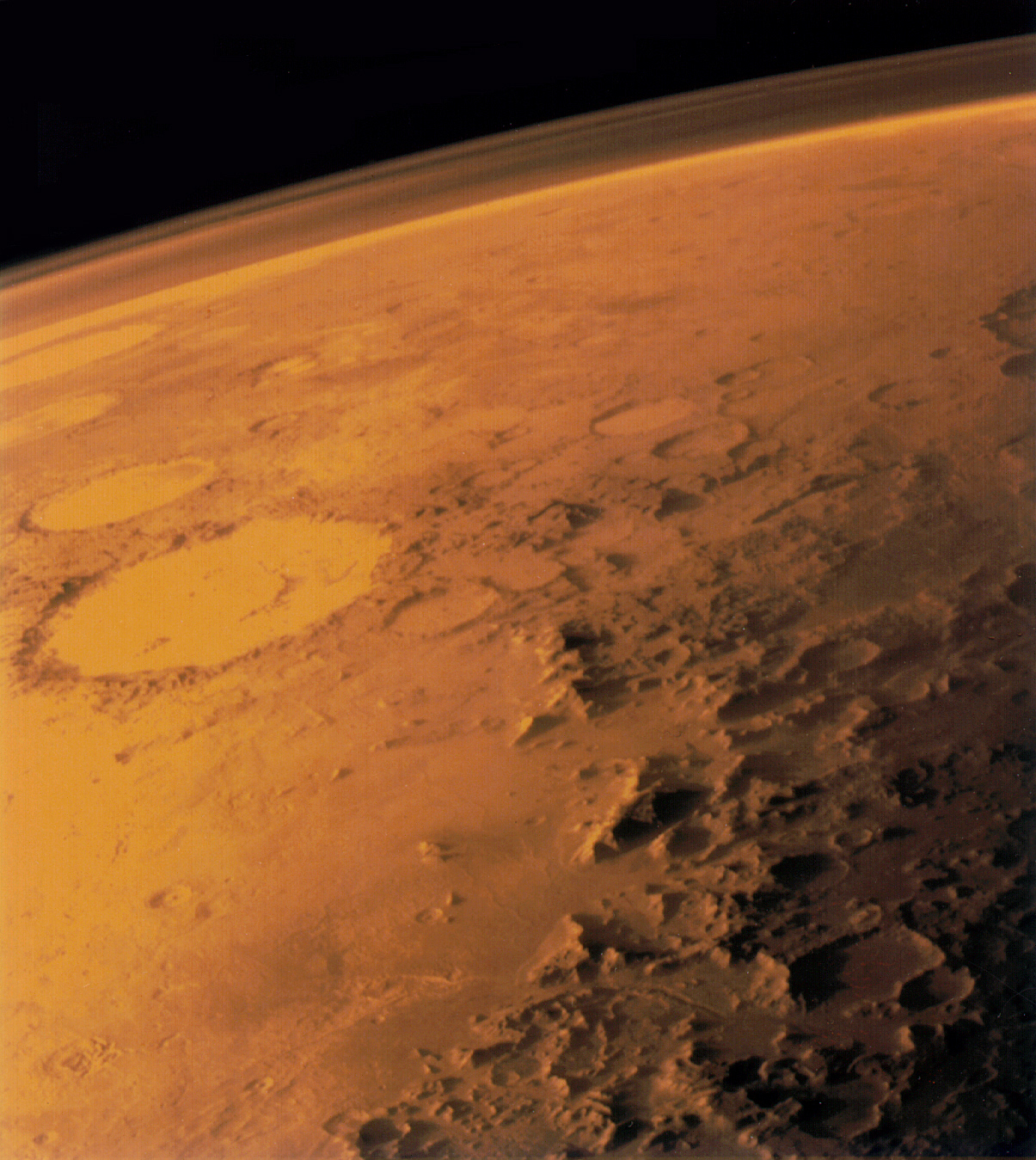
صورة للغلاف الجوي لكوكب المريخ.

فقد المريخ غلافه المغناطيسي منذ 4 مليارات عام، ربما بسبب العديد من ضربات الاصطدامات بالكوكب، وبالتالي تتأثر الرياح الشمسية مباشرة مع أيونوسفير المريخ، مما يقلل من كثافة الغلاف الجوي عن طريق تجريد الذرات من الطبقة الخارجية. اكتشف كل من مسح مارس العالمي ومارس إكسبريس جزيئات الغلاف الجوي المؤينة التي تتدفق إلى الفضاء خلف المريخ، ويتم دراستها بواسطة مافن (مسبار). يتراوح الضغط الجوي على السطح اليوم من 30 باسكال (0.030 كيلو باسكال) على جبل أوليمبوس إلى أكثر من 1,155 باسكال (1.155 كيلو باسكال) في هيلاس بلانيتيا، مع متوسط ضغط عند مستوى السطح 600 باسكال (0.60 كيلو باسكال).
أعلى كثافة في الغلاف الجوي على سطح المريخ تساوي تلك الموجودة على ارتفاع 35 كم (115000 قدم) فوق سطح الأرض. متوسط ضغط السطح الناتج هو فقط 0.6% من ضغط الأرض (101.3 كيلو باسكال).

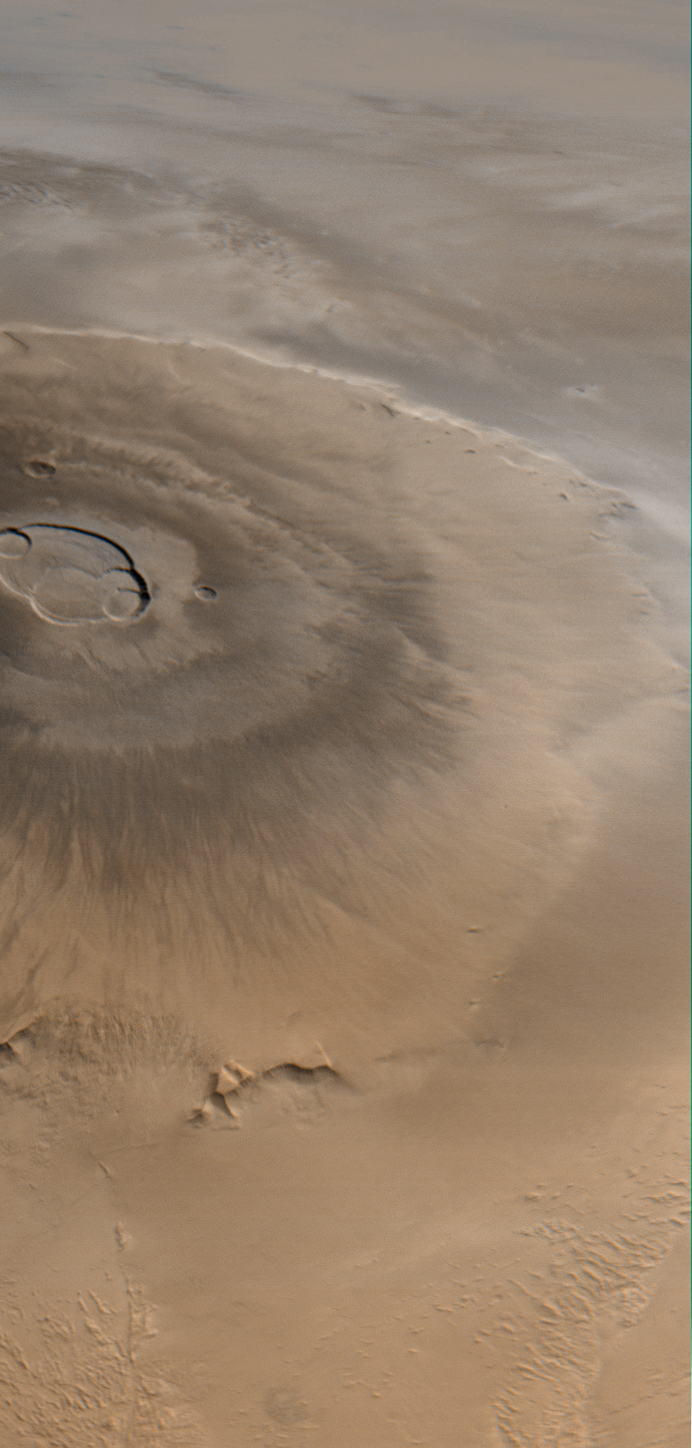
صورة جوية لسطح المريخ.

يبلغ ارتفاع الغلاف الجوي حوالي 10.8 كم (35000 قدم)، وهو أعلى من الأرض والتي تبلغ 6 كم (20000 قدم)، لأن جاذبية سطح المريخ لا تتجاوز 38% من الأرض، وهذا التأثير يقابله كلاهما انخفاض درجة الحرارة و50% أعلى متوسط الوزن الجزيئي للغلاف الجوي للمريخ.
يتكون الغلاف الجوي للمريخ من حوالي 96% من ثاني أكسيد الكربون و1.93% من الأرجون و1.89% من النيتروجين إلى جانب آثار الأكسجين والماء. الغلاف الجوي مترب (غبار) للغاية، ويحتوي على جزيئات يبلغ قطرها حوالي 1.5 ميكرون والتي تمنح سماء المريخ لونًا باهتًا عند رؤيته من السطح. قد يستغرق تدرج اللون الوردي بسبب جزيئات أكسيد الحديد المعلقة فيه.
لقد كانت أول الأخبار عن جو المريخ من سلسلة رحلات مارينر 3 ومارينر 4، حيث تم التأكيد على أن للكوكب غلاف الجوي رقيق جداً يصل إلى 0.01 بالنسبة لغلاف الأرض الجوي. يتألف هذا الجو الرقيق من CO2 في أغلبه حيث تصل نسبته إلى 95% من مكوناته. ثم تم تحليل مكونات الجو بواسطة المركبة فايكينغ 1 لنصل إلى خلاصته عن تركيب الجو وهي كما في الجدول:
| المادة | النسبة % |
| ------ | -------- |
| CO2    | 95.3     |
| N2     | 2.7      |
| Ar     | 1.6      |
| O2     | 0.3      |
| CO     | 0.07     |
| H2O    | 0.03     |

نلاحظ من الجدول أن نسبة بخار الماء في الجو ضئيلة جداً مما يجعل الجو جافاً. ولكن بسبب برودة سطح الكوكب فإن كمية بخار الماء الضئيلة هذه تكفي لإشباعه. ومع استمرارية انخفاض درجة الحرارة دون درجة الندى تبدأ الغازات وخاصة CO2 بالتكاثف والتجمد والسقوط على سطح الكوكب. وتم رصد عواصف محلية على السطح وهي عبارة عن هبوب رياح قوية تتحرك بسرعة وتكون غيوم غبارية وزوابع تدور على السطح وتنقل التربة من مكان إلى آخر. وهذه الرياح التي تعصف على الكوكب لها كما على الأرض دورة رياح يومية ودورة موسمية. ولها تأثير كبير في عمليات الحت والتجوية على سطح الكوكب. ولأن كثافة الجو 2% من كثافة جو الأرض يجب أن تكون قوة الرياح أكبر بحوالي 7 إلى 8 مرات من قوة الرياح الأرضية حتى تستطيع أن تثير وتحمل الغبار وتكون زوابع. فالرياح الأرضية بسرعة 24 كلم بالساعة تثير هذه العواصف أما على المريخ فنحتاج إلى رياح بسرعة 180 كلم بالساعة لتقوم بمثل هذه العواصف. حيث تحمل الرياح الرمال من مكان وتلقيها في مكان آخر. فنجد لها امتداداً واضحاً على سطح الكوكب. وعندما تثور كمية من الغبار فإن العاصفة تحافظ على بقائها بتحويل الطاقة الشمسية إلى طاقة حركية ريحية، حيث تمتص الطاقة من الإشعاع الشمسي وتسخن الجو وتزيد من سرعة الرياح. ولعدم وجود ماء بالجو فإن الغبار يبقى عالقاً لعدة أسابيع قبل أن يستقر على السطح ثانيةً. ومن الغريب أن هذه الرياح تعصف بهدوء ومن دون أصوات فلا ينطبق عليها أصوات العواصف الهادرة الأرضية.

### الميثان

المصادر المحتملة للميثان (CH4) على سطح المريخ

تم اكتشاف الميثان في الغلاف الجوي للمريخ؛ حيث يوجد في أعمدة ممتدة، وتشير الأبحاث إلى أن الميثان يتم إطلاقه من مناطق منفصلة. يتقلب تركيز الميثان من حوالي 0.24 جزء في المليون خلال فصل الشتاء الشمالي إلى حوالي 0.65 جزء في المليون خلال فصل الصيف.
تتراوح تقديرات العمر بين 0.6 و4 سنوات، لذلك يشير وجوده إلى وجود مصدر نشط للغاز. يمكن إنتاج الميثان عن طريق عملية غير بيولوجية، مثل سربنتينيت الذي يشتمل على الماء وثاني أكسيد الكربون وأوليفين المعدن، والذي يُعرف بأنه شائع في المريخ.
تعد أشكال الحياة الميكروبية الميثانية المنشأ في باطن الأرض من بين المصادر المحتملة. ولكن حتى لو حددت مهمة مارس إكسبريس أن حياة المريخ المجهرية هي مصدرها الميثان، فمن المحتمل أن تكون أشكال الحياة موجودة أسفل السطح بعيدًا عن إمكانيات مارس إكسبريس.

### الشفق القطبي
في عام 1994م، رصد توهجٌ بالأشعة فوق البنفسجية في المريخ من قبل وكالة الفضاء الأوروبية بواسطة المركبة مارس إكسبريس حيث يأتي من «المظلات المغناطيسية» في نصف الكرة الجنوبي. لا يحتوي المريخ على مجال مغناطيسي عالمي توجه الجزيئات المشحونة التي تدخل الغلاف الجوي. للمريخ حقول مغناطيسية متعددة الشكل على شكل مظلة في النصف الجنوبي من الكرة الأرضية، وهي من بقايا مجال عالمي تلاشى منذ مليارات السنين.
في أواخر ديسمبر 2014م، اكتشفت المركبة الفضائية مافين التابعة لناسا أدلة على الشفق القطبي الواسع النطاق في نصف الكرة الشمالي للمريخ وانحدرت إلى خط العرض حوالي 20-30 درجة شمال خط الاستواء للمريخ. اخترقت الجسيمات التي تسببت في الشفق في الغلاف الجوي للمريخ، مما خلق الشفق القطبي على بعد 100 كيلومتر فوق السطح، ويتراوح الشفق بين الأرض من 100 كم إلى 500 كم فوق السطح. تتسرب الحقول المغناطيسية في الرياح الشمسية فوق المريخ، إلى الغلاف الجوي، وتتبع الجزيئات المشحونة خطوط المجال المغناطيسي للرياح الشمسية في الغلاف الجوي، مما تسبب في حدوث الشفق القطبي خارج المظلات المغناطيسية.
في 18 مارس 2015م، أبلغت ناسا عن اكتشاف شفق قطبي غير مفهوم تمامًا وسحابة غبار غير مفسرة في جو المريخ.
في سبتمبر 2017م، ذكرت وكالة ناسا أن مستويات الإشعاع على سطح كوكب المريخ تضاعفت مؤقتًا، وارتبطت بأشعة الشفق القطبي 25 مرة وكانت أكثر إشراقاً من أي وقت سابق، بسبب عاصفة شمسية هائلة وغير متوقعة في منتصف الشهر.

## المناخ
من بين جميع الكواكب الموجودة في النظام الشمسي، فإن مواسم المريخ هي الأكثر شبهاً بالأرض، وذلك بسبب الميل المماثل لمحور الدوران للكوكبين. يبلغ طول مواسم المريخ حوالي ضعف مواسم الأرض، لأن المسافة للمريخ أكبر من الشمس تؤدي إلى أن تكون سنة المريخ حوالي عامين للأرض. تختلف درجات حرارة سطح المريخ من قيعان تبلغ حوالي -143 درجة مئوية (-225 درجة فهرنهايت) في أغطية الشتاء القطبية إلى مستويات تصل إلى 35 درجة مئوية (95 درجة فهرنهايت) في الصيف الاستوائي.
يرجع النطاق الواسع في درجات الحرارة إلى الغلاف الجوي الرقيق الذي لا يستطيع تخزين الكثير من حرارة الشمس، وانخفاض الضغط الجوي، والقصور الذاتي المنخفض للتربة المريخية. الكوكب يبعد 1.52 مرة عن الشمس من الأرض، مما ينتج عنه 43% فقط من كمية ضوء الشمس.
إذا كان للمريخ مدار يشبه الأرض، فستكون مواسمه مماثلة لمدار الأرض لأن ميله المحوري يشبه مدار الأرض. الغرابة الكبيرة نسبيًا في مدار المريخ لها تأثير كبير. المريخ بالقرب من الحضيض عندما يكون الصيف في نصف الكرة الجنوبي والشتاء في الشمال، وقرب الأفق عندما يكون الشتاء في نصف الكرة الجنوبي والصيف في الشمال. نتيجة لذلك، تكون الفصول في نصف الكرة الجنوبي أكثر تطرفًا والفصول في الشمال أكثر اعتدالًا مما كانت عليه الحال. يمكن أن تكون درجات حرارة الصيف في الجنوب أكثر دفئًا من درجات حرارة الصيف المكافئة في الشمال بما يصل إلى 30 درجة مئوية (54 درجة فهرنهايت).
يوجد بالمريخ عواصف ترابية تعد الأكبر في النظام الشمسي، حيث تصل سرعتها إلى أكثر من 160 كم / ساعة (100 ميل في الساعة). يمكن أن تختلف هذه من عاصفة فوق مساحة صغيرة، إلى عواصف عملاقة تغطي الكوكب بأكمله. تميل إلى الحدوث عندما يكون المريخ أقرب إلى الشمس، وقد ثبت أنه يزيد من درجة الحرارة العالمية.

المريخ (قبل / بعد) العاصفة الترابية في (يوليو 2018)

## مدار الكوكب ودورانه

يبعد المريخ عن الشمس حيث تبلغ فترته المدارية 687 يومًا (للأرض)، باللون الأحمر، ومدار الأرض باللون الأزرق

المريخ هو رابع الكواكب بعداً عن الشمس. وأول كوكب له مدار خارج مدار الأرض ويبعد عن الشمس حوالي 230 مليون كلم بالمتوسط (143 مليون ميل). ويقطع الكوكب هذا المدار في زمن يعادل 687 يوم أرضي، وأثناء دورانه في مداره هذا تحدث له عدد من الظواهر منها الاقتران.
اليوم الشمسي أو (سول) على سطح المريخ أطول بقليل من يوم الأرض: 24 ساعة و39 دقيقة و35.2 ثانية. سنة المريخ تساوي 1.8809 سنة أرضية، بما يعادل 320 يومًا و18.2 ساعة.
الميل المحوري للمريخ هو 25.19 درجة بالنسبة للمستوى المداري، والذي يشبه الميل المحوري للأرض. ونتيجة لذلك فإن المريخ لديه مواسم (فصول السنة) مثل الأرض، على الرغم من أنها تقارب الضعف لأن فترته المدارية أطول من الأرض. في عصرنا الحالي يكون اتجاه القطب الشمالي للمريخ قريبًا من نجم الدجاجة.
شذوذية مركزيته e = 0.093 وهي كبيرة نسبياً، مما يدل على أن مداره إهليلجي بشكل واضح حيث يكون وهو في الحضيض على بعد 206 مليون كلم عن الشمس وعند وصوله إلى الأوج يصبح على بعد 249 مليون كلم عن الشمس. فنرى فرقاً واضحاً في البعدين وهذا يؤدي إلى تباين كمية أشعة الشمس الساقطة على سطحه بنسبة تصل إلى 45% بين الأوج والحضيض، أي بفارق 30 ْ وما يتبع ذلك من تغيرات في مناخ الكوكب بين الموقعين. ودرجة الحرارة تتراوح على السطح بين الشتاء والصيف -144 ْ إلى 27 ْ أما في المتوسط فإن درجة الحرارة تقدر بحوالي –23 ْ إلى -55 ْ.
المريخ لديه انحراف مداري نسبيا حوالي 0.09؛ من بين الكواكب السبعة الأخرى في النظام الشمسي، فقط عطارد لديه انحراف مداري. من المعروف أنه في الماضي كان للمريخ مدار دائري أكثر بكثير. عند نقطة واحدة أي 1.35 مليون سنة مضت، كان للمريخ انحراف مداري حوالي 0.002، أقل بكثير من الأرض اليوم. تبلغ دورة انحراف المريخ 96000 سنة أرضية مقارنة بدورة الأرض البالغة 100,000 عام. يتمتع المريخ بدورة أطول بكثير من الإنحراف، مع فترة تبلغ 2.2 مليون سنة أرضية، وهذا يفوق دورة 96000 عام في الرسوم البيانية للانحراف المداري. على مدار الـ 35000 سنة الماضية، أصبح مدار المريخ يزداد انحرافه قليلاً بسبب الآثار الجاذبية للكواكب الأخرى. ستستمر المسافة الأقرب بين الأرض والمريخ في الانخفاض بشكل معتدل لمدة 25,000 عام.

## الحياة على المريخ

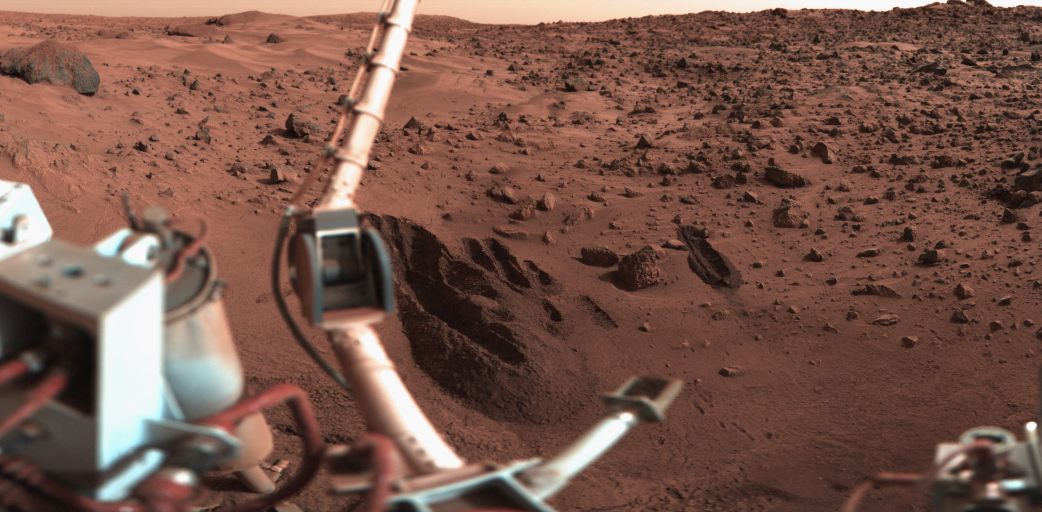
أخذ عينات من التربة

إن الفهم الحالي للحياة على الكواكب هو قدرة الإنسان على تطوير ظروف بيئية تساعد على ظهور الحياة، ويفضل الكواكب التي تحتوي على مياه سائلة على سطحها. في أغلب الأحيان يتطلب هذا مدار كوكب ما في المنطقة الصالحة للحياة والتي تمتد من الشمس إلى ما وراء كوكب الزهرة مباشرة حتى حول محور المريخ شبه الرئيسي. خلال الحضيض يتواجد المريخ داخل هذه المنطقة لكن جو المريخ الضعيف (الضغط المنخفض) يمنع الماء السائل من الوجود في مناطق كبيرة لفترات طويلة. يوضح التدفق الماضي للمياه السائلة إمكانية الكوكب للحياة. تشير الدلائل الحديثة إلى أن أي ماء على سطح المريخ قد يكون مالحًا وحامضًا بدرجة لا تسمح بدعم الحياة الأرضية العادية.
يمثل الافتقار إلى الغلاف المغنطيسي والغلاف الجوي الرقيق للغاية للمريخ تحديا: فالكوكب لديه قدر ضئيل من انتقال الحرارة عبر سطحه، وعزل ضعيف ضد قصف الرياح الشمسية وعدم كفاية الضغط الجوي للاحتفاظ بالمياه على شكل سائل (الماء يتدفق بدلا من ذلك إلى حالة غازية). المريخ قد مات أو ربما بالكامل من الناحية الجيولوجية. من الواضح أن نهاية النشاط البركاني قد أوقفت إعادة تدوير المواد الكيميائية والمعادن بين سطح الكوكب وداخله.
تم إجراء تحقيقات في الموقع على كوكب المريخ من قِبل مركبات الهبوط الفايكينغ، ومركبات سبيريت وفينيكس. تشير الدلائل إلى أن الكوكب كان صالحًا للسكن أكثر مما هو عليه اليوم، ولكن ما إذا كانت الكائنات الحية موجودة من قبل لا تزال غير معروفة. أجرت تحقيقات فايكنغ في منتصف سبعينيات القرن الماضي تجارب مصممة للكشف عن الكائنات الحية الدقيقة في تربة المريخ في مواقع الهبوط التابعة لكل منها، وكانت لها نتائج إيجابية بما في ذلك زيادة مؤقتة في ثاني أكسيد الكربون. هذه العلامة للحياة كانت موضع خلاف فيما بعد من قبل العلماء، مما أدى إلى نقاش مستمر مع عالم ناسا جيلبرت ليفين الذي أكد أن فايكنغ قد وجد الحياة. تشير إعادة التحليل لبيانات فايكنغ في ضوء المعرفة الحديثة بأشكال الحياة الشاذة، إلى أن اختبارات فايكنغ لم تكن متطورة بما يكفي للكشف عن هذه الأشكال من الحياة. يمكن أن تؤدي الاختبارات إلى القتل (افتراضي).

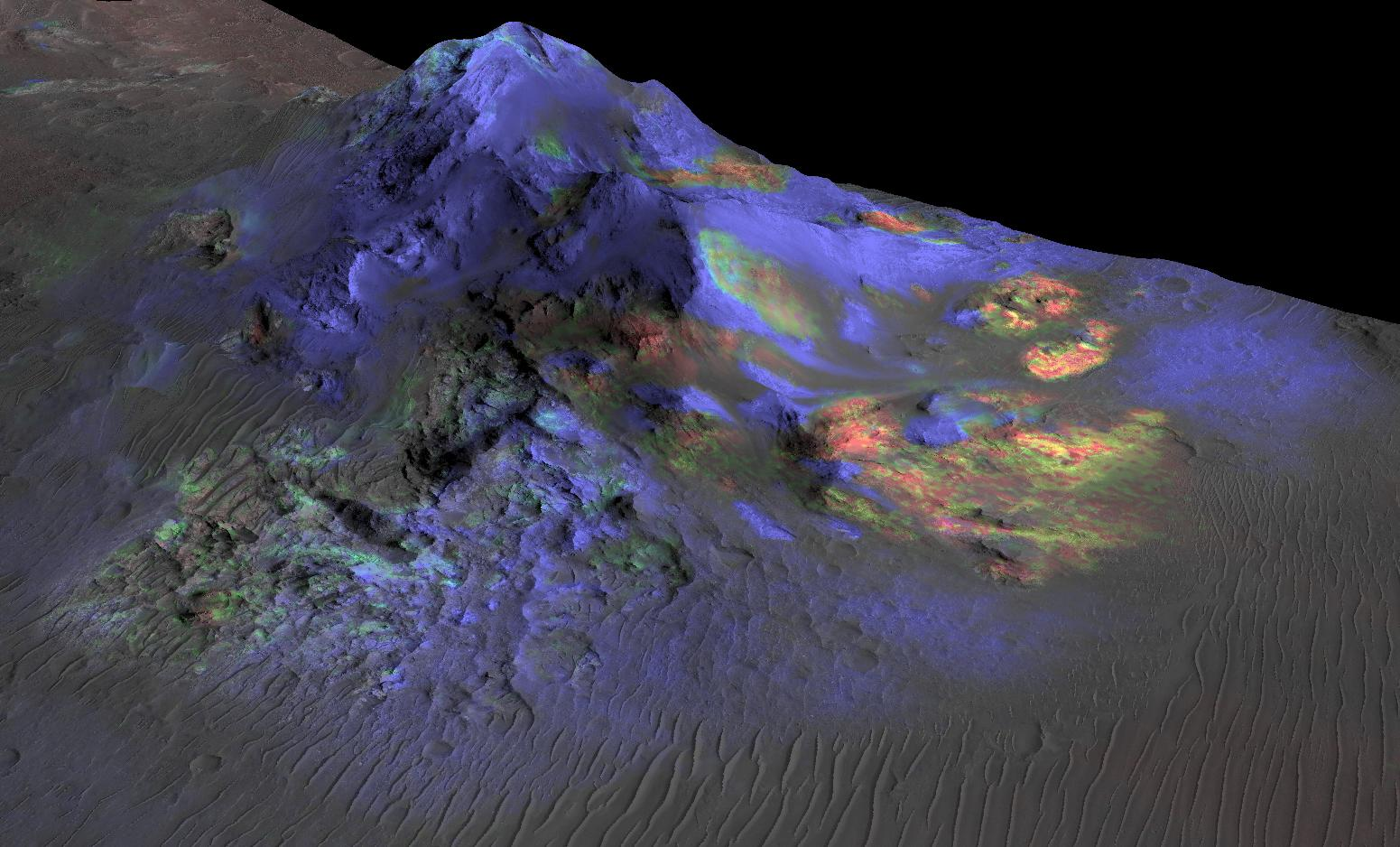
الكشف عن رواسب وهي عبارة عن (بقع خضراء) في قائمة الحفرات على المريخ

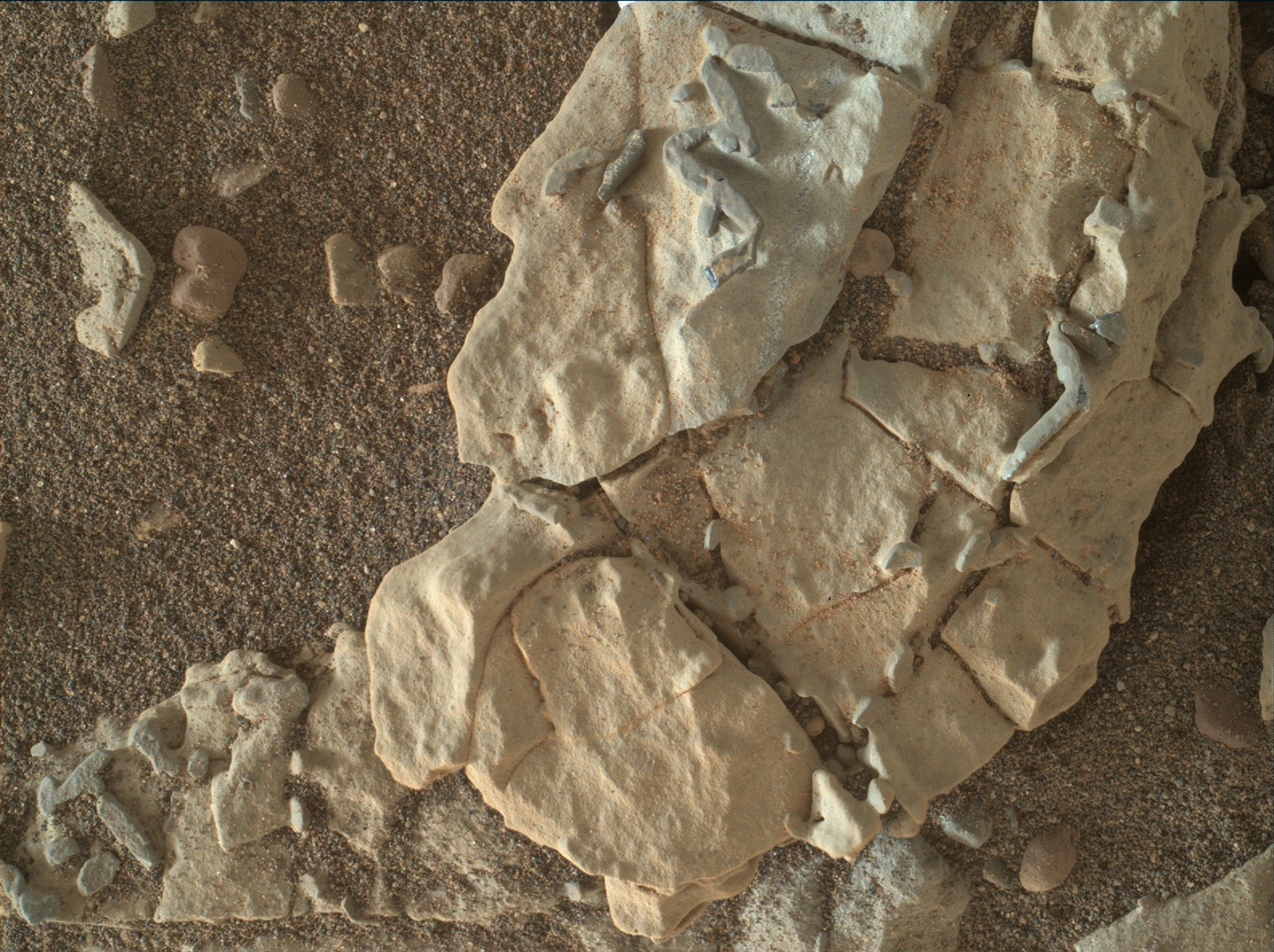
التقطت هذه الصورة في عام 2018 تكهنات بأن بعض هذة الأشكال كانت حفريات شبيهة بالديدان، لكنها كانت تكوينات جيولوجية ربما تكونت تحت الماء.

أظهرت الاختبارات التي أجرتها مركبة الهبوط فينيكس أن التربة تحتوي على درجة الحموضة القلوية وأنها تحتوي على المغنيسيوم والصوديوم والبوتاسيوم وكلوريد. قد تكون مغذيات التربة قادرة على دعم الحياة ولكن لا يزال يتعين حماية الحياة من الأشعة فوق البنفسجية المكثفة.
في عام 2014م أظهر تحليل فينيكس أن بيركلورات الكالسيوم Ca(ClO4)2 لم تتفاعل مع الماء السائل بأي شكل من الأشكال، ربما لفترة تصل إلى 600 م.س.
اقترح العلماء أن كريات الكربونات الموجودة في النيزك تلال ألان 84001 والتي يُعتقد أنها نشأت من المريخ يمكن أن تكون ميكروبات متحجرة موجودة على المريخ عندما تم تفجير النيازك على سطح المريخ بواسطة ضربة نيزك منذ حوالي 15 مليون سنة. قوبل هذا الاقتراح بالتشكك وتم اقتراح أصل غير عضوي حصريًا للأشكال.
يُزعم أن كلاً من الكميات الصغيرة من الميثان والفورمالديهايد التي اكتشفها مداران المريخ دليلان على الحياة لأن هذه المركبات الكيميائية ستنهار بسرعة في جو المريخ. بدلاً من ذلك يمكن تجديد هذه المركبات بالوسائل البركانية أو الجيولوجية الأخرى، مثل سربنتينيت.
تم العثور على تأثير الزجاج الذي تشكل من تأثير الشهب والتي على الأرض يمكن أن تحافظ على علامات الحياة على سطح الحفر تأثير على المريخ. وبالمثل يمكن للزجاج الموجود في فوهات التصادم على المريخ أن يحافظ على علامات الحياة إذا كانت الحياة موجودة في الموقع.
في مايو 2017م ربما تم العثور على أدلة على أقدم حياة معروفة على الأرض، بسبب وجود رواسب جليدية عمرها 3.48 مليار عام وغيرها من الرواسب المعدنية ذات الصلة (غالبًا ما توجد حول الينابيع الساخنة والسخانات) التي تم اكتشافها في بيلبارا كراتون بغرب أستراليا. قد تكون هذه النتائج مفيدة في تحديد أفضل مكان للبحث عن علامات الحياة المبكرة على كوكب المريخ.
في أوائل عام 2018م تكهنت تقارير إعلامية بأن بعض سمات الصخور في موقع يُدعى جورا تبدو وكأنها نوع من الأحفوري، لكن علماء المشروع يقولون إن التكوينات ربما تكون ناتجة عن عملية جيولوجية في قاع البحيرة القديمة الجافة، وترتبط بالأوردة المعدنية في منطقة مماثلة لبلورات الجص.
في 7 يونيو 2018م، أعلنت ناسا أن سفينة كيوريوسيتي روفر اكتشفت مركبات عضوية في الصخور الرسوبية التي يرجع تاريخها إلى ثلاثة مليارات سنة، مما يشير إلى أن بعض لبنات البناء للحياة كانت موجودة.
في يوليو 2018م، أبلغ العلماء عن اكتشاف بحيرة تحت المنطقة الجليدية على سطح المريخ، وهي أول منطقة مستقرة معروفة للمياه على هذا الكوكب. تتمركز على بعد 1.5 كم (0.9 ميل) تحت السطح عند قاعدة الغطاء الجليدي القطبي الجنوبي ويبلغ عرضها حوالي 20 كم (12 ميل). تم اكتشاف البحيرة باستخدام رادار مركبة مارسيس على متن مدار المريخ اكسبرس، وتم جمع الملفات بين مايو 2012م وديسمبر 2015م. تتركز البحيرة عند 193 درجة شرقا، 81 درجة جنوبا، وهي منطقة مسطحة لا تظهر أي خصائص طوبوغرافية مميزة. يحيط بها في الغالب أرض مرتفعة ما عدا في الجانب الشرقي، حيث يوجد الانخفاض.

صورة بانورامية التقطت في 2006

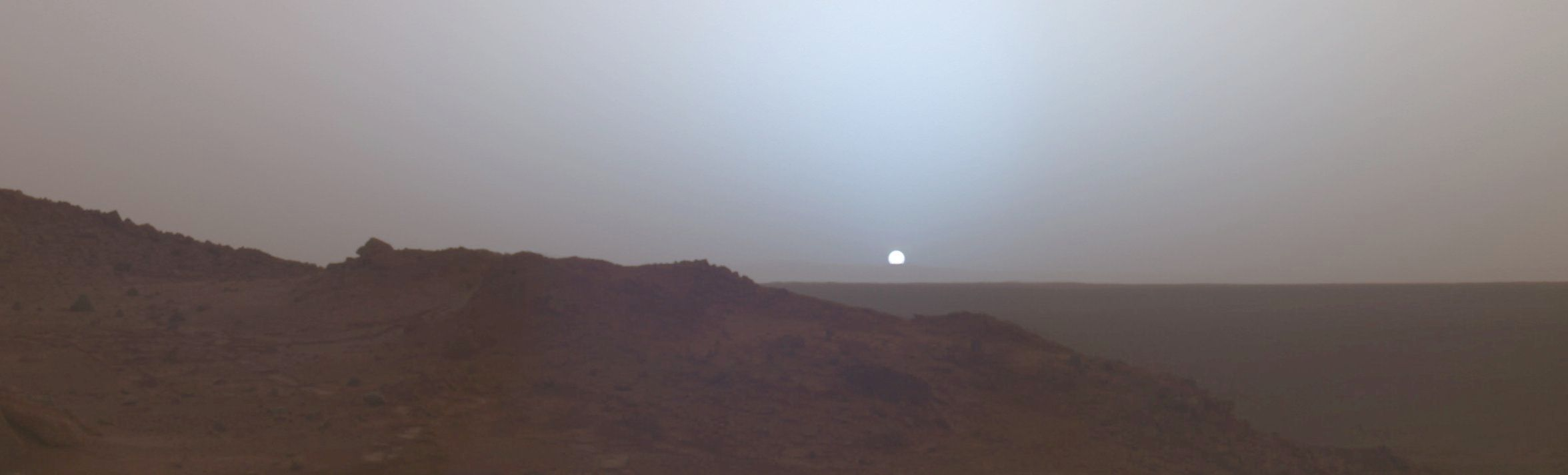
صورة بانورامية التقطت في 28 مايو 2005 بواسطة المركبة سبيريت وتظهر غروب الشمس على كوكب المريخ

## قمرا المريخ

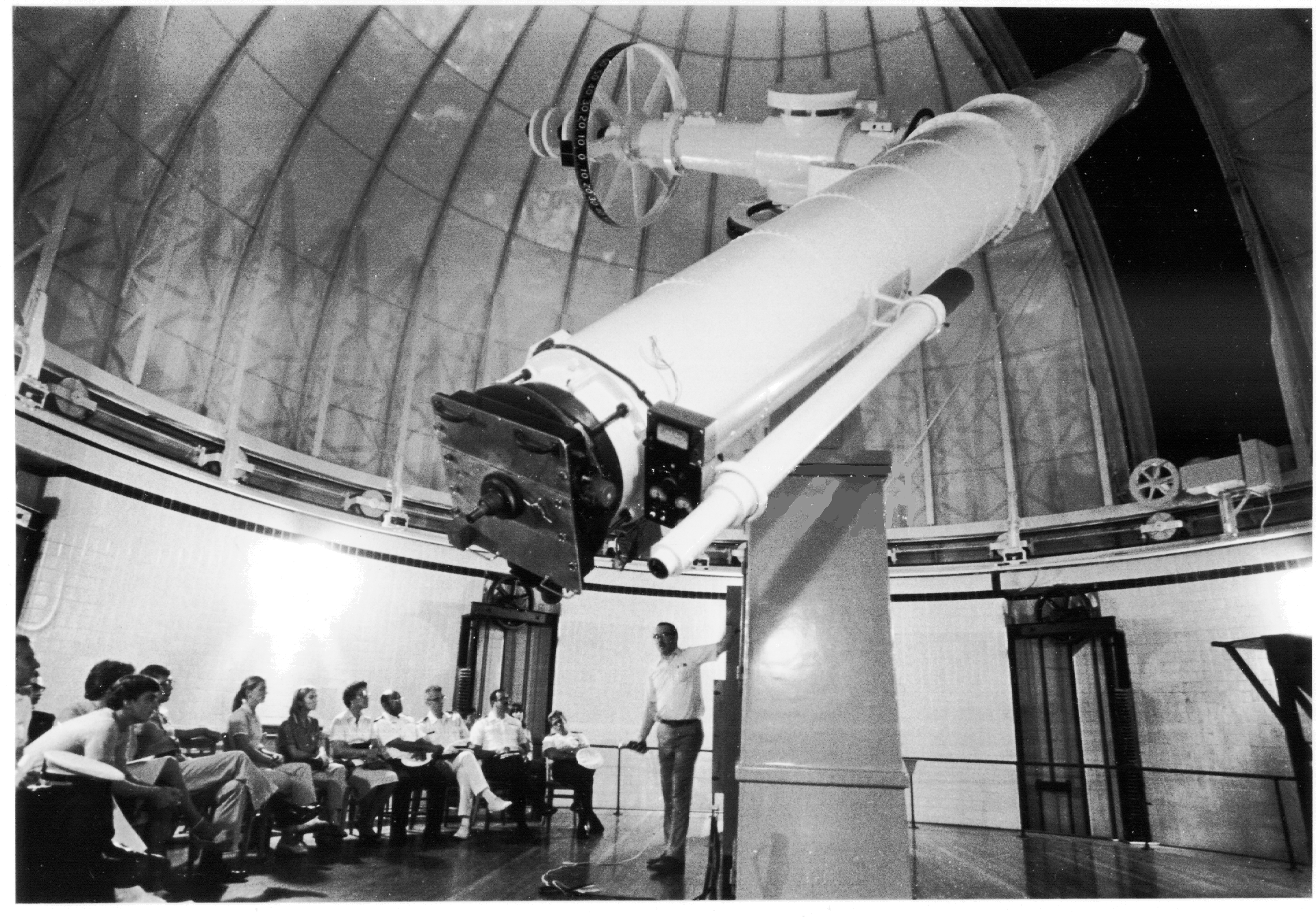
التلسكوب الذي تم استخدامه لاكتشاف قمري المريخ

للمريخ أقمار طبيعية صغيرة نسبيًا (مقارنةً بالأرض)، هما فوبوس (قطره حوالي 22 كم) وديموس (قطره حوالي 12 كم)، حيث إنهما يدوران بالقرب من الكوكب. تم اكتشاف قمري المريخ في العام 1877م على يد «أساف هول» وتمّت تسميتهم تيمّناً بمرافقي الآله اليوناني «آريس» (آريس: Άρης).
من سطح المريخ، تبدو حركات فوبوس وديموس مختلفة عن حركة القمر الطبيعية، حيث يرتفع فوبوس في غرب الكوكب ويتجه إلى شرق الكوكب، ويعود مرة أخرى بعد 11 ساعة فقط. يعتبر ديموس خارج المدار المتزامن حيث تتطابق الفترة المدارية مع فترة دوران الكوكب، حيث يرتفع إلى شرق الكوكب ولكن ببطء. على الرغم من مداره الذي يبلغ 30 ساعة بالنسبة للقمر ديموس، إلا أنه يحتاج إلى 2.7 يوم، حيث يدور ببطء خلف دوران المريخ.
يعتبر مدار فوبوس أقل من ارتفاع المدار المتزامن للكوكب، مما يؤثر المد والجزر على كوكب المريخ والذي بدوره يؤدي إلى انخفاض مداره تدريجيًا. خلال 50 مليون عام القادمة، يمكن أن يصطدم القمر فوبوس إما بسطح المريخ أو ينفجر إلى هيكل دائري حول الكوكب.

مرور القمر فوبوس من أمام القمر ديموس، تم التقاطها بواسطة كيوريوسيتي

لا تزال أقمار المريخ إلى يومنا هذا مبهمة وغير واضحة في تركيبتها. وقد اعتبرت تركيبة الوضاءة والكوندريت المنخفضة الكربون التي تشبهها الكويكبات مماثلة لدعم نظرية الالتقاط. يبدو أن مدار فوبوس الغير مستقر يشير إلى أن الالتقاط كان حديثا. لكن كلاهما له مدارات دائرية، بالقرب من خط الاستواء، وهو أمر غير معتاد بالنسبة للكائنات الملتقطة، حيث تكون ديناميات الالتقاط المطلوبة معقدة. التراكم في وقت مبكر من تاريخ المريخ أمر معقول، لكنه لم يفسر حتى الآن تركيبتهما حيث أنها تشبه الكويكبات أكثر من المريخ، إذا تم تأكيد ذلك.
الاحتمال الثالث هو تورط جسم ثالث أو نوع من اضطراب التصادم. تشير الدلائل الأكثر حداثة على وجود خصائص فوبوس داخل مسامي لكوكب المريخ، وتم اقتراح بأنه يحتوي على مركبات معادن السيليكات ومعادن أخرى معروفة في المريخ، حيث تشير إلى منشأ فوبوس من مادة تم إخراجها من تصادم على المريخ تم إعادة اكتشافه في مدار المريخ، على غرار النظرية السائدة لأصل قمر الأرض. على الرغم من أن الأطياف المرئية وشبه الأشعة تحت الحمراء لأقمار المريخ تشبه تلك الموجودة في الكويكبات ذات الحزام الخارجي، إلا أن أطياف الأشعة تحت الحمراء لـ فوبوس لا تتوافق مع الكوندريت من أي فئة.
قد يكون للمريخ أقمار أصغر من 50 إلى 100 متر (160 إلى 330 قدم)، ويتوقع وجود حلقة غبار بين القمران فوبوس وديموس.

### القمر فوبوس
فوبوس قطعة صخرية صغيرة غير منتظمة الشكل لا يزيد طولها عن 21 كم (13 ميل) ويتم دورته حول المريخ كل 7.7 ساعات. يبدو القمر هرم نوعا ما. وتغشاه فوهات صدم متفاوتة القدم. ويلاحظ عليه وجود حزوز وسلاسل من فوهات صغيرة. يطلق أكبرها اسم ستيكني الذي يقارب قطره 10 كم (6 أميال). يقوم القمر فوبوس بالدوران حول المريخ اسرع من دوران المريخ حول نفسه، مما يؤدي بقطر دوران القمر فوبوس حول المريخ للتناقص يوماً بعد يوم إلى أن ينتهي به الأمر إلى التفتت ومن ثم الإرتطام بكوكب المريخ.

### القمر ديموس
ديموس هو أحد الأقمار التابعة لكوكب المريخ إلى جانب القمر فوبوس وهو عبارة عن قطعة صخرية صغيرة غير منتظمة الشكل لا يزيد طولها عن 12 كم (7 ميل) ويتم دورته حول المريخ خلال 1.3 يوم. ولبعده عن الكوكب الأحمر، فإن قطر مدار القمر آخذ بالزيادة. ويبدو ديموس على شكل هرمي نوعاً ما. وتغشاه فوهات صدم متفاوتة القدم.
|                                             |  |                                              |
| صورة ملونة لفوبوس تم أخذها في 23 مارس 2008. |  | صورة ملونة لديموس تم أخذها في 21 فبراير 2009 |

جدول يوضح الفوارق الجوهرية بين فوبوس وديموس:
| الإسم | الصورة | القطر (كم)             | الكتلة (كغ) | المحور شبه الرئيسي (كم) | الدور المداري (ساعة) | متوسط فترة طلوع القمر (ساعة / يوم) |
| ----- | ------ | ---------------------- | ----------- | ----------------------- | -------------------- | ---------------------------------- |
| فوبوس |        | 22.2 كم (27×21.6×18.8) | 1.08×1016   | 9.377 كم                | 7.66                 | 11.12 ساعة (0.463 يوم)             |
| ديموس |        | 12.6 كم (10×12×16)     | 2×1015      | 23.460 كم               | 30.35                | 131 ساعة (5.44 يوم)                |

## استكشاف المريخ

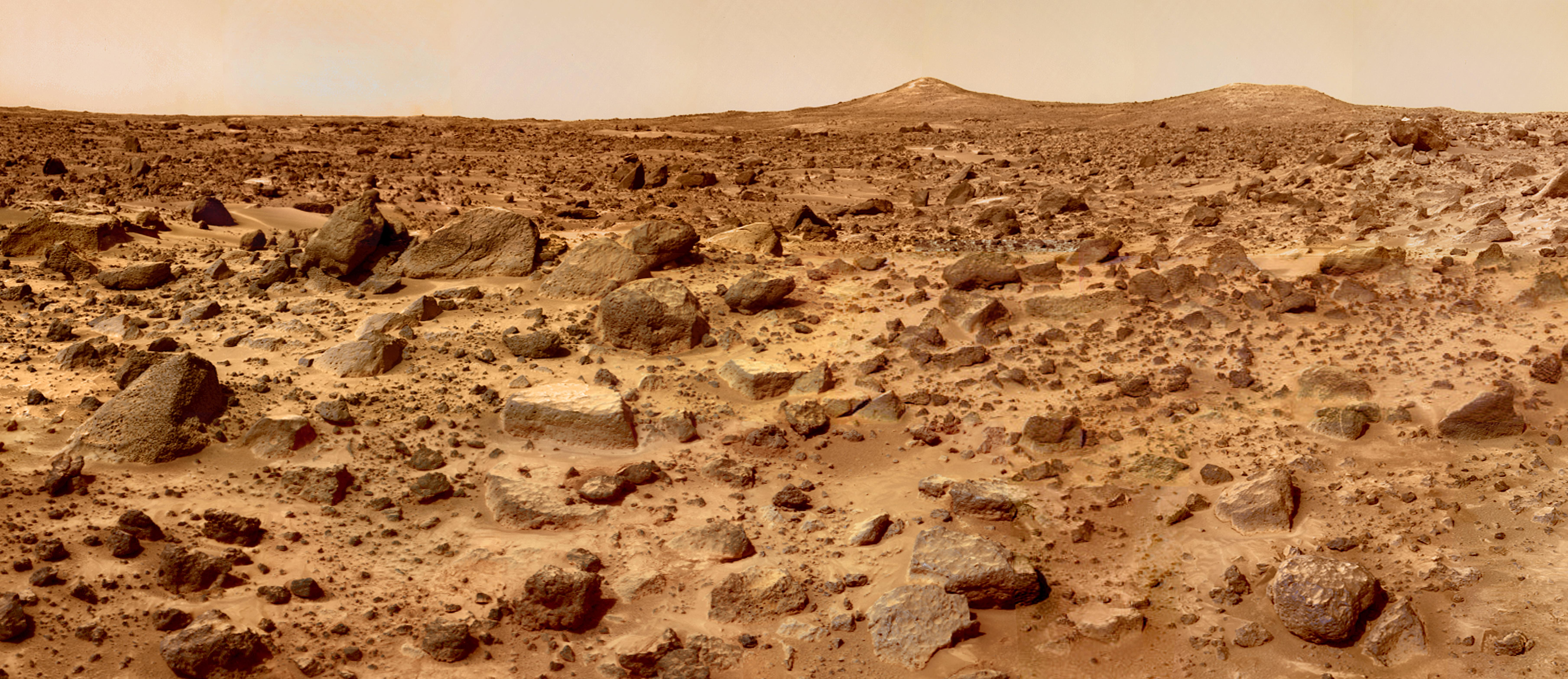
سطح كوكب المريخ.

هناك ما يقرب من 44 محاولة إرسال مركبات فضائية للكوكب الأحمر من قِبل الولايات المتحدة، الاتحاد السوفيتي، أوروبا، والهند. تبلغ نسبة عدد المركبات التي فشلت في مهمتها حوالي 66% من عدد المركبات الفضائية إما على الأرض، أو خلال رحلتها أو خلال هبوطها على سطح الكوكب الأحمر. من أنجح المحاولات إلى كوكب المريخ تلك التي سمّيت بـ «مارينر»، «برنامج الڤايكنج»، «سورفيور»، «باثفيندر»، و«أوديسي». قامت المركبة «سورفيور» بالتقاط صور لسطح الكوكب، الأمر الذي أعطى العلماء تصوراً بوجود ماء، إمّا على السطح أو تحت سطح الكوكب بقليل. وبالنسبة للمركبة «أوديسي»، فقد قامت بإرسال معلومات إلى العلماء على الأرض والتي مكّنت العلماء من الاستنتاج من وجود ماء متجمّد تحت سطح الكوكب في المنطقة الواقعة عند 60 درجة جنوب القطب الجنوبي للكوكب.
في العام 2003م، قامت وكالة الفضاء الأوروبية بإرسال مركبة مدارية وسيارة تعمل عن طريق التحكم عن بعد، وقامت الأولى بتأكيد المعلومة المتعلقة بوجود ماء جليد وغاز ثاني أكسيد الكربون المتجمد في منطقة القطب الجنوبي لكوكب المريخ. تجدر الإشارة إلى أن أول من توصل إلى تلك المعلومة هي وكالة الفضاء الأمريكية وان المركبة الأوروبية قامت بتأكيد المعلومة. باءت محاولات الوكالة الأوروبية بالفشل في محاولة الاتصال بالسيارة المصاحبة للمركبة الفضائية وأعلنت الوكالة رسمياً فقدانها للسيارة الآلية في فبراير من من نفس العام. لحقت وكالة الفضاء الأمريكية الرّكب بإرسالها مركبتين فضائيتين وكان فرق الوقت بين المركبة الأولى والثانية، 3 أسابيع، وتمكن السيارات الآلية الأمريكية من إرسال صور مذهلة لسطح الكوكب وقامت السيارات بإرسال معلومات إلى العلماء، تؤكّد على تواجد الماء على سطح الكوكب الأحمر في الماضي.

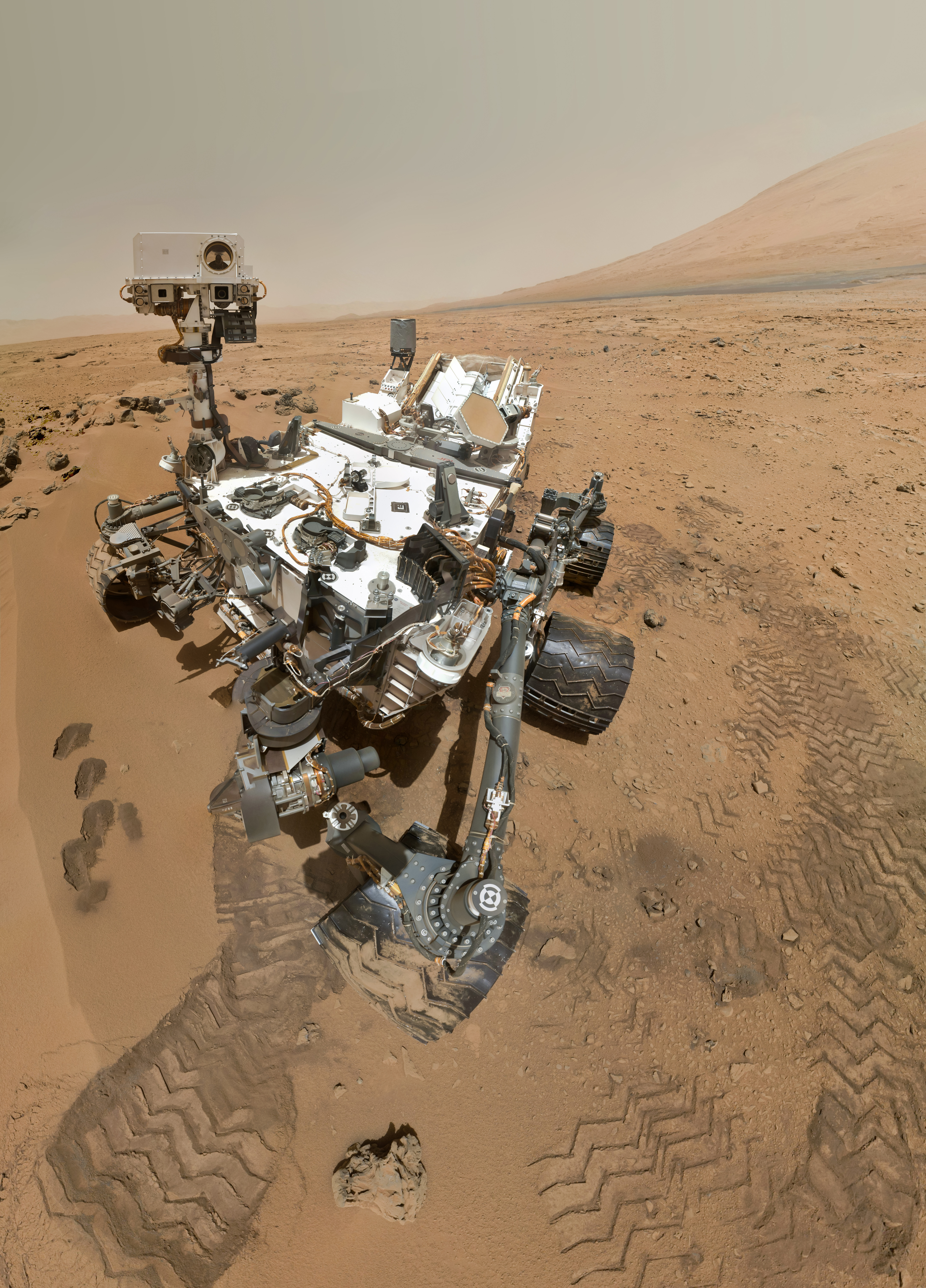
صورة ذاتية إلتقطتها عربة كيوريوسيتي على كوكب المريخ في (31 أكتوبر 2012).

أطلق مختبر علوم المريخ، مركبة فضائية تحمل اسم كيوريوسيتي روفر، في 26 نوفمبر 2011م، ووصلت إلى المريخ في 6 أغسطس 2012م بالتوقيت العالمي. يعتبرأكبر وأكثر تقدماً من متجول استكشاف المريخ، مع معدل حركة يصل إلى 90 متر (300 قدم) في الساعة. تشمل الرحلة أخذ عينات كيميائية بالليزر يمكنها استنتاج تركيبة الصخور على مسافة 7 أمتار (23 قدمًا).
في 10 فبراير 2013م، حصلت كوريوسيتي روفر على أول عينات من الصخور العميقة مأخوذة من جسم كوكبي آخر. في نفس العام، اكتشف أن تربة المريخ تحتوي ما بين 1.5% و3% من المياه عن طريق الكتلة. من أهم الملاحظات التي أجريت على المريخ سابقًا هي إمكانية تدفق المياه خلال أشد الشهور حرارة على سطح المريخ.

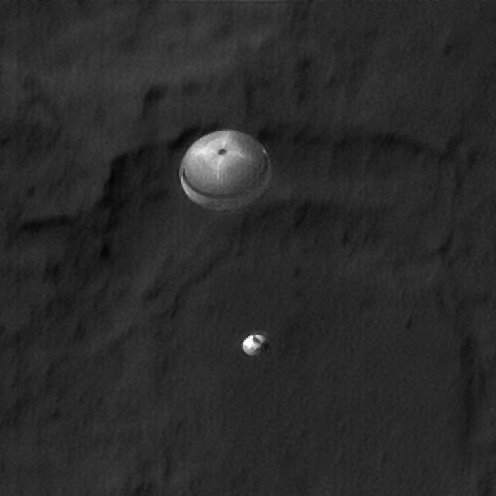
مختبر علوم المريخ تحت المظلة أثناء دخوله إلى المريخ في الغلاف الجوي

في 24 سبتمبر 2014م، وصلت بعثة كوكب المريخ (مانجاليان)، التي أطلقتها منظمة البحوث الفضائية الهندية، إلى مدار المريخ. أطلقت المركبة في 5 نوفمبر 2013م، بهدف تحليل مناخ المريخ وتضاريسه. استخدم مدار هوهمان الانتقالي للهروب من تأثير الجاذبية الأرضية في رحلة استمرت تسعة أشهر إلى المريخ، تعتبر المهمة هي أول مهمة آسيوية ناجحة بين الكواكب.
في 14 مارس 2016 أطلقت وكالة الفضاء الأوروبية، بالتعاون مع وكالة الفضاء الروسية الفدرالية، مركبة تتبع الغاز المداري (ExoMars) و. دخلت مركبة تتبع الغاز المداري (ExoMars) بنجاح إلى مدار المريخ في 19 أكتوبر 2016م، أما بخصوص الأخرى فقد تحطمت أثناء محاولة الهبوط على سطح المريخ.
في مايو 2018م تم إطلاق مركبة الهبوط إنسايت التابعة لناسا، إلى جانب نظامي قمر كيوب ساتس وقمر ماركو التوأم اللذين سيحلقان على كوكب المريخ ويوفران تتابعًا عن بُعد من أجل الهبوط. وصلت المهمة إلى المريخ في نوفمبر 2018م. اكتشفت إنسايت أول زلزال محتمل في أبريل 2019.
اعتبارًا من عام 2018م، يوجد 8 مركبات فضائية بالمريخ: ستة في المدار وهي :
- مارس أوديسي
- مارس إكسبريس
- مارس ريكونيسانس أوربيتر
- مافن
- مانجاليان
- تتبع الغاز المداري

واثنتان على السطح من قبل مختبر علوم المريخ وهما :
- كيوريوسيتي روفر
- إنسايت

توجد مركبة أخرى، غير نشطة الآن، لكن وكالة ناسا لا تزال تأمل في إعادة الاتصال بها.

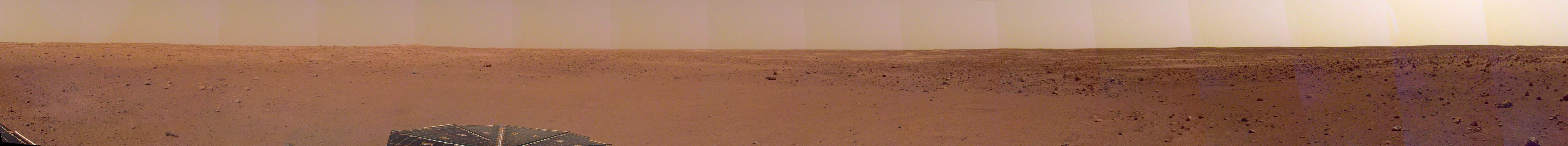
صورة بانورامية التقطت بواسطة المركبة إنسايت في 9 ديسمير 2018

### المستقبل

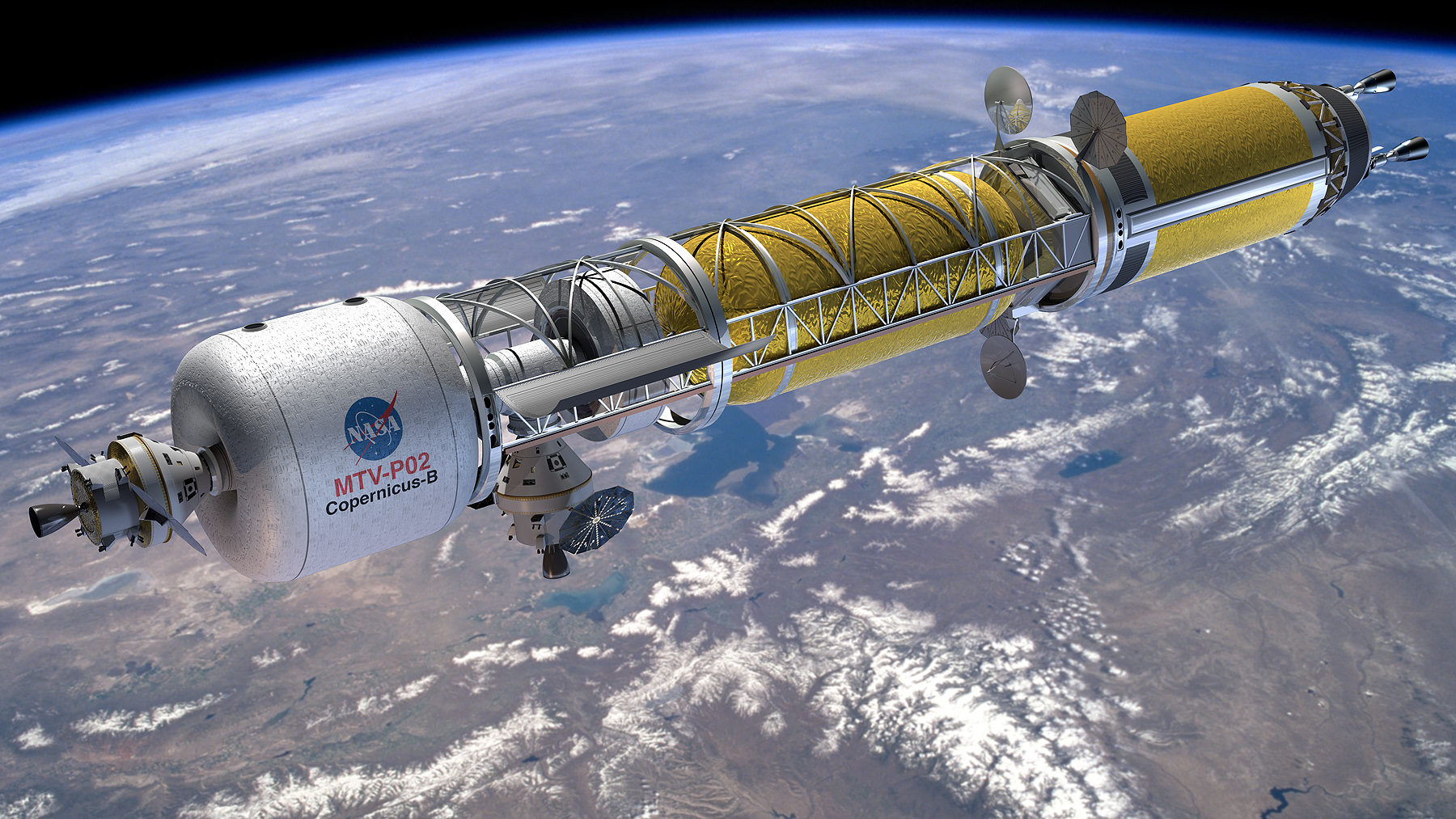
مركبة نقل بالطاقة النووية الحرارية ثنائية المعدن في مدار أرضي منخفض

ستقوم وكالة الفضاء الأوروبية بإطلاق منصة «روزاليند فرانكلين» وكازاهوك في الفترة ما بين يوليو وأغسطس 2022م، كما قامت ناسا بإطلاق مارس روفر في 30 يوليو 2020م والمتوقع وصوله للمريخ في 18 فبراير 2021م. حيث ستقوم مركبة مارس روفر بتخزين عينات والعودة إلى الأرض، وسيتم إطلاق مصطلح مهمة إرجاع عينة المريخ في عام 2026م، حيث تحتوي المركبات على أجهزة متطورة تم بناؤها بواسطة وكالة ناسا ووكالة الفضاء الأوروبية.
ستطلق وكالة الفضاء الأوروبية إكسو مارس من أجل إستكشاف ودراسة سطح المريخ ما بين أغسطس وأكتوبر 2022.
في 18 يوليو 2020م، تم إطلاق مسبار الأمل إلى مدار المريخ من دولة الإمارات العربية المتحدة. تم إطلاقه من مركز تانيغاشيما الفضائي باليابان محمولا على صاروخ من طراز H-2A، ليصل إلى مدار المريخ في فبراير 2021م. سيقوم المسبار بإجراء دراسة علمية للغلاف الجوي للمريخ. في 9 فبراير 2021 تم وصول المسبار بنجاح إلى إلى كوكب المريخ، حيث أفصحت وكالة ناسا عن ذلك بوسائل الإعلام العالمية.
في 23 يوليو 2020م، تم إطلاق المسبار المريخ 5 إلى مدار المريخ من الصين. تم إطلاقه من قاعدة فضائية في وينتشانغ في جزيرة هاينان، ليصل إلى مدار المريخ في فبراير 2021م. سيقوم المسبار بدراسة الظروف الجوية على سطح المريخ، وايضاً محاولة الهبوط على سطح المريخ.
في 30 يوليو 2020م، انطلقت مركبة برسيفيرنس التابعة لوكالة ناسا على متن صاروخ أطلس 5 من قاعدة كيب كانافيرال، بولاية فلوريدا. ليصل إلى مدار المريخ في فبراير 2021م. حيث ستقوم بفحص صخور المريخ، أيضاً ستقوم بإطلاق طائرة إنجنيوتي، وهي أول طائرة مروحية بالفضاء الخارجي، حيث ستقوم بدراسة التقنيات التي يحتاجها الإنسان للنجاة على المريخ. في 18 فبراير 2021 هبطت برسيفيرنس بنجاح على سطح المريخ، لرحلة استغرقت تقريباً 7 أشهر، وستقضي المركبة نحو عامين على الأقل في حفر صخور سطح المريخ بالقرب من خط استواء المريخ، بحثا عن آثار تدل على وجود حياة في الماضي. في 19 أبريل 2021، أكملت الإبداع بنجاح أول رحلة يتم التحكم فيها بواسطة طائرة أطلق عليها «إنجينيتي» تعمل بالطاقة على أي كوكب بخلاف الأرض، حيث أقلعت عموديًا وحلقت على سطح المريخ.
تم اقتراح العديد من الخطط للقيام بمهمة بشرية إلى المريخ خلال القرن العشرين وحتى القرن الحادي والعشرين، ولكن لا توجد خطة لحد الآن لها تاريخ وصول في وقت أقرب من 2020م. قدم مؤسس سبيس إكس، إيلون مسك، خطة في سبتمبر 2016م، لإطلاق سائحين فضائيين إلى المريخ في عام 2024م بتكلفة تطوير تقدر بـ 10 مليارات دولار أمريكي.
في أكتوبر 2016م، جدد الرئيس باراك أوباما سياسة الولايات المتحدة لتحقيق هدف إرسال البشر إلى المريخ في الثلاثينيات من القرن الواحد والعشرين (2030s)، ومواصلة استخدام محطة الفضاء الدولية كحاضنة تقنية في هذا المسعى. وجه قانون ترخيص ناسا لعام 2017م وكالة ناسا إلى الحصول على البشر ورحيلهم إلى المريخ أو على سطحه بحلول أوائل الثلاثينيات.

### علم الفلك على المريخ
مع وجود العديد من المدارات وهبوط العربات، من الممكن ممارسة علم الفلك من المريخ. على الرغم من أن قمر المريخ فوبوس يظهر بحوالي ثلث قطره الزاوي للقمر الكامل على الأرض، يبدو ديموس يشبه إلى حد ما النجوم ويبدو أكثر إشراقًا بقليل من كوكب الزهرة من الأرض.
كما تم رصد الظواهر المختلفة التي شوهدت من الأرض من المريخ، مثل الشهب والشفق. الأحجام الظاهرة لأقمار فوبوس وديموس أصغر من حجم الشمس؛ وبالتالي من الأفضل اعتبار «الكسوف» الجزئي للشمس عبور فلكي. وقد لوحظ عبور عطارد والزهرة من المريخ. سيُرى عبور الأرض من المريخ في 10 نوفمبر 2084.
في 19 أكتوبر 2014م، مرّ C/2013 A1 بالقرب من المريخ وكان قريبًا جدًا من المريخ.

### الرحلات الناجحة إلى المريخ
1.مارينر 4

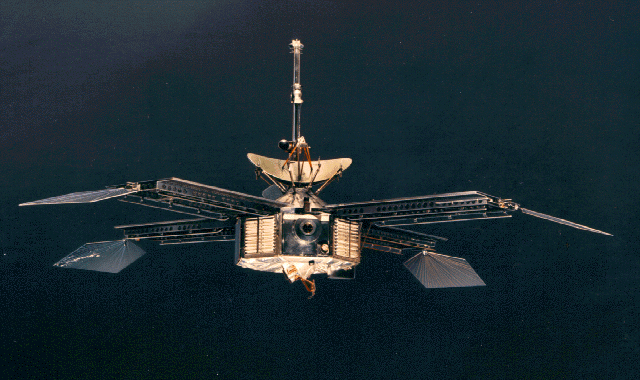
المسبار مارينر 4 عام 1964

مارينر 4 ومعه المسبار مارينر 3 هما مسباران أرسلتهما ناسا إلى المريخ عام 1964م وأطلق في 28 نوفمبر 1964م. وكان مارينر 4 هو المسبار الرابع الذي يُرسل لاكتشاف كوكب المريخ المجاور للأرض في المجموعة الشمسية.
وكان مخططا له إجراء أول مسار بالقرب من المريخ وإرسال صورا لسطحه إلى الأرض. والتقط مارينر 4 أول صور من الفضاء البعيد تعود إلى الأرض تبين سطحه وقد غطته الفوهات، وتظهر لنا عالما يبدو ميتا، ويغير النظرة القديمة التي كانت تعتقد بوجود حياة على المريخ.
وقد صمم مارينر 4 لإجراء مشاهدة عن قرب لكوكب المريخ وإرسال الصور إلى الأرض. واختصت اكتشافاته الأخرى قياس الجسيمات في تلك المناطق من الفضاء بالقرب من المريخ. كما كانت تلك البعثة بغرض التعرف على الإمكانيات التكنولوجية للسفر عبر الفضاء لمدد زمنية طويله. وفي 21 ديسمبر 1967 انقطع الاتصال بين مارينر 4 والأرض.
2.مارينر 6 ومارينر 7

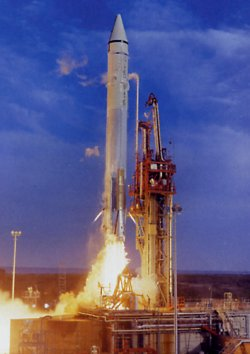
إطلاق مارينر 7 عام 1969

مارينر 6 ومارينر 7 هما مسباران أرسلتهما ناسا عام 1969م في إطار برنامج مارينر لدراسة المريخ، وقد اتخذ أحدهما مسارا عند خط الاستواء المريخي والآخر مسارا قطبيا جنوبيا وقاما بتحليل الغلاف الجوي للمريخ وتصوير مئات من الصور لسطحه. وكان الغرض أيضا التمهيد التكنولوجي لبعثات أخرى إلى المريخ. وقد استخدمت المعلومات التي بعث بها مارينر 6 لبرمجة مارينر 7 الذي خلفه بمدة 5 أيام.
وقد أقلع مارينر 6 من منصة الإقلاع 36B بمركز كينيدي للفضاء وأقلع مارينر 7 من المنصة 36A.
وفي 29 يوليو 1969م وقبل الوصول إلى اقرب نقطة على المسار بالنسبة للمريخ فقد الاتصال مع مارينر 7، وتبين لاحقا ان أحد البطاريات فيه قد انفجرت. ورغم ذلك فكانت المعلومات التي أرسلها مارينر 7 إلى الأرض قبل حدوث عطل البطارية كان مفيدا للغاية حيث روعيت في أخدها بعض بيانات مكتسبة من مارينر 6.
3.مارينر 9
مسبار مارينر 9 هو مسبار أرسلته ناسا لاكتشاف المريخ في إطار برنامج مارينر. وقد أطلق مارينر 9 يوم 30 مايو 1971م من كاب كانافيرال بفلوريدا ووصل المريخ في 13 نوفمبر من نفس العام. اتخذ مارينر 9 مدارا حول المريخ، وأصبح أول قمر صناعي يتخذ مدارا حول أحد الكواكب، ووصل في نفس الشهر الذي وصل فيه مسبار مارس 2 ومسبار مارس 3 - المسباران الروسيان إلى المريخ. وبعد انتهاء فترة اعاصير رملية استطاع إرسال صورا واضحة لسطح المريخ.
4.مسبار مارس 2

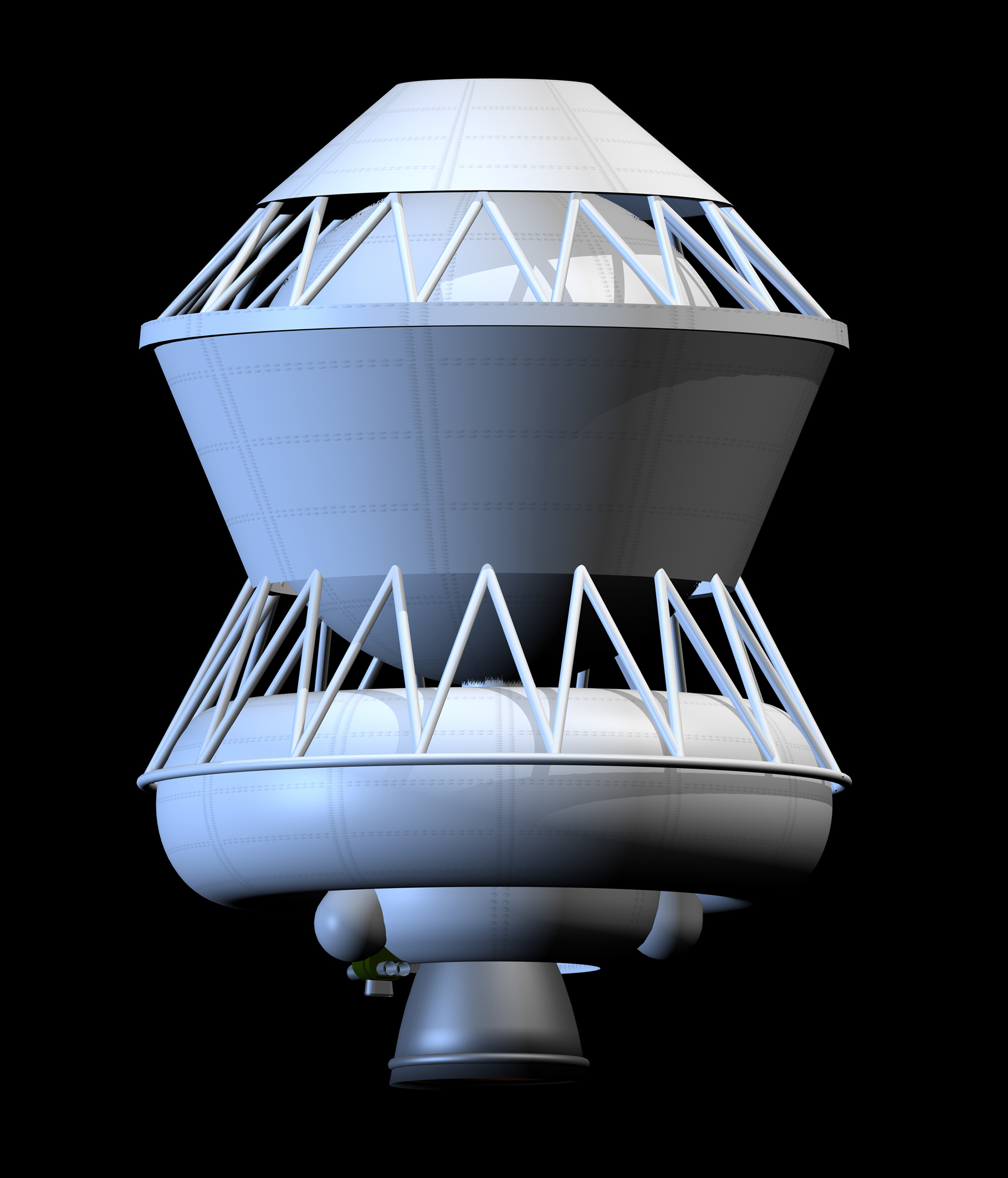
صاروخ من نوع بروتون كي ذو مرحلة عليا من نوع بلوك D

كان المسبار مارس 2 أحد المسبارات في برنامج مارس للاتحاد السوفييتي في بداية السبعينيات من القرن الماضي.
وتتكون مركبتي الفضاء الغير مأهولتين من مركبتين متماثلتين، ويتكون كل منها من قمر صناعي وملحق به مسبار للهبوط على سطح المريخ. وهما أول مسباران يرسلهما الإنسان للنزول على كوكب المريخ. وقد أطلق كل منها بواسطة صاروخ من نوع بروتون كي الضخم وكان ذو مرحلة عليا من نوع بلوك D.
5.مسبار مارس 3
أحد المسبارات في برنامج مارس للاتحاد السوفييتي في بداية السبعينيات من القرن الماضي. أقلع مارس 3 في: 28 مايو 1971.
على أن هذه الرحلات السابقة لم يكن يقصد منها الهبوط على المريخ، ولكن كانت المهمة تقتضى الطيران بجواره أو الدوران حوله.
6.فايكينغ 1

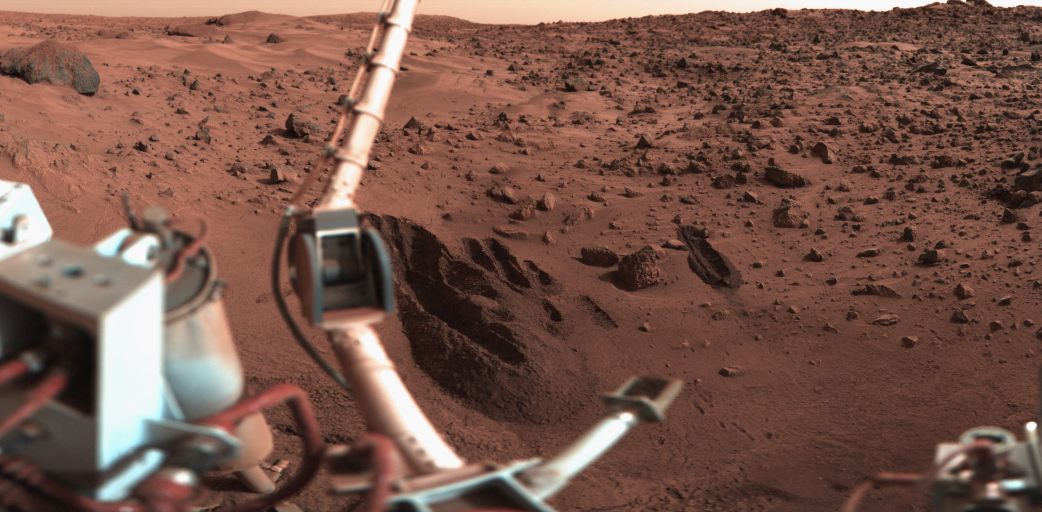
الخنادق التي حفرها فايكينغ 1 لأخذ عينات التربة

فايكينغ 1 كانت أوّل مركبة فضائية أرسلت إلى المريخ كجزء من برنامجِ فايكينغ لوكالة الفضاء الأمريكية ناسا وسجل فايكينغ 1 المهمة الأطول على سطح المريخ والتي استغرقت 6 سنوات و116 يومِ (من الإنزال حتى إنهاء المهمّة) بحساب التوقيت على كوكب الأرض.
7.فايكينغ 2
هو ثاني مسبار ارسلته الناسا في برنامج فايكينغ ويتكون من قمر صناعي وظيفته الدوران حول المريخ وهابط الذي وظيفته الرئيسية الهبوط على سطح المريخ لدراسته. الهابط عمل لفترة 1281 يوم مريخي وتوقف عمله يوم 12 أبريل 1980م عندما تعطلت بطاريته وأما القمر الصناعي فقد استمر في العمل حتى 25 يوليو 1978م، مولدا قرب 16000 صورة و706 دورة حول المريخ.
8.مارس جلوبال سرفيور

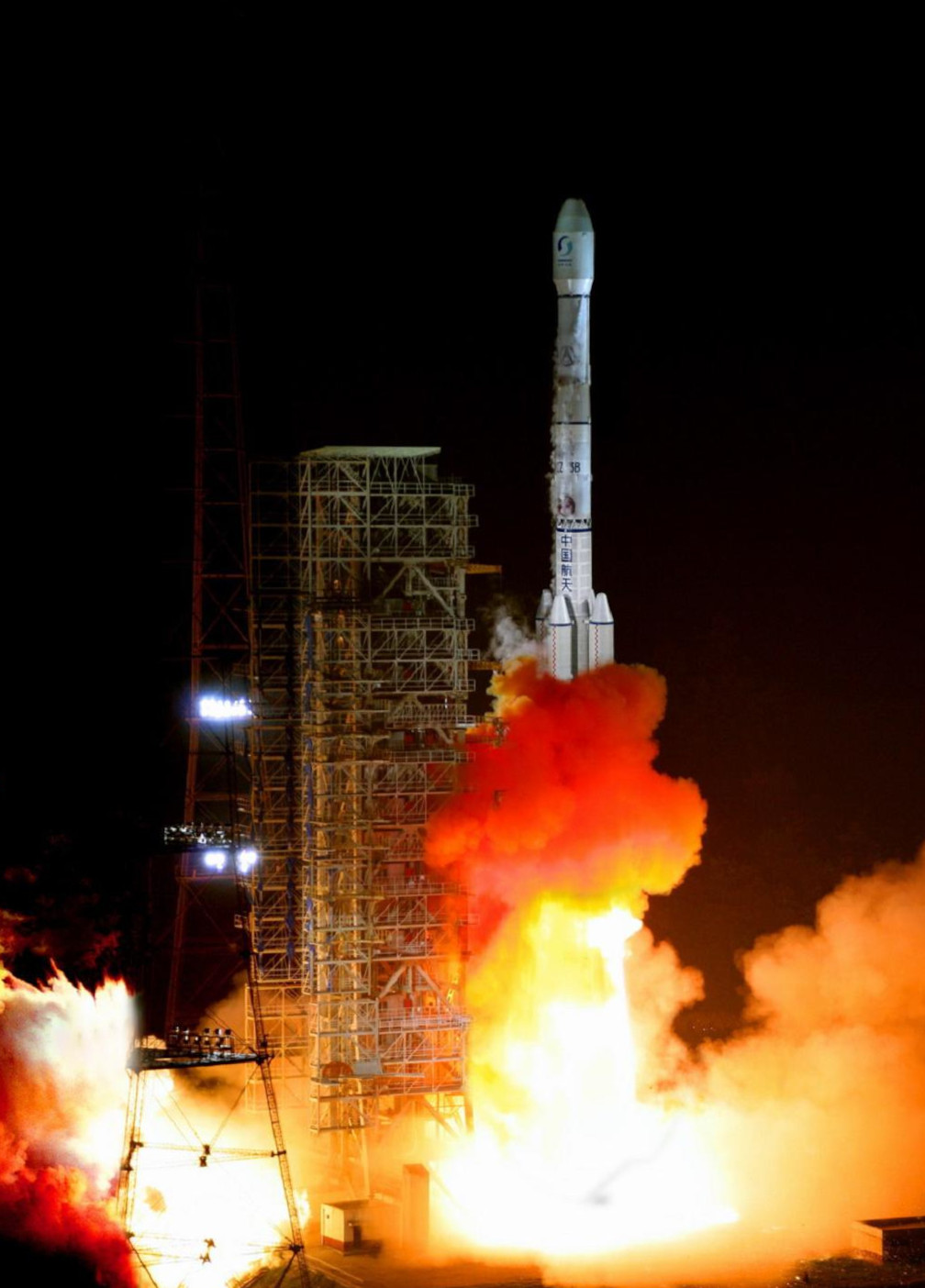
إطلاق الصاروخ الصيني "لونج مارش" إلي المريخ عام 1996، مركز شيتشانغ للأقمار الصناعية،الصين.

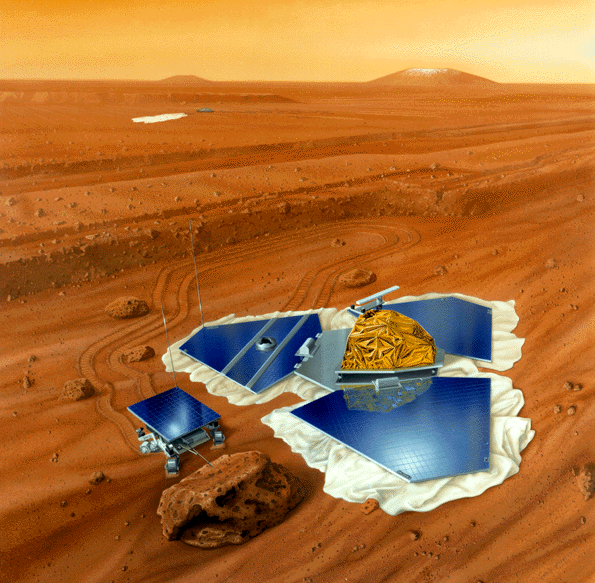
رسم تخيليّ للمركبة مارس باثفايندر والروبوت سيجورنر

أطلقتها ناسا إلى المريخ في نوفمبر عام 1996م بعد غياب الولايات المتحدة عن سباق المريخ دام عشرة سنوات. وفي يناير 2007م أعلنت ناسا رسمياً نهاية المهمة نظراً لانقطاع الاتصال بالمركبة.
9.مارس باثفايندر
مارس باثفايندر هي مهمة استكشاف لسطح المريخ. أُطلقت الرحلة في 4 ديسمبر 1996م من قبل وكالة ناسا باستخدام صاروخ دلتا 2، بعد رحلة بين الكواكب دامت سبعة أشهر، هبطت البعثة على سطح المريخ، في وادي أريس فاليس، في منطقة كرايز بالانسيا (المنطقة نفسها التي لم يستطع المسبار فايكينغ 1 الهبوط فيها)، يوم عيد استقلال الولايات المتحدة الأمريكية (4 ديسمبر 1997م). خلال رحلتها، صححت المركبة الفضائية مسارها أربع مرات (10 يناير، 3 فبراير، 6 مايو، 25 يونيو). عند انتهاء عملية الهبوط، بدأ الروبوت روكي أو سيجورنر الذي كانت تحمله المركبة على متنها في التجول بكل حرية على سطح المريخ.
10.مارس أوديسي

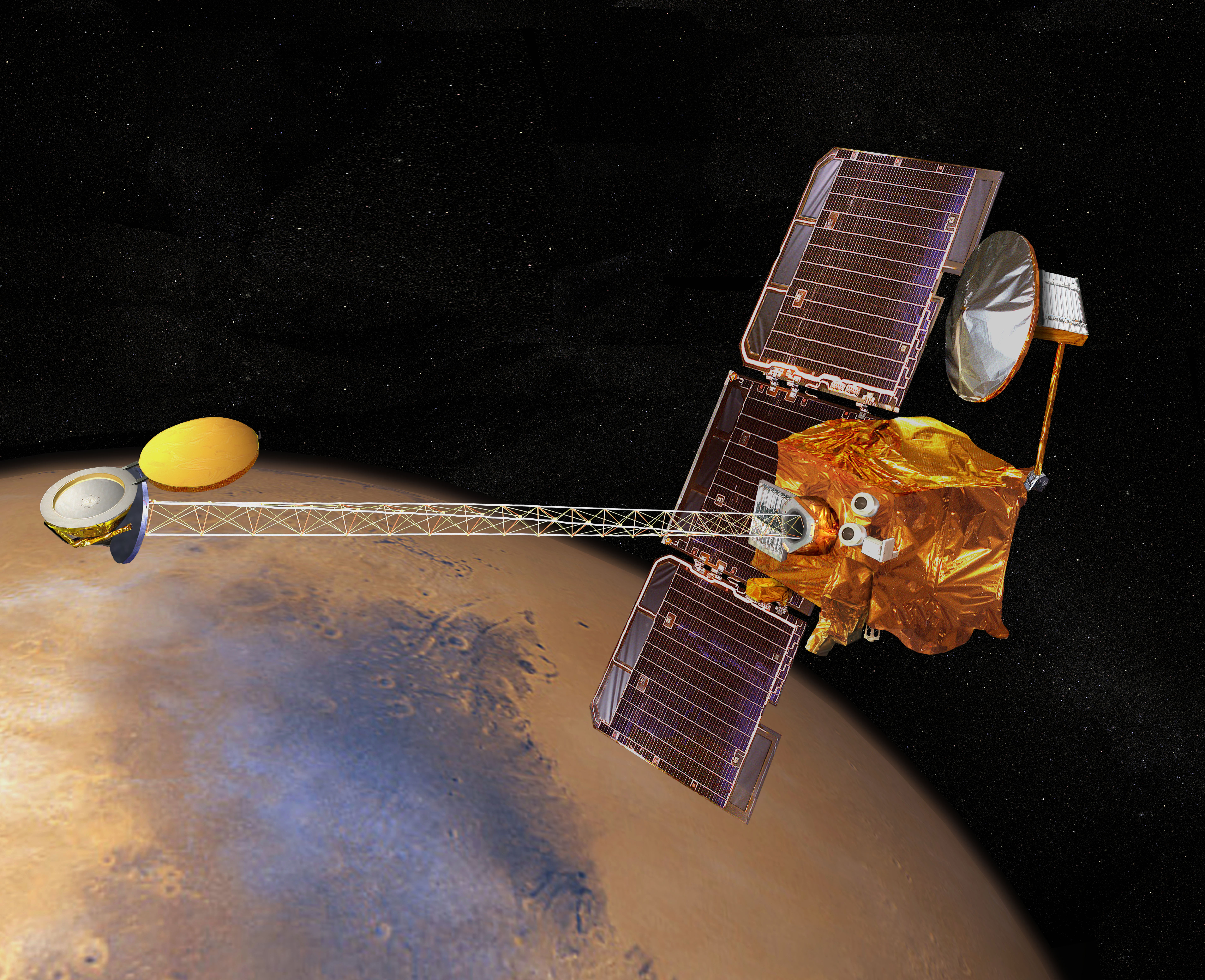
رسم تخيليّ للمركبة مارس أوديسي

مارس أوديسي هي مركبة أمريكية انطلقت في 7 أبريل 2001م ووصلت إلى مدارها حول المريخ من مركز كينيدي الفضائي بالقرب من كاب كانافيرال (فلوريدا)، في 24 أكتوبر 2001م، بهدف دراسة المريخ ومعدلات الإشعاعات الخطرة على سطحه تمهيدا لزيارة البشر للكوكب.
11.مارس إكسبريس
مارس إكسبريس هي مركبة أوربية، تتبع الوكالة الأوربية للفضاء انطلقت في 2 يونيو 2003م ووصلت لمدار المريخ في 25 ديسمبر 2003م، وكانت تحمل على متنها مركبة الهبوط بيغل 2، ولكن فقدت مركبة الهبوط أثناء دخولها المجال الجوي للكوكب وأغلب الظن أنها تحطمت، ولكن مركبة المدار استمرت في إرسال الصور والبيانات عن سطح المريخ والبحث عن دلائل للماء ودراسة جغرافية السطح والغلاف الجوي للمريخ.
12.سبيريت
سبيريت هي مركبة فضائية صممت للبحث عن دلائل على آثار حياة على كوكب المريخ ودراسة أحجاره وتربته. توأمه أبورتيونيتي وصل بعده بثلاثة أسابيع في 24 يناير 2004.
قد أتم المسبار سبيريت بعثته خلال التسعين يوم من أيام المريخ المخطط لها بنجاح، ثم واصل العمل وساعده على ذلك إمكانية التحكم فيه من الأرض ليقوم بتنظيف سطحه من الأتربة مما زاد من طاقته المكتسبة من الألواح الشمسية. وقد مدته طاقة تزيد نحو 20 مرة من الطاقة الأصلية، وتجد في صورة هنا أسفله مسار سبيريت عبر أيام تعدت 1600 من أيام المريخ. وقد سمح ذلك بالقيام بدراسة موسعة للمريخ وتضاريسه. وقد نشرت نتائج ال 90 يوم الأولى في عدد خاص لمجلة ساينس، المجلد رقم 305 العدد 5685، صفحة 737 - 800 في أغسطس 2004م.
13.أبورتيونيتي

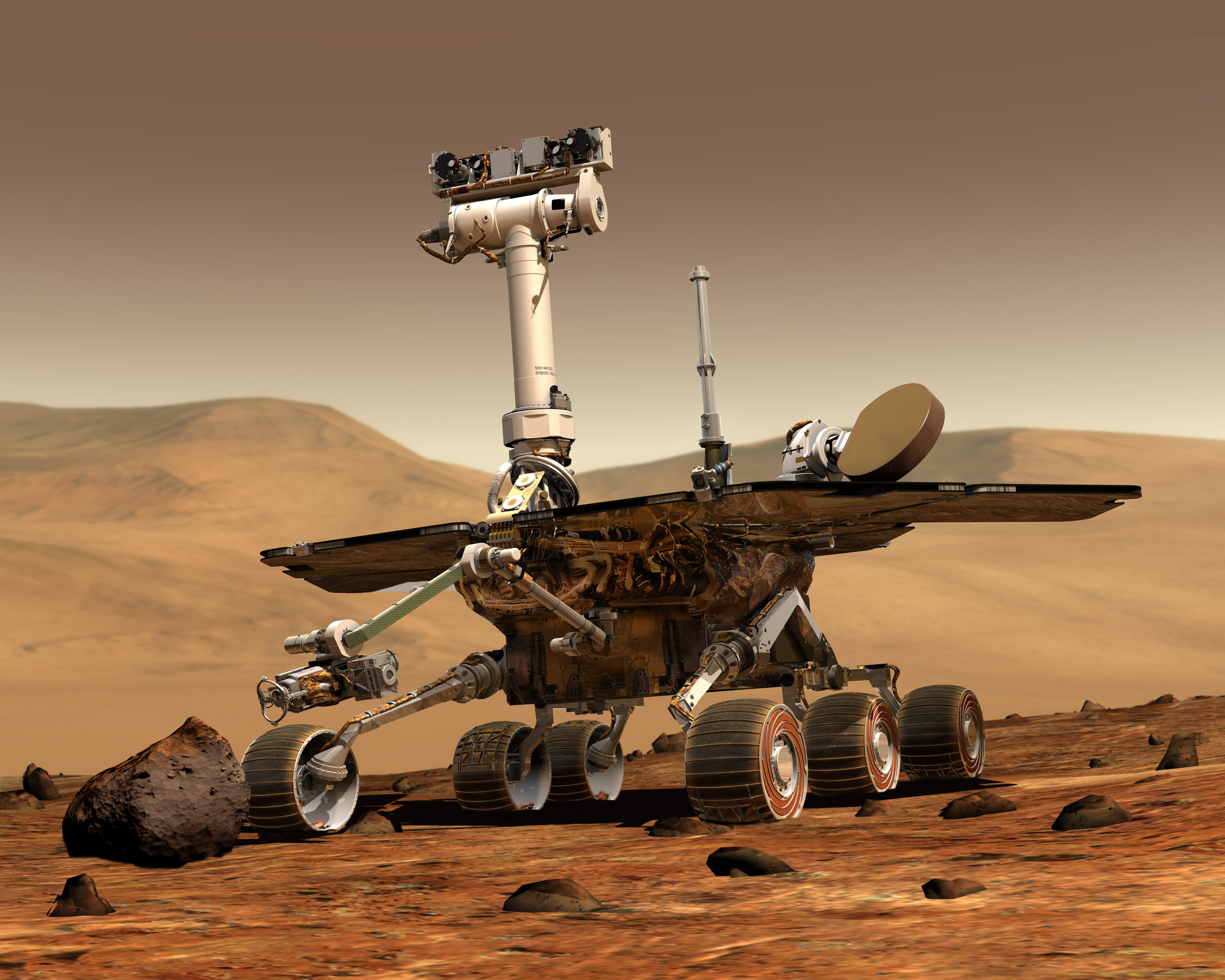
صورة فنية للمركبة أبورتيونيتي

أبورتيونيتي هي ثاني مركبة من وكالة ناسا أرسلت إلى سطح المريخ في عام 2004م كجزء من برنامج استكشاف المريخ. الروبوت هبط بنجاح على الكوكب يوم 25 يناير 2004م في الساعة 05:05 بالتوقيت العالمي.
هبط المسبار أبورتونيتي على كوكب المريخ في مهمة بحث عن المياه على سطحه ودراسة صخوره وتربته، لتكون الثانية بعد نظيره المسبار سبيريت، الذي أرسلته وكالة الفضاء الأمريكية (ناسا) إلى المريخ قبل أبورتيونيتي بأسبوعين حيث هبط على الجانب الآخر للمريخ. والمسبار سبيريت توأم لمسبار أبورتيونيتي ويماثله تماما من ناحية التركيب وما يحمله من أجهزة علمية للفحص والاختبار.
14.مارس ريكونيسانس أوربيتر
مارس ريكونيسانس أوربيتر هي مركبة مدارية لاستكشاف المريخ، أطلقت في 12 أغسطس 2005م، يبلغ وزنها طنين وتعد أكبر مركبة فضائية على الإطلاق يتم ارسالها إلى المريخ. مزودة بأحدث التقنيات والآليات اللازمة للقيام بتصوير دقيق ومسح شامل لسطح المريخ، ستحاول معرفة المدة التي وجد فيها الماء في المريخ، وما إذا كانت به حياة يوما ما، وما إذا كان يمكن إقامة موقع بشري على سطحه، وتستطيع أجهزة الكاميرا التي تحملها المركبة نقل صور فائقة الوضوح ست مرات أعلى من الصور السابقة المرسلة من كوكب المريخ.
15.المسبار فينيكس إلى المريخ

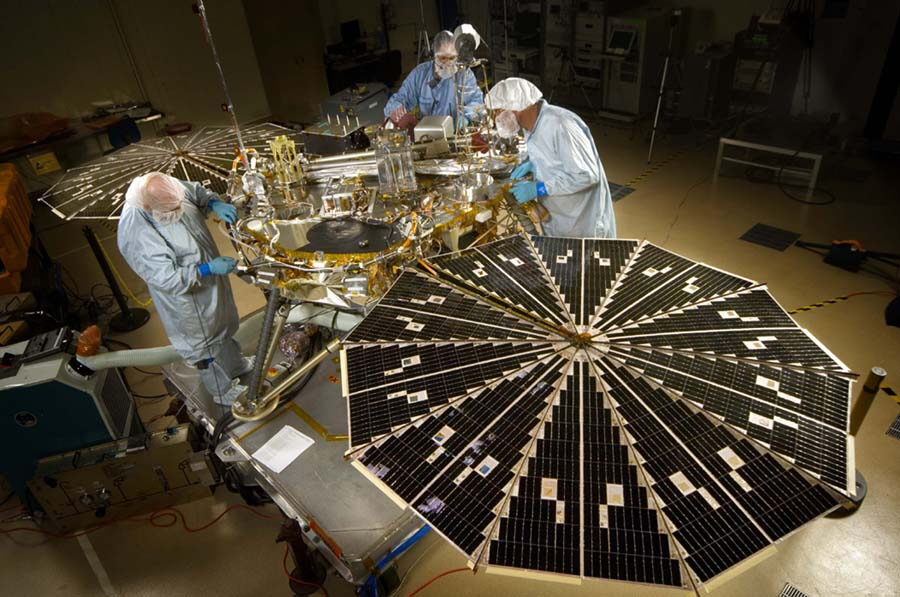
مسبار فينكس (بألواحه الشمسية) أثناء تجربته في سبتمبر 2006.

في يوم 2 مايو 2008م أطلقت وكالة الفضاء الأمريكية ناسا المسبار فونيكس (و معناه العنقاء وهو طائر النار الأسطوري) من قاعدة كيب كانافرال بولاية فلوريدا على متن صاروخ من طراز دلتا 2 وهو يحمل مجموعة من الأجهزة لدراسة الكيمياء الجيولوجية والبيئة في منطقة القطب الشمالي للمريخ وهدف إرساله هو دراسة المياه المتجمدة على كوكب المريخ ودراسة تربة كوكب المريخ دراسة كيمائية والبحث عن دلائل على أن الثلوج موجودة على سطح المريخ وتحليل عينة من التربة المريخية بأجهزة المسبار وكانت ناسا قد تكلفت 420 مليون دولار لإرسال مسبار فونيكس الذي يمتلك ذراعًا آلية طولها مترين و35 سنتيمترا يتم من خلالها حفر سطح التربة بواسطة مجرفة مثبتة في نهاية الذراع وتستطيع المجرفة حفر خندق في التربة الجليدية بعمق 5 كم تتم السيطرة على العمليات بواسطة كمبيوتر المركبة الذي يخضع لأوامر الفريق العلمي والهندسي في مركز المراقبة والسيطرة على الأرض وهم يراقبون العمليات التي يقوم بها المسبار.
عندما هبط المسبار إلى المريخ قام بنشر ذراعه الآلية وحفر حفرة عمقها بوصتان تقريبا عبر التربة في القشرة الجليدية وقامت الذراع بدفع عينات التربة لتحليلها من خلال مجموعة من الأجهزة الفائقة التطور يحتوي فونيكس أيضا على 12 صاروخ مضادة للجاذبية المريخية في قاعدة المسبار ويحتوي فونيكس على كاميرا مجسمة ولوحات الطاقة الشمسية تستخدم لتخزين الطاقة الشمسية ويتوقع العلماء أن هذه اللوحات سوف تتأثر بشدة بسبب تراكم ثاني أكسيد الكربون المتجمد عليها وقد قام المسبار بإرسال صور للمنطقة القطبية للمريخ أظهرت الصور وجود مياه متجمدة تبخرت بعد أن كشفها الحفر وافترض العلماء ناسا وجود المياه في طبقة دائمة التجمد تحت السطح وقد جمع العلماء أدلة على وجود الجليد والمياه على المريخ.
16.دوون

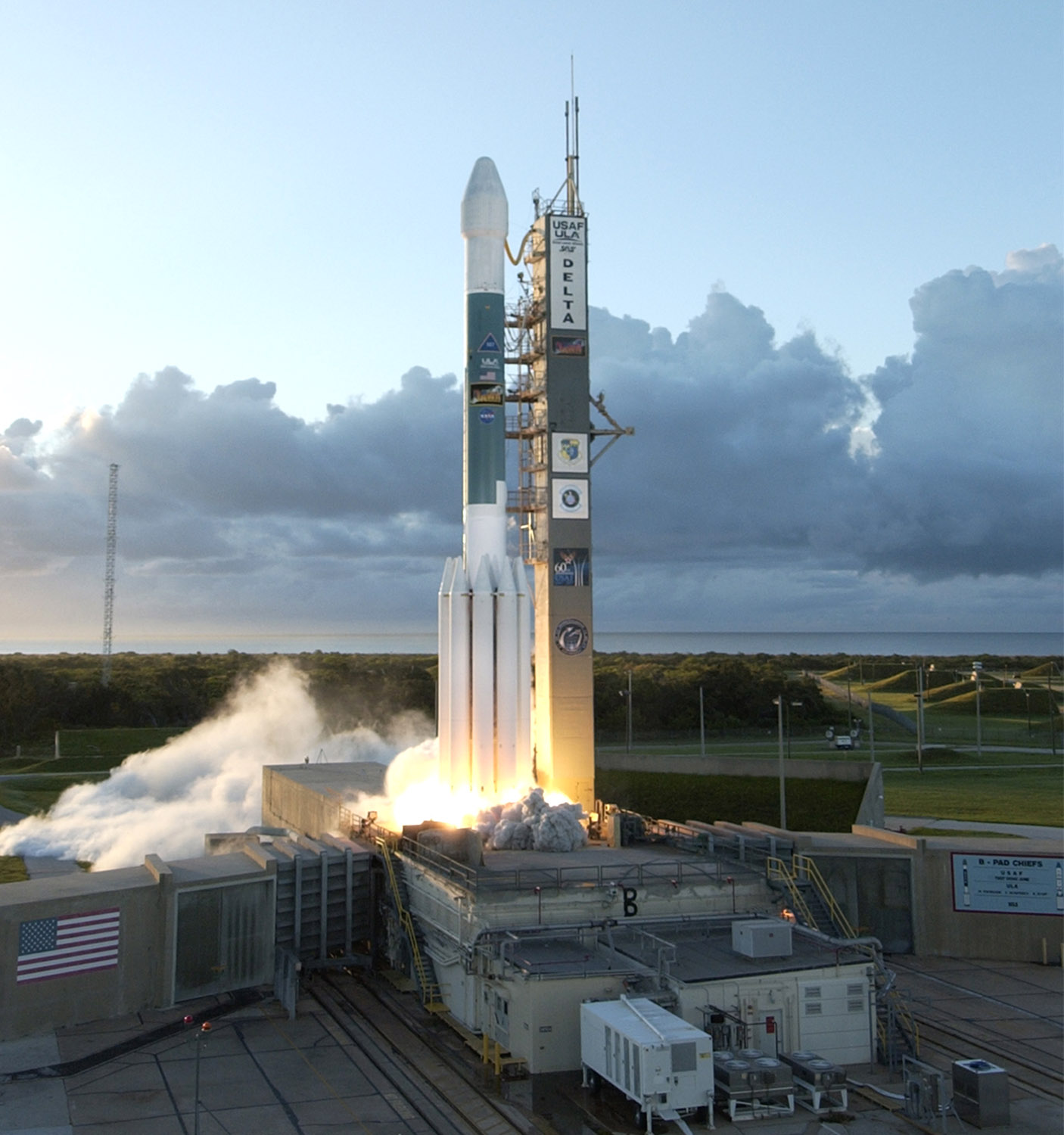
إطلاق المركبة دوون من قاعدة كيب كانافيرال على متن صاروخ دلتا II

دوون بالعربية: فجر هو مسبار صغير أطلقته وكالة ناسا في 27 سبتمبر 2007م من قاعدة كيب كانفيرال بولاية فلوريدا على متن الصاروخ دلتا 2 حيث ستقوم بمهمة هي الأولى من نوعها للدوران حول أكبر اثنين من الكويكبات الموجودة في داخل النظام الشمسي وهما كويكب 4 فيستا الذي ستصله المركبة عام 2011 والكوكب القزم سيريس الذي ستصله في عام 2015. رحلة يبلغ مداها 1.7 مليون ميل وذلك بتكلفة اجمالية قدرها 357 مليون دولار.
17.مختبر علوم المريخ
مختبر علوم المريخ ويعرف باسم كيوريوسيتي روفر هو مسبار صممته ناسا بهدف استكشاف سطح كوكب المريخ.
أُطلقَ في 26 نوفمبر 2011 م في الساعة 10:02 بتوقيت شرق الولايات المتحدة، هبط على سطح المريخ في فوهة غيل في 6 أغسطس 2012 م على الساعة 05:14 (توقيت غرينيتش). المسبار هو مختبر علمي متجول متكامل بحجم سيارة، يحتوي على غرفة من الآلات والأدوات المعقدة، إضافة إلى إنسان آلي يتم التحكم فيه عن بعد.

## المعاينة

الحركة التراجعية الظاهرة للمريخ في عام 2003م كما شُهد من الأرض

متوسط الحجم الظاهر للمريخ هو +0.71 مع انحراف معياري قدره 1.05. نظرًا لأن مدار المريخ غريب الأطوار، يمكن أن يتراوح حجم مقابلة الشمس من حوالي -3.0 إلى -1.4. الحد الأدنى للسطوع هو +1.86 عندما يكون الكوكب متزامنًا مع الشمس.
في اللمعان يحتل المريخ مع كوكب المشتري المرتبة الثانية بعد كوكب الزهرة في اللمعان. يظهر المريخ عادةً بشكل أصفر أو برتقالي أو أحمر. التقطت سبيريت صوراً لمشهد أخضر مخضر بلون الطين مع صخور رمادية زرقاء وبقع من الرمال الحمراء الفاتحة. دائمًا ما بين أواخر يوليو وأواخر سبتمبر يمكن رؤية الكثير من التفاصيل السطحية باستخدام التلسكوب. من الملاحظ بشكل خاص حتى عند التكبير المنخفض أغطية الثلج القطبية.
مع اقتراب المريخ في موضع «التقابل» عندما تكون الشمس والأرض والمريخ في خط مستقيم تقريبا، تبدأ فترة من الحركة التراجعية، مما يعني أنه سيبدو وكأنه يتحرك للخلف في حركة مستمرة. تستمر مدة هذه الحركة التراجعية لمدة 72 يومًا، ويصل المريخ إلى ذروته في منتصف هذه الحركة.

### اقتران الأرض والمريخ

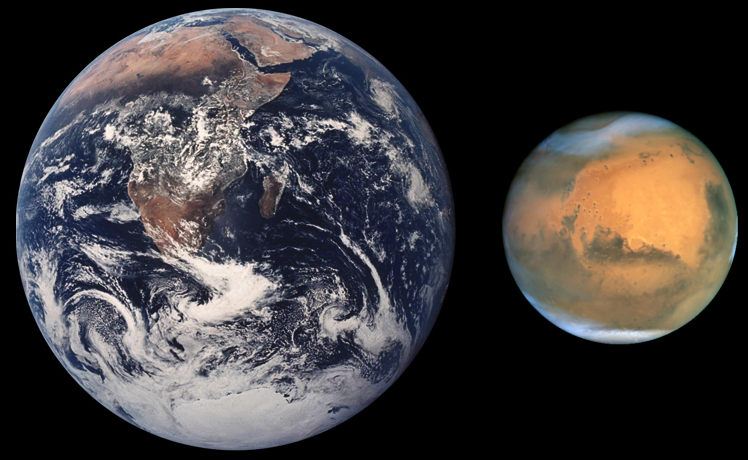
مقارنة حجمي المريخ والأرض

تمر الأرض بين الشمس وكوكب المريخ كل 27 شهر في حادثة تعرف باسم الاقتران، وفي هذه الحالة تقع الأرض والمريخ على مستوى واحد مع الشمس. وخلال هذا الوقت تصل المسافة بين الأرض والمريخ إلى أقل قيمة لها، ويبدو المريخ كقرص لامع أكبر من المعتاد؛ الأمر الذي يجعل هذا الوقت هو أفضل الأوقات لرصده ورصد المظاهر السطحية والمناخية له.
تأتي أفضل أوقات الاقتران مرة كل دورة مدتها حوالي من 15 إلى 17 سنة. ويرجع ذلك إلى أن مدار كوكب المريخ حول الشمس وكذلك مدار الأرض حول الشمس ليسا دائريين تماما؛ حيث تدور الأرض حول الشمس في مدار إهليلجي، وكذلك كوكب المريخ الذي يعتبر نسبيا أكثر إهليلجية من مدار الأرض، هذا بالإضافة إلى اختلاف سرعة دوران المريخ والأرض حول الشمس.
ويقع أدنى اقتراب للمريخ من الأرض في فترة زمنية تصل إلى عدة أيام بعد حصول الاقتران. وتتغير المسافة بين الأرض والمريخ في وضع الاقتران بين 55.63 مليون كم و100.8 مليون كم، ويحدث أفضل اقتران عندما تكون المسافة بين المريخ والأرض أقل ما يكون (أي على مسافة 55.63 مليون كم من الأرض، وهو ما يقع كل 15 إلى 17 سنة).

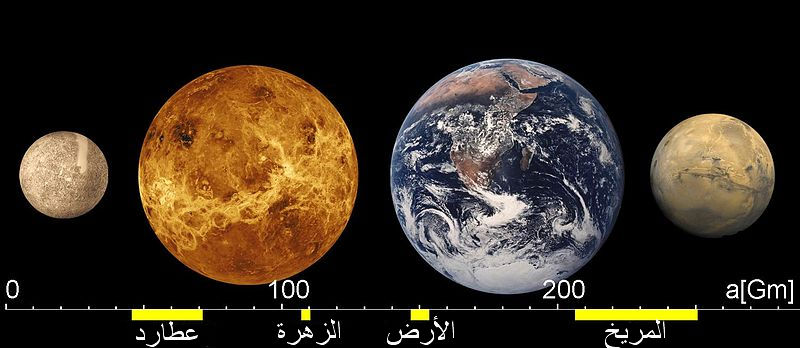
مقارنة لأحجام ومدارات الكواكب الصخرية، من اليمين إلى اليسار: المريخ - الأرض - الزهرة - عطارد.

يُذكر أن كوكب الأرض اقترب سابقًا من كوكب المريخ بمسافات قريبة نسبيًّا في السنوات 1766 و1845 و1924 م، وفقًا للدراسات والأبحاث الفضائية الموثقة، ولكن ليس إلى الحد الذي وصل إليه يوم 27 من شهر أغسطس سنة 2001 م.
وفي 28 أغسطس ذات السنة أصبح المريخ في نقطة اقتران عندما شكلت الشمس والأرض والمريخ خطًّا مستقيمًا في الفضاء بوجود المريخ والأرض على نفس الجهة من الشمس. وعندما تكون الكواكب في حالة اقتران فهي تقع مقابل الشمس بالضبط في سمائنا؛ إذ تظهر في الغروب، وتصل إلى أعلى نقطة لها في منتصف الليل، ثم تختفي بالشروق.
ويصبح المريخ في نقطة تقابُل كل 26 شهرا، ولكن لأن المريخ والأرض يتحركان في مدارات بيضاوية الشكل فلا يكون كل تقابلين متشابهين. ويعتبر هذا التقابل أروع من كل ما سبقه في الستين ألف سنة الماضية؛ لأن المريخ كان في أقرب نقطة للشمس؛ وهو ما يعرف بالحضيض الشمسي، ونادرا ما يحدث مثل هذا التقابل.
ولأن المريخ والأرض يتبعان مدارات بيضاوية الشكل حول الشمس؛ فيحدث وجود المريخ في أقرب موقع للأرض بعد أيام قبل أو بعد حدوث التقابل، حيث وصل المريخ للحضيض الشمسي قبل حدوث التقابل باثنتين وأربعين ساعة .

صورة توضح مفهوم المقابلة بعلم الفلك

لذلك في 27 أغسطس وفقا لما قاله عالم الفلك الأمريكي «مايلز ستاندش» في مختبرات الدفع النفاث في وكالة «ناسا» الفضائية لموقع «سبيس.كوم»، فإن المريخ سيكون على بعد 55.758 مليون كم عن الأرض في الساعة 5:51 صباحا بتوقيت الساحل الشرقي للولايات المتحدة (09.51 صباحا بتوقيت جرينتش)، وهي أقرب مسافة يمكن للمريخ فيها أن يقترب من الأرض.
وسيحدث التقابل في اليوم التالي الموافق 28 أغسطس، ولن يحدث التقابل التالي الذي سيكون فيه المريخ قريبا مثل هذا حتى 29 أغسطس في عام 2287 م، أما التقارب الذي حصل في 22 مايو 2016 م أصبح المريخ بعده أكثر من 76 مليون كم عن الأرض مقارنة مع 93 مليون كم للتقارب الذي حدث سنة 2014 م، حدثت مقابلة المريخ الأخيرة في 27 يوليو 2018 م، على مسافة حوالي 58 مليون كيلومتر (36 مليون ميل).
سيتم حدوث مقابلة المريخ القادمة في 13 أكتوبر 2020 م، على مسافة حوالي 63 مليون كيلومتر (39 مليون ميل). متوسط الوقت بين المقابلة المتتالية للمريخ، فترة دور مداري وهي 780 يوم؛ لكن عدد الأيام بين تواريخ المقابلة المتتالية يمكن أن تتراوح من 764 إلى 812.، ومن المثير للاهتمام أن للمريخ دورة تتم كل 79 سنة؛ حيث تتكرر ظروف التقابل بشكل متطابق.
| التاريخ       | المسافة (وحدة فلكية) | المسافة (×109 م) | القطر الزاوي |
| ------------- | -------------------- | ---------------- | ------------ |
| 27 أغسطس 2003 | 0.372719             | 55.758           | 25.13 "      |
| 15 أغسطس 2050 | 0.374041             | 55.957           | 25.04 "      |
| 30 أغسطس 2082 | 0.373564             | 55.884           | 25.08 "      |
| 19 أغسطس 2129 | 0.373276             | 55.841           | 25.10 "      |
| 24 أغسطس 2208 | 0.372794             | 55.769           | 25.13 "      |
| 28 أغسطس 2287 | 0.372254             | 55.688           | 25.16 "      |

#### التقارب

مركز الأرض لمدار المريخ بالنسبة إلى الأرض من يناير 2003م إلى يناير 2019م
المريخ•
الأرض

حركة المركبات الفضائية وبعد المريخ عن الأرض.

تُعرف النقطة التي يختلف عندها خط طول مركز الأرض بمقدار 180 درجة عن نقطة الشمس باسم «المقابلة»، التي تقترب من أقرب وقت يقترب منه الأرض. يمكن أن يحدث وقت المقابلة تقريبا 8.5 أيام بعيدًا عن النهج الأقرب. تتراوح المسافة عند الاقتراب من مسافة تتراوح بين 54 و103 مليون كيلومتر (34 و64 مليون ميل) بسبب المدارات الإهليلجية للكواكب، والتي تسبب تباينًا مماثلًا في الحجم الزاوي.
مع اقتراب المريخ من المقابلة، تبدأ فترة من الحركة التراجعية، مما يجعله يبدو وكأنه يتحرك للخلف في حركة متقطعة بالنسبة إلى نجوم الخلفية. مدة هذه الحركة إلى الوراء حوالي 72 يوم.

#### في الماضي والوقت الحاضر
اقترب المريخ من الأرض وأقصى سطوع ظاهر خلال 60,000 عام تقريبًا، حيث بلغ 55,758,006 كم (0.37271925 وحدة فلكية؛ 34,646,419 ميل)، بمقدار -2.88، في 27 أغسطس 2003م، عند الساعة 9:51:13 بالتوقيت العالمي.
في المرة السابقة التي تم فيها الاقتراب أكثر من ذلك، تشير التقديرات إلى أنها كانت في 12 سبتمبر عام 57,617 قبل الميلاد (العصر الحجري القديم الأوسط)، في المرة القادمة ستكون في عام 2287م، وسيكون أقرب قليلا من اقترابه الأخير. على سبيل المثال كان الحد الأدنى للمسافة في 22 أغسطس 1924م تقريباً 0.37285 وحدة فلكية، والحد الأدنى للمسافة في 24 أغسطس 2208 م ستكون 0.37279 وحدة فلكية.

## المياه تغير تاريخ المريخ

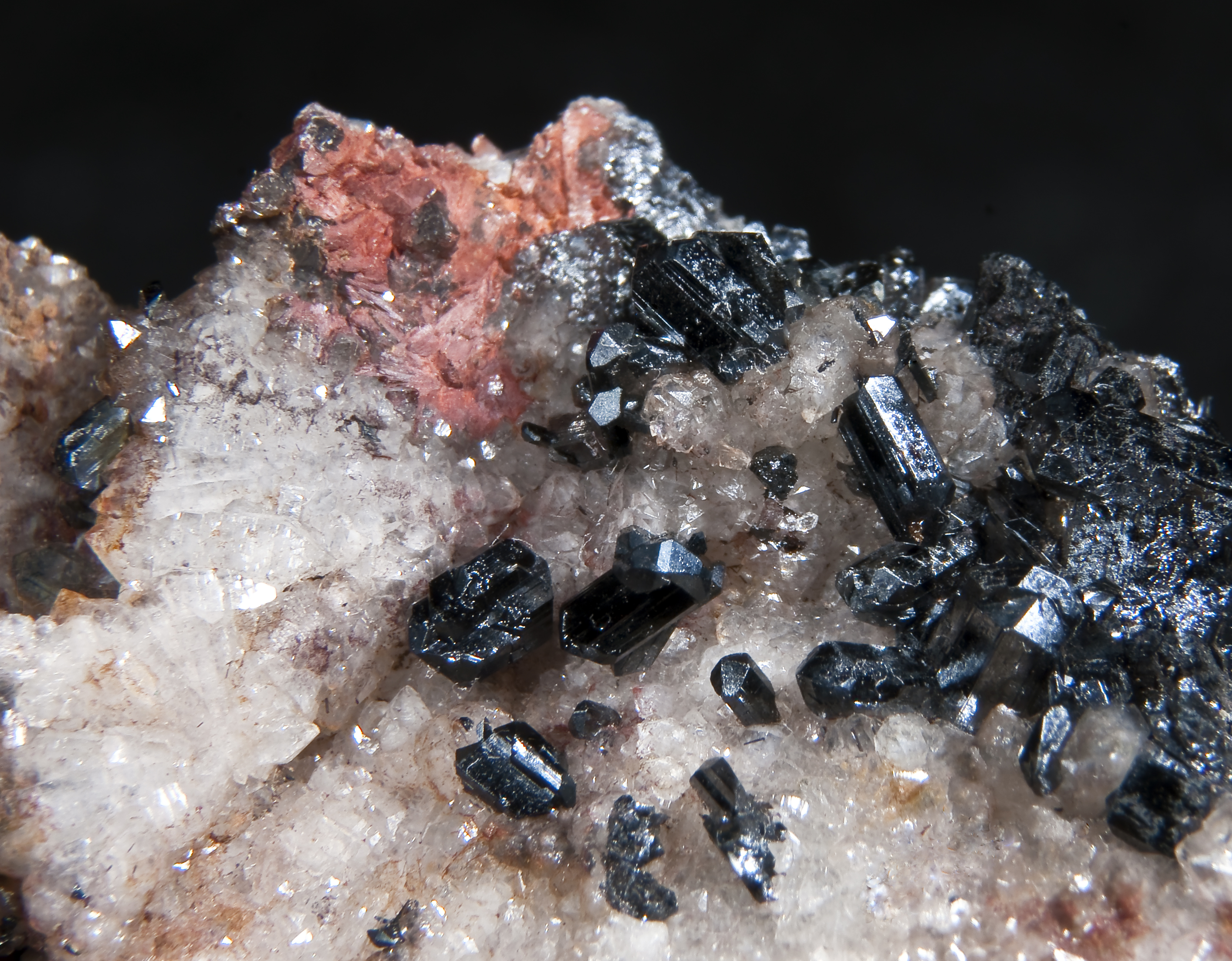
إحدى صخور الجوثايت في بريطانيا.

نشر موقع وكالة ناسا للفضاء تقريرًا عن احتمال وجود مياه جوفية على سطح المريخ، ولوجود بعض الأخطاء العلمية الطفيفة فيما نشرته العديد من وكالات الأنباء عن الخبر قررت ناسا عمل مؤتمر صحفي في 22 يونيو 2017 لتوضيح الخبر، كما سيتم نشر ورقة البحث في مجلة ساينس عدد 30 يونيو 2017 م.
وهذا الاكتشاف قد يُغَيِّر تاريخ الاكتشافات على كوكب المريخ، فقد استطاع العلماء باستخدام الصور والبيانات المرسلة من سفينة الفضاء الخاصة بوكالة ناسا مسح المريخ العالمية (Mars Global Surveyor) والتي تقوم بالمسح الأرضي لكوكب المريخ، إدراك بعض المقومات التي تقترح وجود مصادر حالية للمياه على سطح الكوكب الأحمر، أو بالقرب من السطح على أعماق قريبة.
وكوكب المريخ كوكب صحراوي غير مُرَجَّح وجود المياه على سطحه، فمتوسط درجة الحرارة عليه أقل من الصفر، والضغط الجوي له ثلاثة أضعاف الضغط المُبَخِّر للمياه، لكن في عام 1972م تم تصوير بعض الشواهد التي تدل على إمكانية تواجد الماء على سطح الكوكب في وقت ما في الماضي (من بلايين السنين)، وكانت هذه الصور تظهر آثارًا لقنوات تدفق كبيرة، يتفرع منها شبكة من الأودية الصغيرة، وقد تساءل العلماء كثيرًا:« أين يمكن أن تكون قد ذهبت تلك المياه؟.»

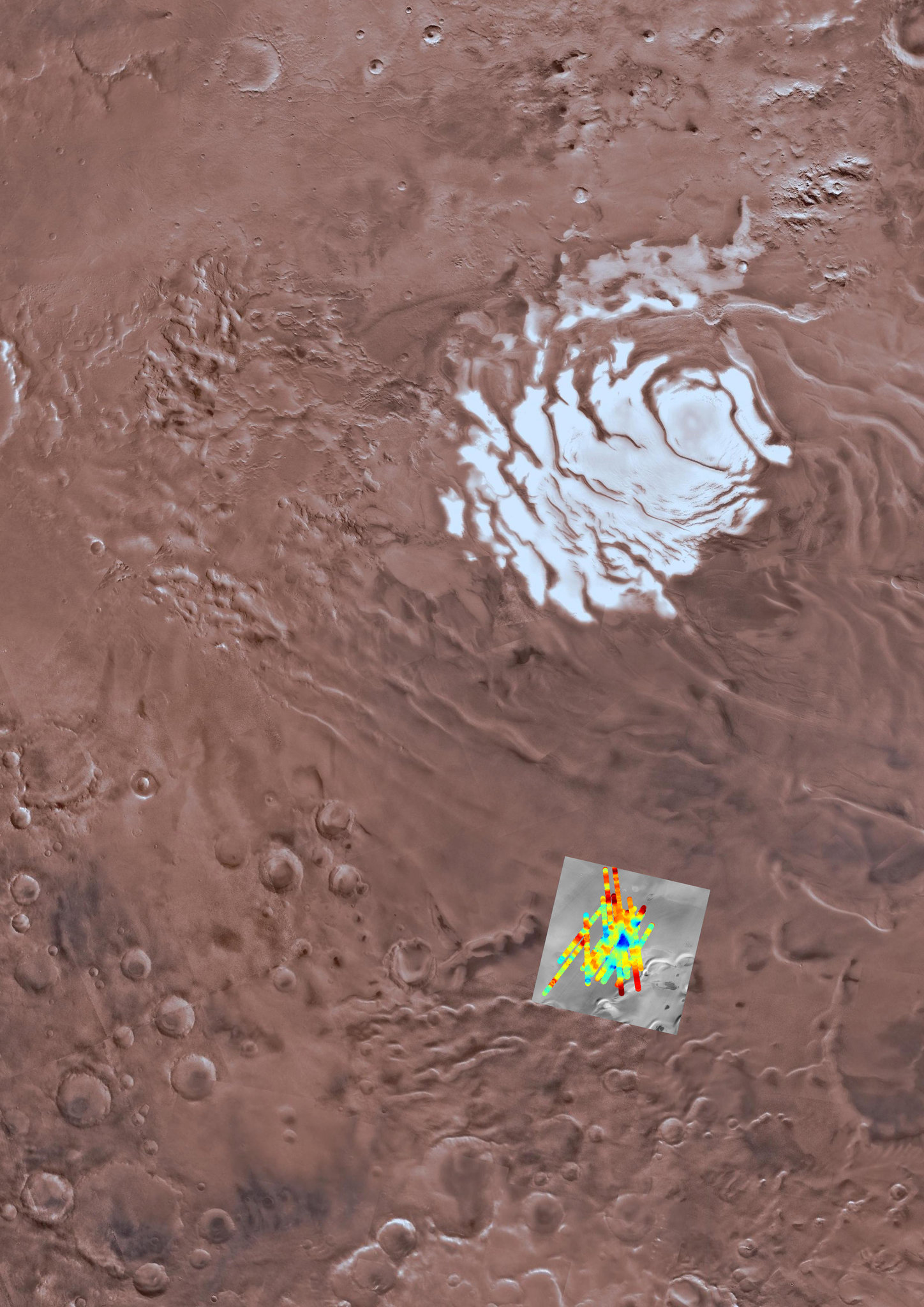
موقع المياه الجوفية على سهل القطب الجنوبي من سطح المريخ.

وقد وصلت السفينة المدارية مسح المريخ العالمية (Mars Global Surveyor) إلى الكوكب في عام 1997م، وكانت أولى النتائج التي توصلت إليها عن طريق أبحاث الكاميرا المدارية غياب أي دليل لمصادر التدفقات السطحية التي تَمَّ اكتشافها من قبل، فعلى سبيل المثال لا يوجد أي جداول أو أخاديد، بل واقترحت أن معظم هذه التكوينات والتضاريس قد تكونت نتيجة انهيار بعض الممرات الطويلة لنشأتها المنحدرة، لكن دون وجود أثر لانحدار سطحي واضح أو من المحتمل وهو الأكثر احتمالاً أن تكون عوامل التعرية والتآكل قد أَخْفَت أو مَحَت آثار مصادر تلك التدفقات السطحية، وأيًّا كان التفسير لغياب مصادر تلك التدفقات، فإن احتمال وجود ماء جارٍ على سطح المريخ في الماضي، وخاصة في الماضي القريب كان احتمالاً ضئيلاً.
في نفس الأثناء مع بداية البحث كان هناك بعض الإشارات لرواية معقدة عن تسرب الماء للسطح من تحت الأرض، فقد لوحظ وجود بعض الفوهات قد تكون ساعدت في هذا التسرب، ومع استمرار الملاحظة والبحث باستخدام صور أعلى ثباتًا استطاع الباحثون زيادة احتمال أن يكون هذا التسرب هو مصدر آثار التدفقات السطحية، ويكون هذا هو جزء من الماء المختفي منذ زمن بعيد.
في يناير 2000 م أوضحت بعض الصور ما ترجمه الباحثون على أنه نتيجة لتسرب سائل من تحت الأرض، وتدفقه على السطح، فقد تتبعت الصور ثلاثة من التكوينات السطحية التي تمثل تدفقات للمياه ووجد أن مصدرها يمثل فجوة أو حفرة، ثم يتفرع منها بعض القنوات الفرعية، والرواسب في هذه القنوات كانت متماسكة بفعل حركة السائل عليها.
ومع استمرار المشاهدات، وُجِدَ أن ثلث تلك التكوينات تقع في الداخل على القمم المركزية، وتنبع من فوهات، والربع ينبع من حفر مميزة في القطب الجنوبي للكوكب، والخُمْس يقع على اثنين من أكبر الوديان على سطح الكوكب وهما: وادي نيرجال ووادي داو، كما وجد أن حوالي 50% من هذه الظواهر تنحدر نحو الجنوب، و20% منها فقط تنحدر نحو الشمال، و90% منها تقع جنوب خط الاستواء.
كما وجد أن بعض تكوينات التدفقات ليس لها فوهة، ويحتمل أن يكون غياب الفوهة نتيجة لصغر سنها الجيولوجي، أي أنها مكونة حديثًا، أما الأخريات والتي لها فوهة أو حفرة لها أيضًا بعض الخصائص التي تدل على حداثة تكوينها مما يساعد في تأكيد الوجود الحالي للماء.
كما وجد أن معظم تلك التكوينات توجد في الأماكن التي لا يصلها ضوء الشمس إلا لمدد قصيرة من نهار المريخ، وقد فَسَّر العلماء إمكانية تدفق الماء على سطح الكوكب رغم انخفاض الضغط الجوي على سطحه والذي يؤدي إلى تبخر الماء إذا وصل إلى السطح، بأن الماء الذي يصل للسطح عندما يتبخر يعمل على تبريد السطح، مما قد يؤدي إلى تجمد قطرات الماء الباقية نتيجة للضغط العالي فتقوم ببناء سَدٍّ ثلجي يحتجز الماء خلفه، وعندما ينكسر تتدفق المياه على السطح.

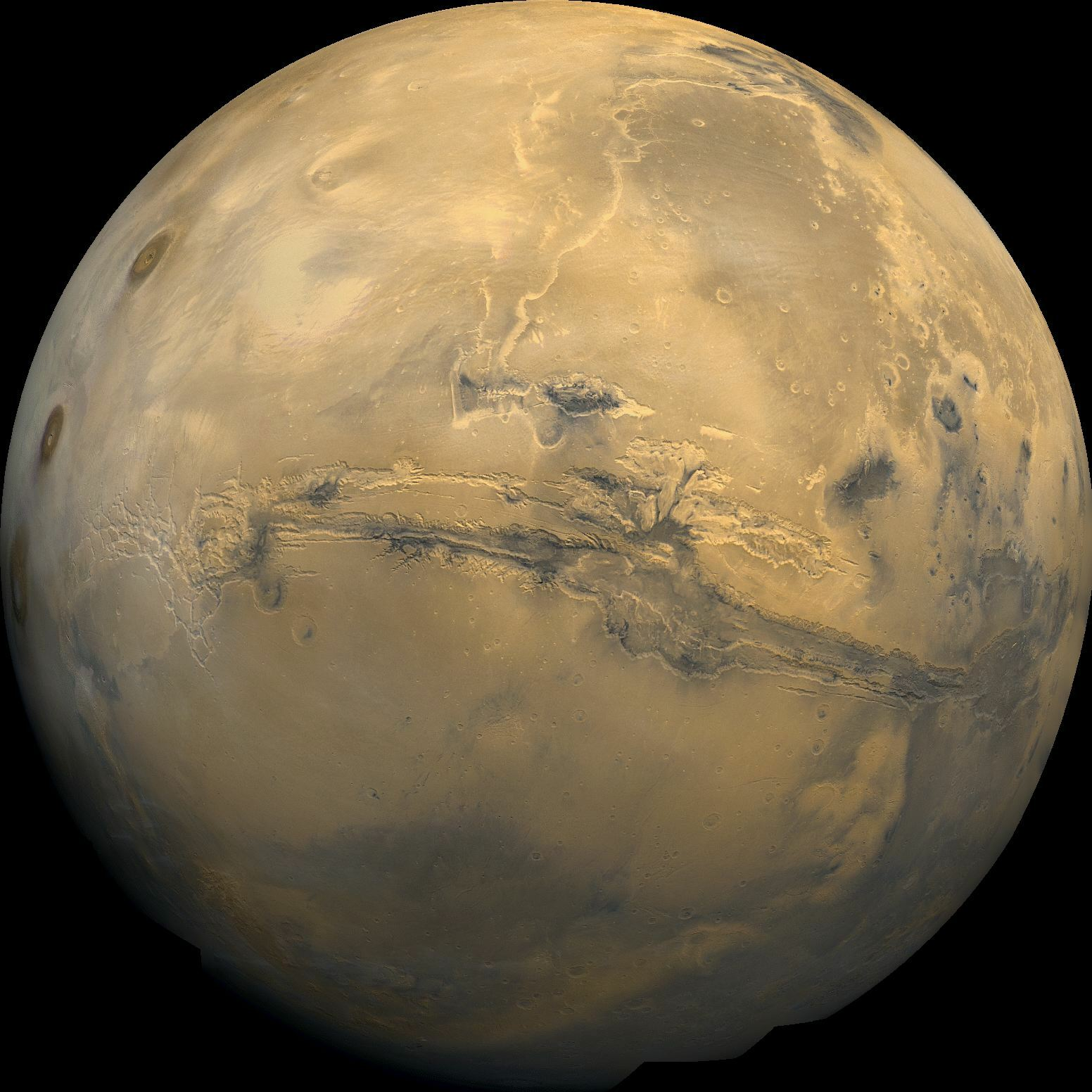
وادي البحّار تم تصويره عن طريق مركبة الفضاء فايكينغ 1

إن أهمية هذا الاكتشاف تَكْمُن في إحيائه الأمل من جديد لوجود ماء على المريخ، وما يحمله هذا من تخيلات عديدة لا نهاية لها فوجود الماء يؤهل الكوكب لحياة الإنسان عليه، فهو يوفر له ماء الشرب، وبتحليل الماء إلى أكسجين وهيدروجين يستخدم كوقود لسفن الفضاء يصبح المريخ محطة جديدة للوصول لما هو أبعد، ووجود الماء أيضًا يدل على إمكانية تواجد حياة على سطح المريخ.
في عام 2008 م بعدما هبط مسبار فونيكس نشر ذراعه الآلية التي تعتبر أهم أداة في مهمة سبر سطح الكوكب الأحمر بحثا عن آثار للحياة. ويبلغ طول الذراع الآلية مترين اثنين و35 سنتيمترا، علما أنها صنعت من مادتي التيتانيوم والألومينيوم. وبعد اختبار سلامة لبعض ملحقات الذراع الآلية، تمت الاستعانة بكاميرا ثبتت على هذه الذراع من أجل التأكد من الأرضية تحت المسبار. ثم حفرت الذراع القشرة الثلجية التي تقع في القطب الشمالي من المريخ، لكي تنقل إلى المسبار عينات من التراب والثلج التي خضعت للدراسة.
الاعتقاد بتوفر المياه السائلة على سطح المريخ تعزز في 19 فبراير 2009 م مع اكتشاف خبراء مختبر الدفع النفاث التابع لوكالة الفضاء الأمريكية ناسا، لقطرات من المياه على ذراع الحفر التابعة للمسبار الفينيق. الفينيق تمكن من برهان تواجد أملاح البيركلورات في تربة المريخ وهي أملاح قادرة في حال إذابتها في الماء، على خفض درجة حرارة تجمد الماء إلى 70 مئوية تحت الصفر. المياه السائلة هذه قد تكون بيئة ملائمة للحياة، لكن التجارب والخبرات لم تستطع اكتشاف حياة على الأرض في وسط بيئة مالحة بهذا القدر حتى الآن.

## استعدادات للذهاب على المريخ

### تجارب سابقة

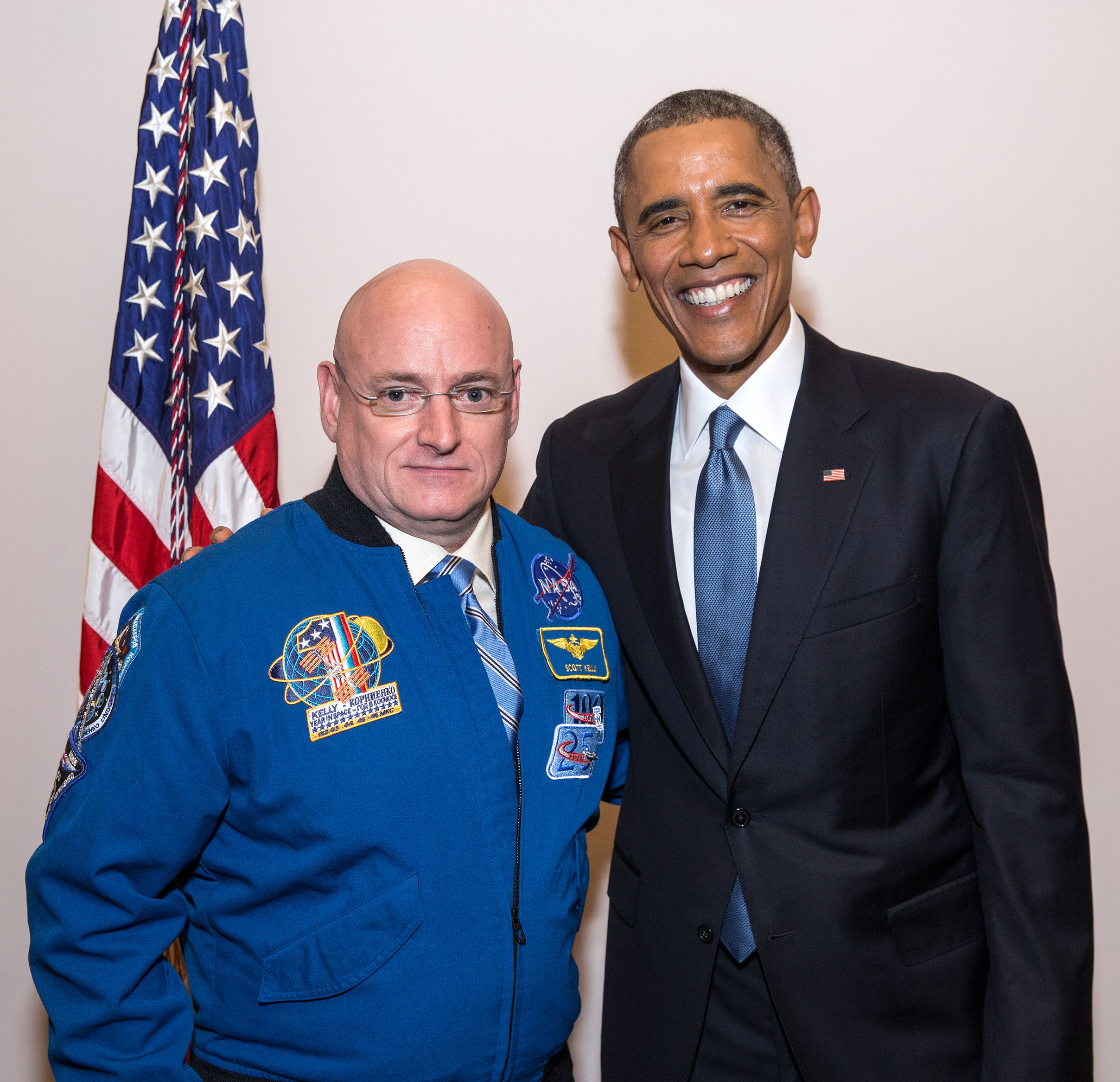
مع الرئيس الأمريكي باراك أوباما في يناير عام 2015

أعلنت ناسا في 5 ديسمبر 2014م، عزمها إجراء اختبارات طبية على رائد فضاء لفحص ظروف سفريات فضائية طويلة الأمد وتأثيرها على الإنسان. هذا إلى جانب ما تجريه ناسا من اختبارات على المركبة الفضائية أوريون المعدة لتلك الرحلة إلى المريخ. وقد اختارت ناسا رائدي فضاء «سكوت كيلي» و«مارك كيلي»، وهما توأم وهذا ما يساعد على إنجاز الاختبارات الطبية والنفسية بحيث تعطي نتائج يمكن الاعتماد عليها فيما بعد. أقلع «سكوت» على متن الصاروخ الروسي سويوز من كازاخستان إلى محطة الفضاء الدولية يوم 28 مارس 2015 م ليبقى في الفضاء لمدة عام كامل، بينما بقي أخوه «مارك» على الأرض وأجريت عليه نفس الاختبارات ليكون كمرجع للاختبارات بهدف التعرف على تأثيرات الفضاء وحالة انعدام الجاذبية على رائد الفضاء.
سيكون سكوت مع زميلين الروسي ميخائيل كورنينكو وعالم الكونيات سيرجي فولكوف «ميكائل كوريينكو» وبقيت المجموعة سوياً لمدة عام في المحطة الفضائية الدولية وأجريت عليهم الاختبارات الطبية والنفسية لمعرفة تأثيرات تعرض جسم الإنسان لمدة طويلة إلى حالة انعدام الوزن في قوة جي = صفر أو 0.38 جي وهي قوة جاذبية المريخ.(على سبيل المثال: تصبح العظام لينة، ويتغير شكل العينين، وتتغير دقات القلب وتقل كفاءته حيث يتم ضخ القلب للدم في ظروف انعدام الجاذبية، ويتغير توازن الشخص).
الميزة في التوأم سكوت ومارك هو أن لهما نفس التفصيلة الجينية مما أتاح التعرف على تأثيرات انعدام الجاذبية على سكوت لمدة عام ومقارنتها بنتائج الاختبارات على «مارك» الذي بقي على الأرض خلال نفس الفترة.

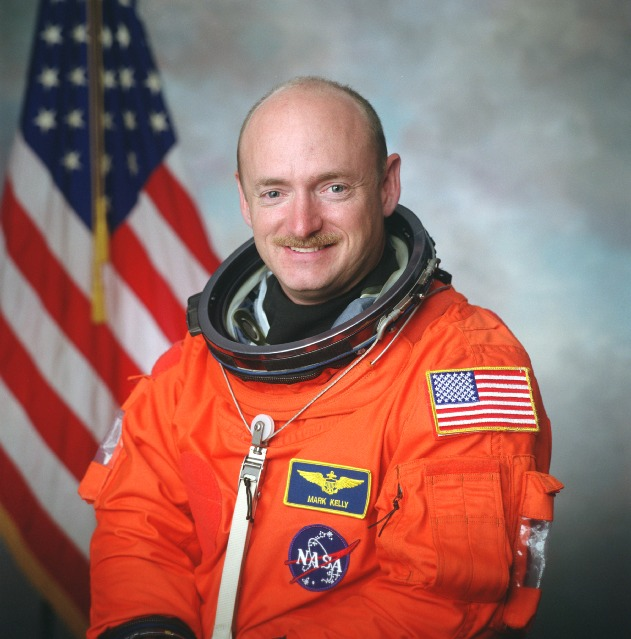
مارك كيلي

وكان التوأم من رواد الفضاء في التسعينيات من القرن الماضي حيث تركا عملهما في القوات الجوية البحرية في عام 1995م وتقدما إلى ناسا. وقاما بسبعة رحلات منفصلة إلى الفضاء، حيث بقي «مارك» بمفرده لمدة ستة أشهر، وهذا هو الرقم القياسي بالنسبة لرائد فضاء أمريكي. ولكن البقاء في الفضاء لمدة أطول هام بالنسبة لمعرفة التأثيرات البدنية والنفسية على رواد الفضاء عندما يقومون برحلات تستغرق وقتاً طويلاً. وقد كان «مارك» في الفضاء لمدة 6 أشهر متوالية، وأشار إلى حالة «غمز للعين» غريبة عند عودته؛ وتريد ناسا معرفة أسباب هذا الغمز بالإضافة إلى أعراض أخرى قد يتعرض إليها رواد الفضاء خلال رحلات طويلة مثل بعثة إلى المريخ.
بقي مارك مع زملائه في المحطة الفضائية الدولية قرابة سنة كاملة، محطة الفضاء الدولية كبيرة الحجم ويبلغ طولها نحو 108 متر، ويشبهها رواد الفضاء بكونها «شقة أربعة غرف». ولكن المكان الخاص لرائد الفضاء فهو لا يزيد عن دولاب به كيس ينام فيه ويتسع لحاسوب محمول وبعض الحاجيات الصغيرة الخاصة برائد الفضاء. يصحو رائد الفضاء في تمام الساعة 6:30 بتوقيت جرينيتش ويؤدي 30% من وقته اليومي في إجراء التجارب والاختبارات و40% في مزاولة نشاط رياضي للحفاط على لياقة جسمه وصحته، و30% من الوقت بأعمال صيانة للمحطة الفضائية التي تحوي 52 حاسوب، و13 كيلومتر من الأسلاك، و3.3 مليون من الشفرات والإشارات، وهي تعمل بـ 90 كيلوواط تولدها الألواح الشمسية للمحطة الفضائية.
انتهت الرحلة بسلام في فبراير 2016، ويهتم الأطباء حاليا بتقييم آثار الفضاء على سكوت كيلي وصحته. حيث تشمل الفحوصات الطبية التي أجريت على «سكوت» في الفضاء وعلى «مارك» على الأرض كفاءة عمل القلب، ومستويات الأكسجين في الدم، وكثافة العظام، وتغير سوائل الأعضاء. وتتبع كفاءة عمل الميكروبات الموجودة في أمعائهم (الميكروبات توجد في أمعاء كل إنسان طبيعيا وتساعده في عملية الهضم وإنتاج بعض الفيتامينات).
تمت كذلك دراسة الحالة النفسية لسكوت لمعرفة التأثير النفسي لوجوده بعيداً عن الأرض لمدة طويلة، وقام بتلك الاختبارات أطباء في علم النفس اتصلوا من الأرض مع سكوت ووجهوا إليه أسئلة في هذا الشأن ليتعرفوا على حالات الإجهاد والتأثيرات الانفعالية. في 12 مارس 2016 أعلن سكوت كيلي عزمه على التقاعد عن العمل في شهر أبريل 2016.

## الملاحظات التاريخية
يُرصد المريخ، عندما يكون الكوكب قريبًا من الأرض وبالتالي يكون أكثر سهولة لرصده، ويحدث ذلك كل عامين. ويبرز أكثر عند المقابلة المريخية التي تحدث كل 15 أو 17 سنة حيث أنها تكون مميزة بسبب قرب المريخ من الحضيض، مما يجعله قريباً من الأرض.

### الملاحظات القديمة والقرون الوسطى

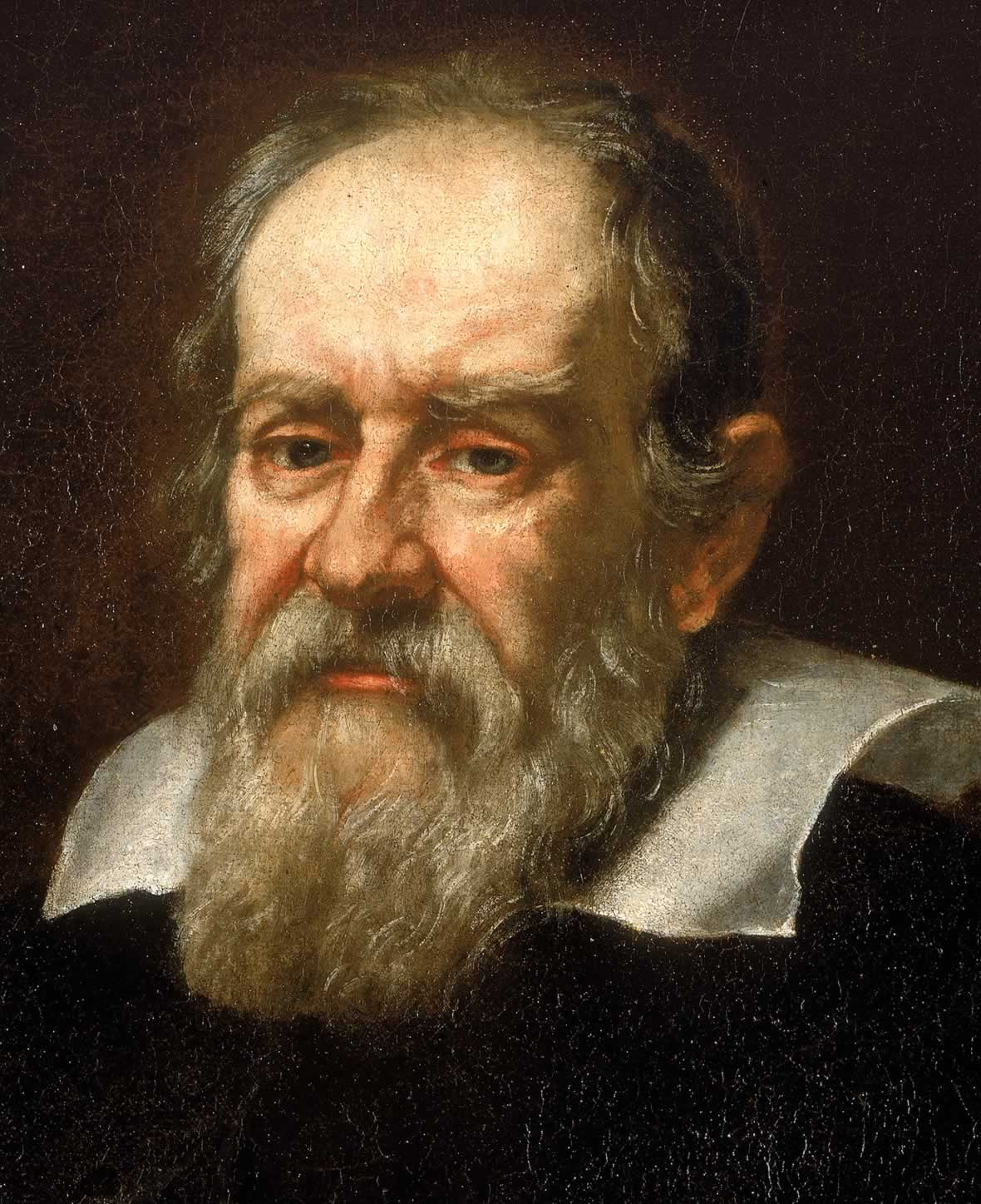
عالم الفلك غاليليو غاليلي

اعتقد السومريون القدماء أن المريخ كان نيرغال، إله العالم السفلي والموت والوباء والأمراض. خلال العصور السومرية، كان نيرغال إلهًا بسيطًا قليل الأهمية، ولكن في أوقات لاحقة، أصبح المركز الرئيسي للعبادة بمدينة نينوى. في نصوص بلاد ما بين النهرين، يشار إلى المريخ بأنه «نجم الحكم على مصير الموتى».
تم رصد وجود المريخ ككائن متجول في سماء الليل من قبل علماء الفلك المصريين القدامى، وبحلول عام 1534 قبل الميلاد، كانوا على دراية بالحركة التراجعية للكوكب.
أثناء فترة الإمبراطورية البابلية الجديدة، كان الفلكيون البابليون يرصدون تحركات الكواكب وتسجيلها في سجلات من أجل توثيق سلوك الكواكب. بالنسبة إلى المريخ، فقد وثقوا بأن الكوكب قد صنع 37 دور مداري، أو 42 دائرة فلكية كل 79 عام. لقد اخترعوا أساليب حسابية لإجراء تصحيحات بسيطة على المواقع المتوقعة للكواكب. في الحضارة اليونانية القديمة، كان الكوكب يعرف باسم Πυρόεις.
في القرن الرابع قبل الميلاد، لاحظ أرسطو أن المريخ قد اختفى أثناء الإحتجاب وراء القمر، مما يشير إلى أن الكوكب كان بعيداً عن الأرض في حينه. حاول بطليموس، وهو يوناني يعيش في الإسكندرية، معالجة مشكلة الحركة المدارية للمريخ. تم تقديم نموذج بطليموس وعمله في مجال علم الفلك في كتابه المجسطي، والتي أصبحت أطروحة موثوقة عن علم الفلك الغربي على مدار أربعة عشر قرنًا.
يؤكد أدب حضارة الصين القديمة أن المريخ كان معروفًا من قبل الفلكيين الصينيين وتحديداً في القرن الرابع قبل الميلاد. في القرن الخامس الميلادي، قدّر علم الفلك الهندي قطر المريخ.

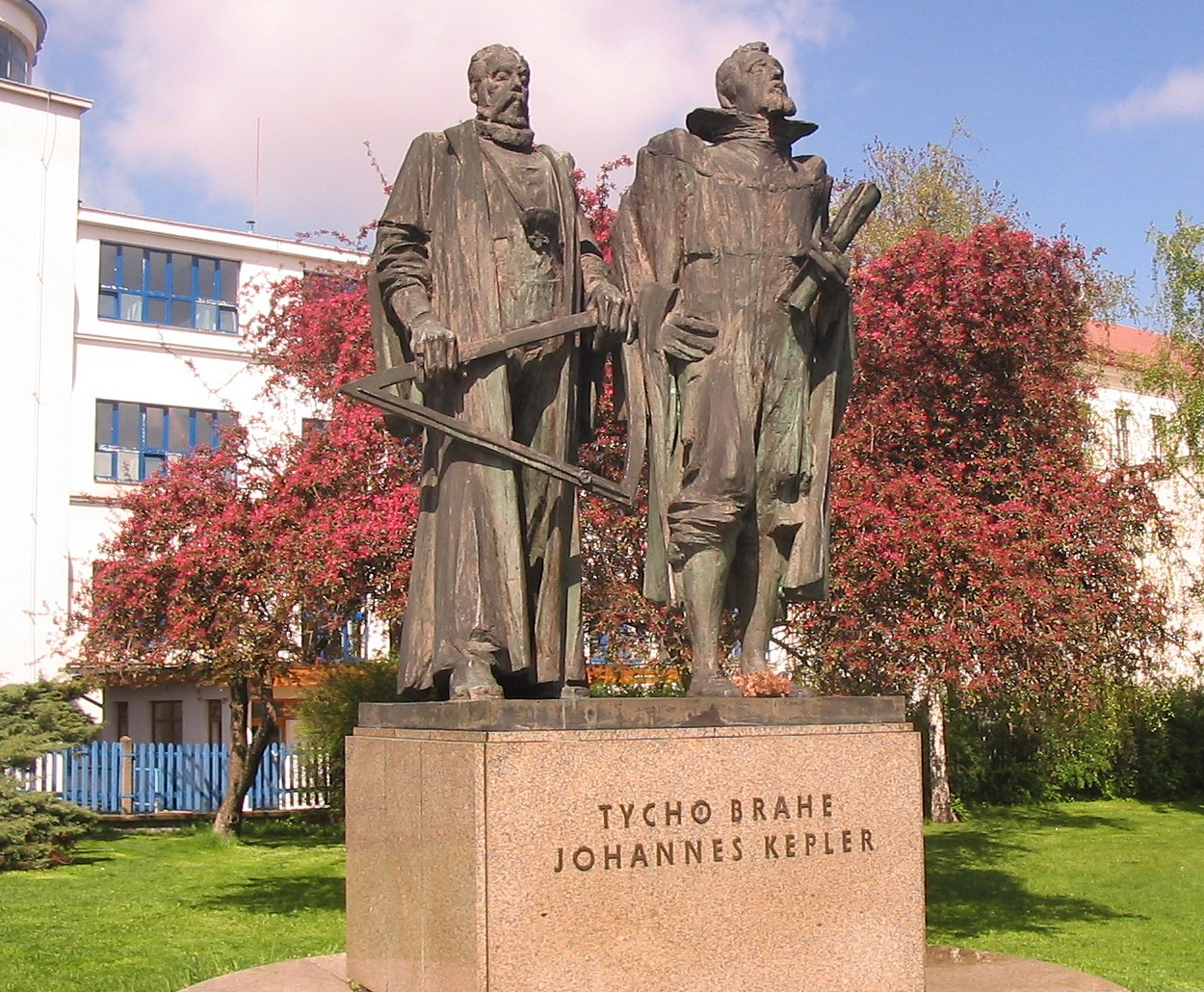
نصب تذكاري ليوهانز كبلر وتيخو براهي في براغ

في ثقافات شرق آسيا، يشار إلى المريخ تقليديًا باسم «نجم النار» (الصينية: 火星)، استنادًا إلى نظرية العناصر الخمسة.
خلال القرن السابع عشر، قام تيخو براهي بقياس التخاطل للمريخ الذي استخدمه يوهانس كيبلر لإجراء حساب ابتدائي للمسافة النسبية للكوكب.
عندما أصبح التلسكوب متاحًا، تم قياس التخاطل للمريخ مرة أخرى بواسطة جيوفاني دومينيكو كاسيني في عام 1672 في محاولة لتحديد المسافة بين الشمس والأرض. قياسات التخاطل المبكرة أعيقت بسبب جودة الأدوات. كان الاحتجاب الوحيد للمريخ من كوكب الزهرة الذي تم ملاحظته يوم 13 أكتوبر 1590، الذي شاهده مايكل ميستلين في هايدلبرغ.
في عام 1610م لوحظ المريخ من قبل الفلكي الإيطالي غاليليو غاليلي، الذي كان أول من شاهده عبر التلسكوب. أول عالم يرسم خريطة للمريخ ويعرض تضاريسه هو عالم الفلك الهولندي كريستيان هوغنس.

### القنوات

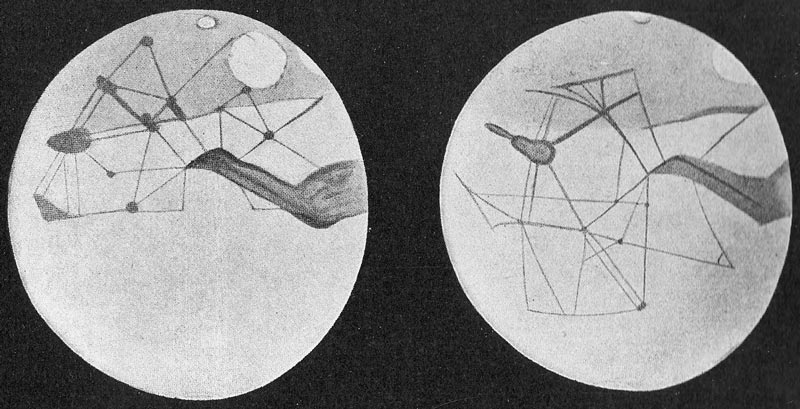
رسم المريخ كما لاحظ لويل قبل عام 1914

بحلول القرن التاسع عشر، وصلت دقة التلسكوبات إلى مستوى كافٍ لتحديد معالم سطح المريخ. وقعت مقابلة المريخ في 5 سبتمبر 1877م. في تلك السنة، استخدم الفلكي الإيطالي جيوفاني سكيابارلي تلسكوبًا قياسه 22 سم (8.7 بوصة) في ميلانو للمساعدة في إنتاج أول خريطة مفصلة للمريخ. تحتوي هذه الخرائط بشكل ملحوظ على قنوات، تم إظهار حقيقتها فيما بعد على أنها خداع بصري. كان من المفترض أن هذه القنوات أو «الأخاديد» عبارة عن خطوط مستقيمة طويلة على سطح المريخ، وقد أعطيت أسماء أنهار مشهورة على الأرض.
متأثرًا بالملاحظات، أسس المستشرق بيرسيفال لويل مرصدًا يحتوي على تلسكوبات 30 سم و45 سم (12 و18 بوصة). تم استخدام المرصد لاستكشاف المريخ في عام 1894م. نشر العديد من الكتب عن المريخ والحياة على هذا الكوكب، والتي كان لها تأثير كبير على الشعوب. تم العثور على القناة بشكل مستقل من قبل علماء الفلك الآخرين، مثل هنري جوزيف أناستاز ولويس تولو في نيس، حيث تم استخدام أكبر التلسكوبات في ذلك الوقت.

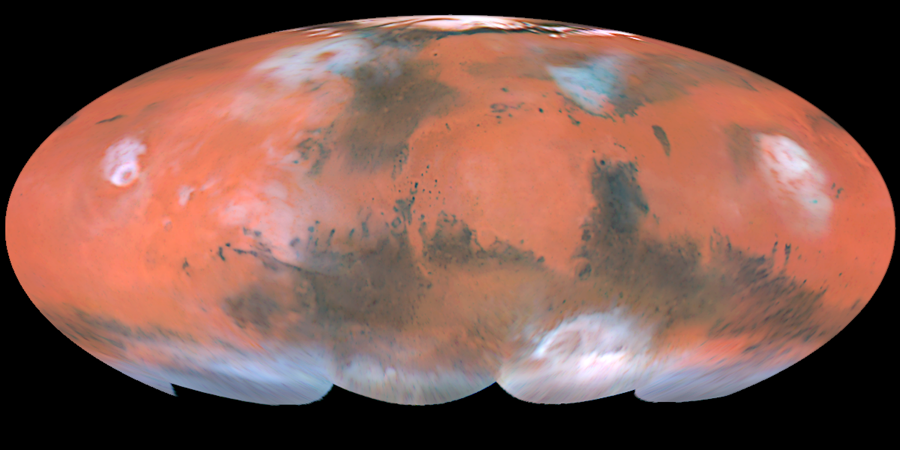
صورة توضح الوضاءة المريخية من مرصد هابل الفضائي

أدت التغييرات الموسمية (التي تتألف من تناقص القبعات القطبية والمناطق المظلمة التي تشكلت خلال صيف المريخ) إلى تكهنات حول وجود حياة على المريخ، حيث كان هناك اعتقاد قديم بأن المريخ يحتوى على البحار الشاسعة والغطاء النباتي. لم يصل التلسكوب إلى الدقة المطلوبة لإعطاء أي دليل على أي تكهنات حول وجود حياة على المريخ، تم استخدام التلسكوبات الكبيرة، ولوحظ عدد قليل من القنوات المستقيمة.
خلال رصده في عام 1909م من قبل كميل فلاماريون مع تلسكوب 84 سم (33 بوصة)، لوحظت أنماط غير منتظمة، ولكن لم تُرَ أي قناة.
حتى في الستينيات من القرن الماضي، نُشرت مقالات عن بيولوجيا المريخ، مع وضع توضيحات أخرى بخلاف الحياة للتغيرات الموسمية على المريخ. وقد تم نشر سيناريوهات مفصلة عن التمثيل الغذائي والدورة الكيميائية لنظام البيئة على سطح المريخ.

### زيارة المركبات الفضائية

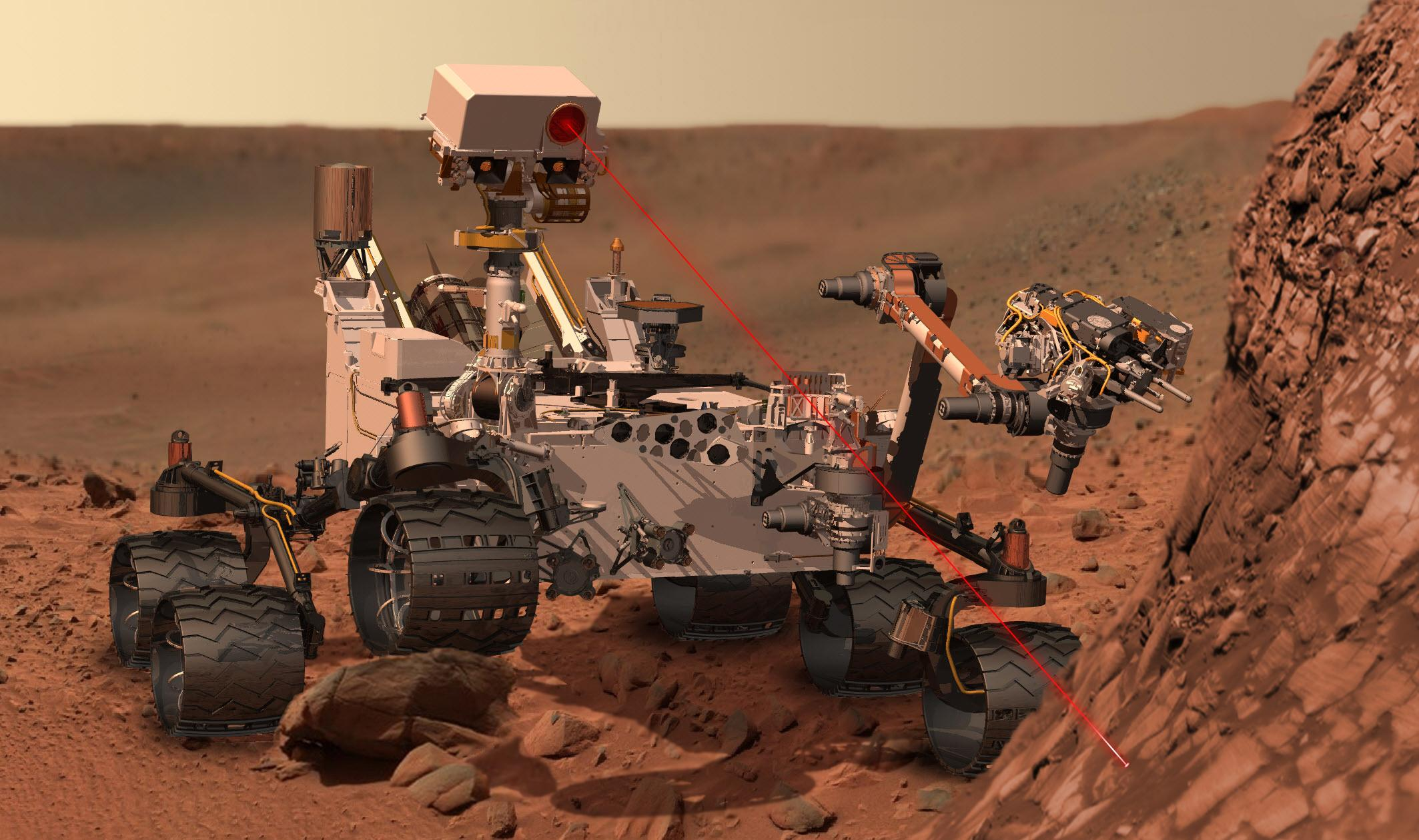
تصور رسام عن كيوريوسيتي روفر أثناء تبخيرها صخرةً على سطح المريخ. هبطت العربة على سطح المريخ بنجاح في أغسطس 2008

بمجرد زيارة المركبة الفضائية للكوكب خلال مهام ناسا بواسطة برنامج مارينر في الستينيات والسبعينيات، ساعدت نتائج تجارب الكشف عن الحياة بواسطة المركبة فايكنغ على فرضية بأن كوكب المريخ عبارة عن كوكب ميت.
سمح مارينر 9 وفايكينغ 1 بوضع خرائط أفضل للمريخ باستخدام البيانات من هذه المهمات، وكانت هناك قفزة كبرى إلى الأمام وهي مهمة مسح المريخ العالمي، التي بدأت في عام 1996 م وتم تشغيلها حتى أواخر عام 2006 م، والتي وفرت خرائط كاملة ومفصلة للمريخ يمكن الحصول على التضاريس، الحقل المغناطيسي والمعادن السطحية. هذه الخرائط متاحة على الإنترنت؛ على سبيل المثال في جوجل مارس. واصل مارس ريكونيسانس أوربيتر ومارس إكسبريس الإستكشافات باستخدام أدوات جديدة ودعم مهام الهبوط على المريخ.
توفر ناسا طريقتين عبر الإنترنت للإطلاع على المريخ وهما :
- رحلة المريخ، والتي توفر تصورات حول الكوكب باستخدام بيانات حول 50 عام من الإستكشافات.
- تجربة الفضول أو حب الاستطلاع، والذي يحاكي السفر على المريخ باستخدام تقنية ثلاثية الأبعاد.

## في الثقافة
تم تسمية المريخ باسم إله الحرب الروماني. في الثقافات المختلفة يمثل المريخ الذكور أو الشباب، ويستخدم رمز وهو عبارة عن دائرة بها سهم يشير إلى أعلى اليمين كرمز للجنس الذكوري.
أدت الإخفاقات العديدة في تحقيقات استكشاف المريخ إلى ظهور ثقافة مضادة ساخرة تحمّل الفشل على كوكب الأرض مثل «مثلث برمودا» أو «لعنة المريخ» أو «غول المجرة العظيم» الذي يلتهم مركبات الفضاء المريخية.

### المريخ الذكي

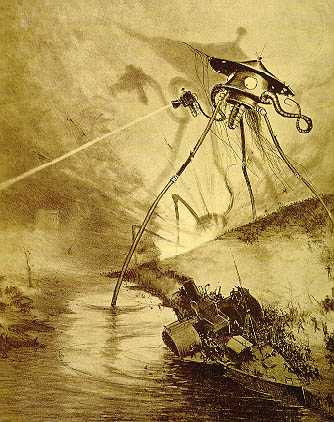
رسم ثلاثي الأبعاد للمريخ من الطبعة الفرنسية عام 1906.

انفجرت فكرة عصرية متمثلة في أن المريخ كان يسكنه الأذكياء في أواخر القرن التاسع عشر. طرحت ملاحظة «القنوات» التي أطلقها جيوفاني سكيابارلي إلى جانب كتب بيرسيفال لويل حول هذا الموضوع المفهوم المعياري لكوكب المريخ.
أضافت ملاحظات وإعلانات عديدة لشخصيات بارزة أطلق عليها «حمى المريخ». في عام 1899م لاحظ المخترع نيكولا تسلا إشارات متكررة باستخدام أجهزة الإستقبال الخاصة به في مختبره في كولورادو سبرينغس، اعتقد فيما بعد بأن تكون اتصالات لاسلكية قادمة من كوكب آخر، ربما يكون كوكب المريخ.
في مقابلة عام 1901 ذكر نيكولا تسلا:
بعد مرور بعض الوقت عندما طرحت الفكرة في ذهني، قد تكون الإشارات التي لاحظتها ناتجة عن تحكم ذكي. على الرغم من أنني لم أستطع فك رموز معناها، إلا أنه كان من المستحيل بالنسبة لي أن أفكر فيها على أنها كانت عرضية تمامًا. ينمو الشعور بإستمرار على أنني كنت أول من سمع تحية كوكب لآخر.
حصلت نظريات تسلا على دعم من اللورد كلفن أثناء زيارته للولايات المتحدة في عام 1902، ذكر أنه يعتقد أن تسلا التقط إشارات المريخ التي يتم إرسالها إلى الولايات المتحدة. نفى كلفن بشدة هذا التقرير قبل مغادرته بفترة وجيزة وقال: «ما قلته حقًا هو أن سكان المريخ إن وجدو، كانوا بلا شك قادرين على رؤية نيويورك، وخاصة وهج الكهرباء».

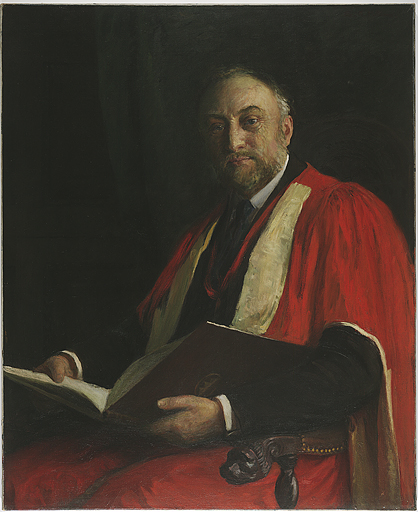
إدوارد تشارلز بيكرنج

في مقال نشرته صحيفة نيويورك تايمز عام 1901م، قال إدوارد تشارلز بيكرنج مدير مرصد كلية هارفارد، إنهم تلقوا برقية من مرصد لويل في أريزونا ذكر بها أن المريخ كان يحاول التواصل مع الأرض.
اقترح إدوارد تشارلز بيكرنج فيما بعد إنشاء مجموعة من المرايا في تكساس، تهدف إلى إشارة المريخ.
في العقود الأخيرة، لم تكشف الخريطة عالية الدقة لسطح المريخ، عن أي آثار للسكن من خلال الحياة «الذكية»، لكن التكهنات المزعومة حول الحياة الذكية على المريخ مازالت مستمرة مثل ريتشارد تشارلز هوغلاند.
كتب عالم الفلك كارل ساجان:
أصبح المريخ نوعًا من الساحة الأسطورية التي توقعنا عليها آمالنا ومخاوفنا الدنيوية.
تم تصوير المريخ في الخيال بسبب لونه الأحمر الدرامي والتكهنات العلمية في القرن التاسع عشر بأن ظروف سطحه قد لا تدعم الحياة فحسب بل الحياة الذكية. لذلك نشأ عدد كبير من سيناريوهات الخيال العلمي، من بينها قصة الكاتب هربرت جورج ويلز بعنوان حرب العوالم، التي نُشرت في عام 1898م والتي يسعى فيها سكان كوكب المريخ إلى الهروب من كوكبهم المحتضر عن طريق غزو الأرض.
من بين الأعمال المؤثرة السجلات المريخية للكاتب الكبير راي برادبري، حيث قام المستكشفون البشريون بتدمير حضارة المريخ عن طريق الخطأ، سلسلة إدغار رايس بوروس بعنوان بارسوم، رواية سي. إس. لويس بعنوان خارج الكوكب الصامت (1938)، وعدد من القصص للكاتب الأمريكي روبرت أنسون هاينلاين قبل منتصف الستينات.
أشار جوناثان سويفت إلى أقمار المريخ، قبل حوالي 150 عام من اكتشافها الفعلي من قِبل أساف هول، موضحًا الأوصاف الدقيقة المعقولة لمداراتهم، في الفصل التاسع عشر من روايته «رحلات غوليفر».
ظهرت شخصية كوميدية لمريخي ذكي يدعى مارفن ذا مارشن، في هارديفيل هير عام 1948 م كشخصية في الرسوم المتحركة لوني تونز من وارنر براذرز، واستمرت كجزء من الثقافة الشعبية حتى الوقت الحاضر.
بعد أن عادت المركبة الفضائية مارينر وفايكينغ 1 صوراً للمريخ كما هي في الحقيقة، يبدو أنه عالم بلا حياة. إن التخمينات العلمية الزائفة حول المريخ وغيرها من المعالم المبهمة التي اكتشفتها تحقيقات الفضاء، تعني أن الحضارات القديمة لا تزال موضوعًا شائعًا في الخيال العلمي، وخاصة في الأفلام.

## خريطة المريخ التفاعلية
سبيريت

أبورتيونيتي

مارس باثفايندر/سوجورنر........

فايكينغ 1

فايكنغ 2

فينيكس

مارس 3
كوريوسيتي

## معرض الصور

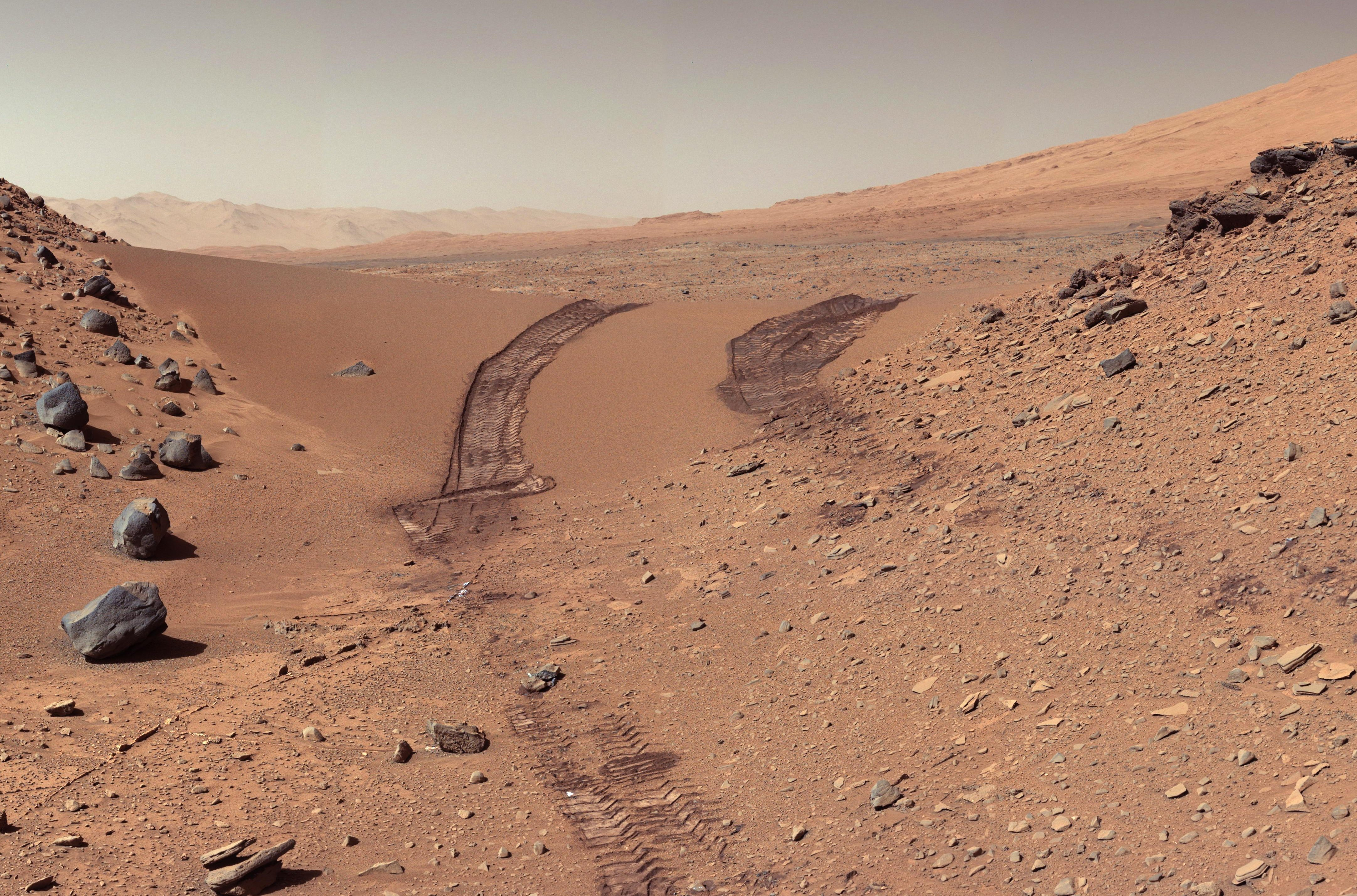
منظر للتربة المريخية والصخور بعد عبور الكثبان الرملية في فبراير 2014
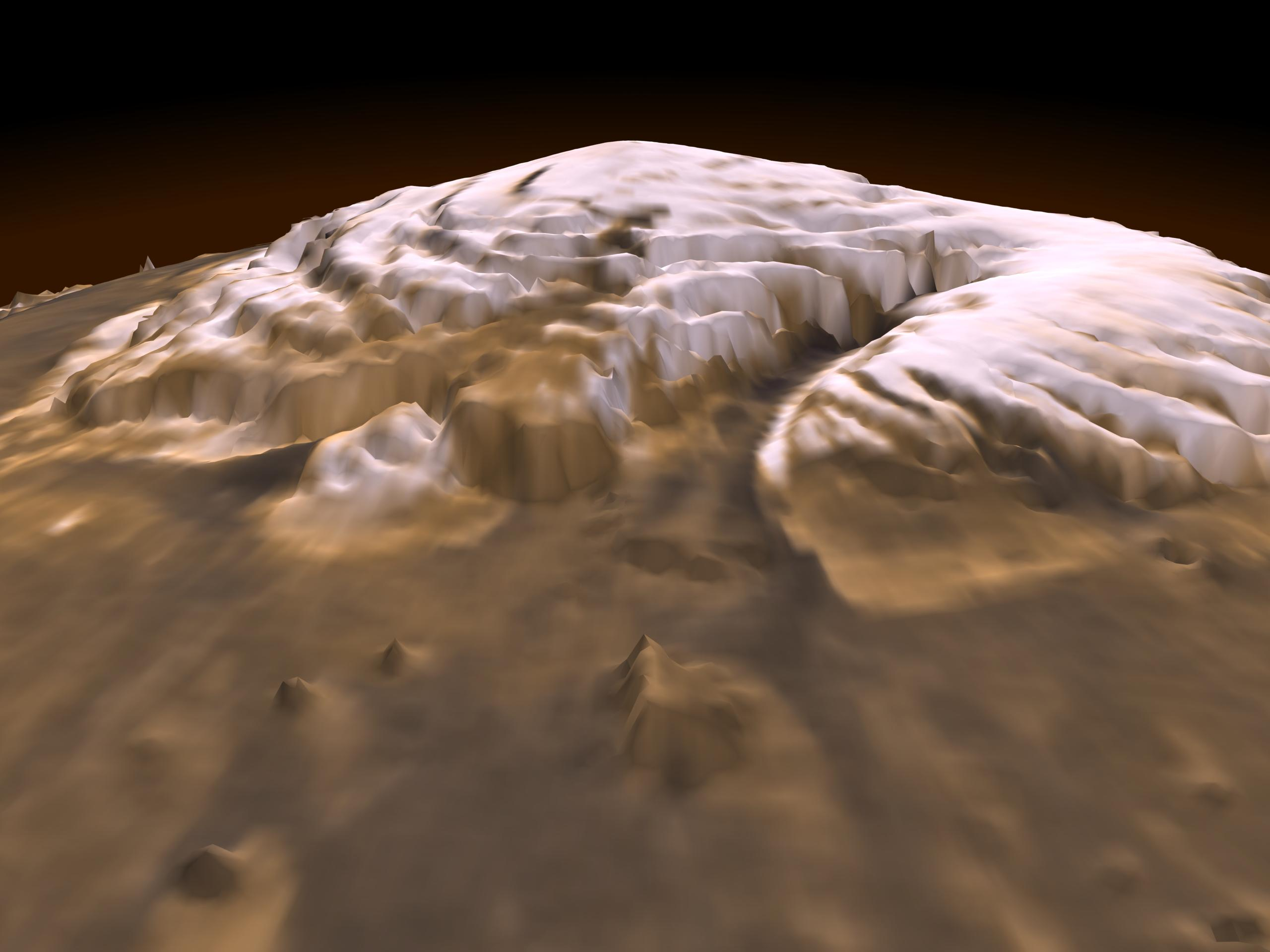
الغطاء الجليدي المتبقي بالهضبة عبارة عن قشرة رقيقة (كما هو موضح باللون الأبيض)
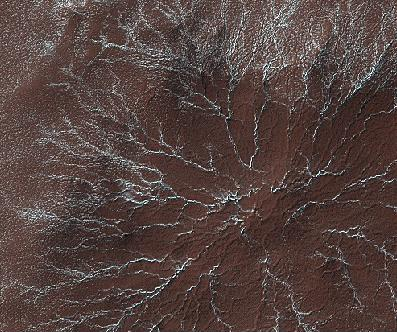
قنوات انفجار ناتجة عن الهروب من غاز ثاني أكسيد الكربون
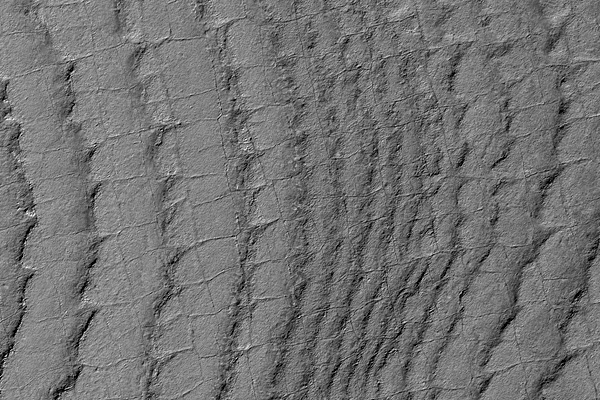
الجليد الثلجي القطبي الشمالي (الأيسر) والجنوبي (الأيمن) خلال سنة المريخ
غيوم ثلجية تتحرك على مدار 10 دقائق (29 أغسطس 2008)
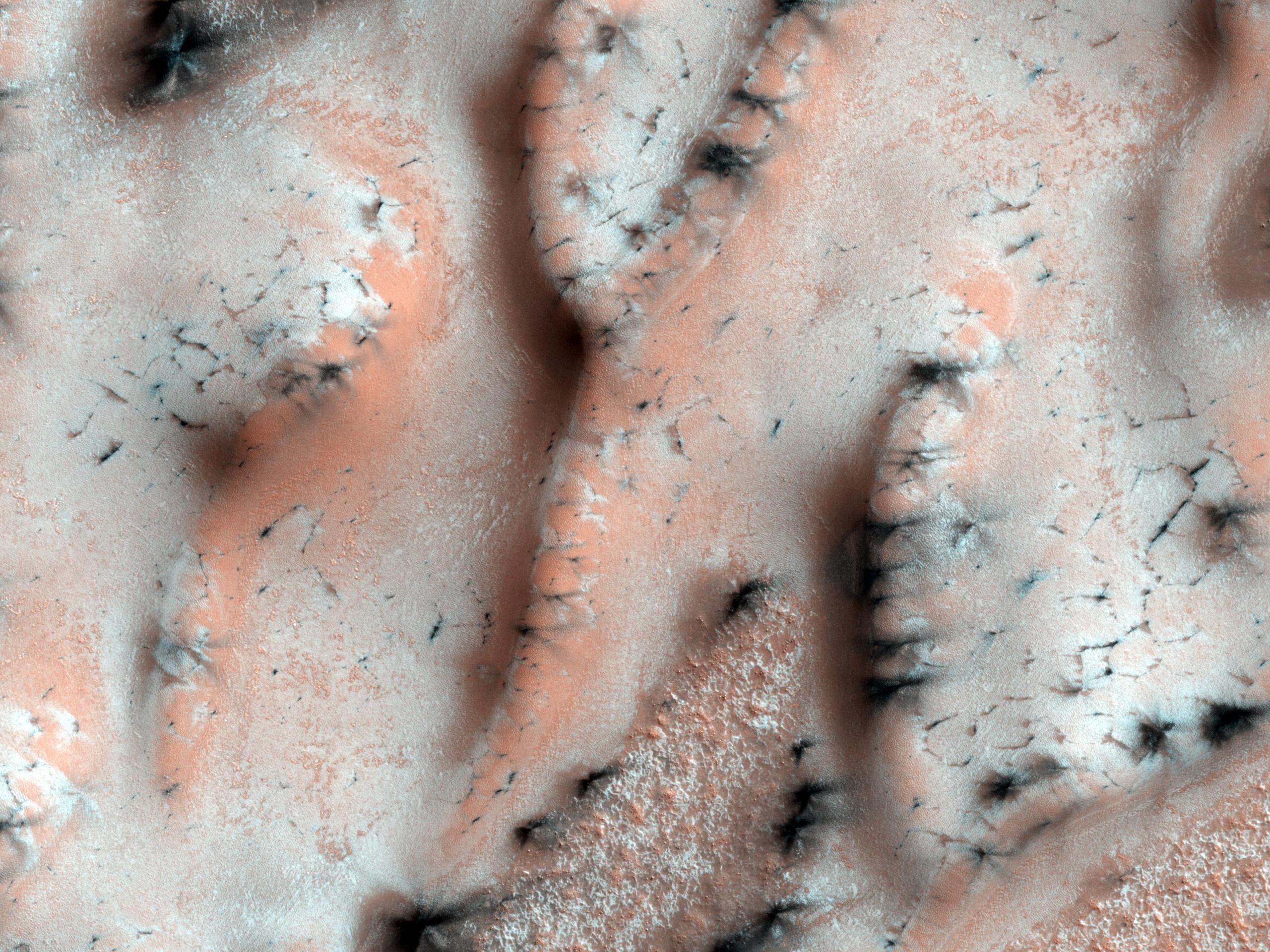
في فصل الربيع، يؤدي تسامي الجليد إلى تشكل الرمال من الطبقة الجليدية
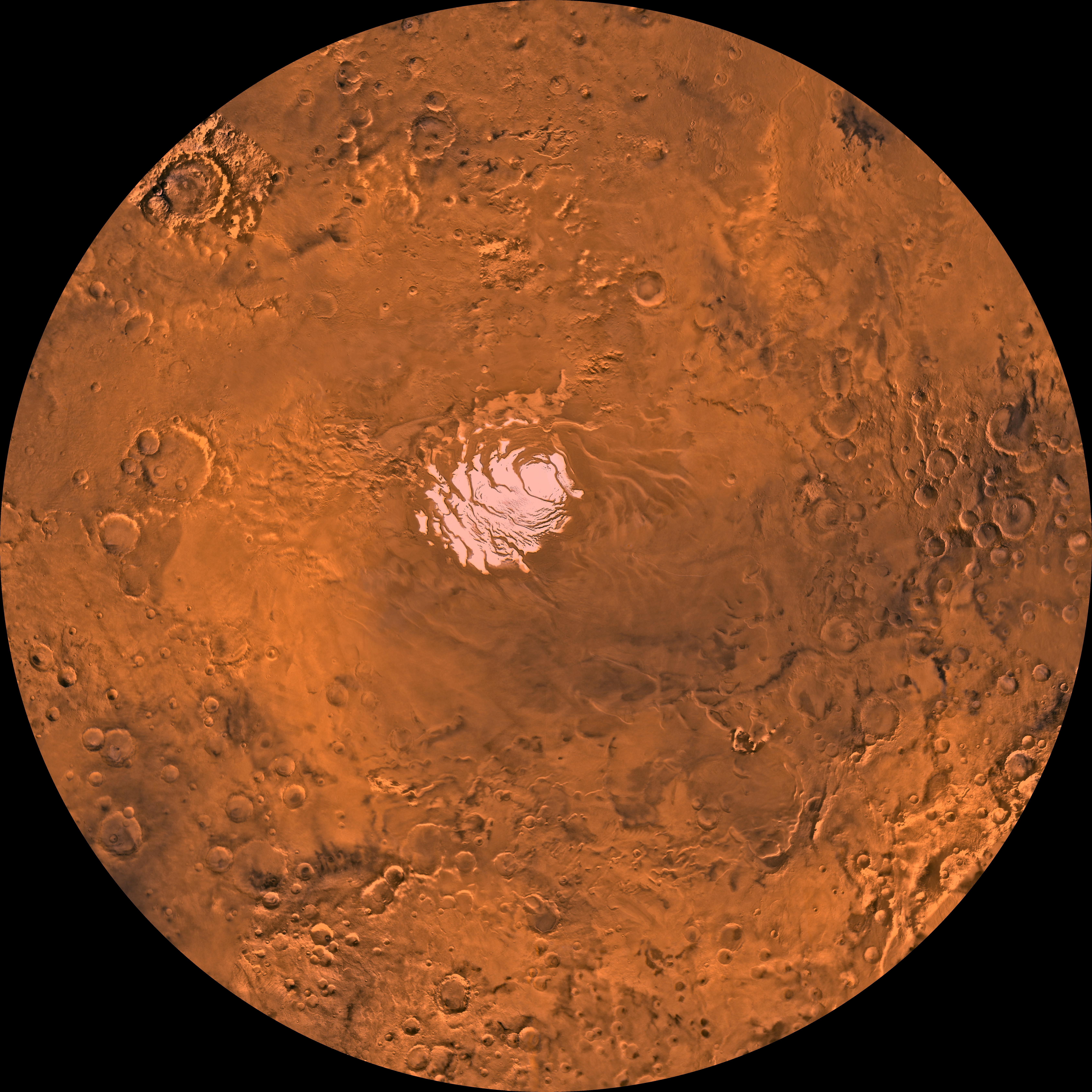
منطقة الغطاء الجليدي الجنوبي القطبي
خريطة ملونة عالية الدقة للمريخ

## هوامش
- يحاول علماء وكالة ناسا الآن محاولة أخيرة للاتصال بالمركبة إلى ثلاثة سيناريوهات غير محتملة ولكن محتملة: فشل راديو X-band الأساسي في المسبار، أو فشل كل من أجهزة راديو X-band الأولية والثانوية، أو أن أجهزة المتجول أصبحت الساعة الداخلية معادلة. يأمر الفريق المسبار بالتبديل إلى راديو X-band الاحتياطي وإعادة ضبط ساعته لمواجهة هذه الاحتمالات.
- «مهمة فينيكس التابعة لوكالة ناسا تحصل على إعجاب لإطلاق 2007». الموقع الرسمي لناسا. المركز الوطني للملاحة الجوية وإدارة الفضاء. تم الاسترجاع 29 سبتمبر 2014.
- تشكيل أخاديد المريخ بفعل تدفق المياه السائلة في ظل الظروف البيئية الحالية للمريخ". مجلة البحوث الجيوفيزيائية. تم استرجاعه في 17 سبتمبر 2008. أكبر من ضغط بخار الماء ودرجات الحرارة السطحية في المناطق الاستوائية يمكن أن تصل إلى 273 كلفن لأجزاء من اليوم (هابرل وآخرون، 2001).
- وكالة ناسا (بيان صحفي). تم استرجاعه في 26 يناير 2010. واشنطن - بعد ست سنوات من الاستكشاف غير المسبوق للكوكب الأحمر، لم تعد Mars Exploration Rover Spirit التابعة لوكالة ناسا روبوتًا متنقلًا بالكامل. صنفت وكالة ناسا المستكشف العلمي الذي كان يتجول يومًا ما منصة علمية ثابتة بعد أن باءت محاولات خلال الأشهر القليلة الماضية لتحريره من مصيدة رملية بالفشل.
- «أقمار المريخ تحجب الشمس في صور الكسوف الفريدة من كوكب آخر» تم استرجاعه في 13 فبراير 2010.
- الأسماء اليونانية للكواكب ". 25 أبريل 2010. مؤرشفة من الأصلي في 9 مايو 2010. تم استرجاعه في 14 يوليو 2012. Aris هو الاسم اليوناني لكوكب المريخ، وهو الكوكب الرابع من الشمس، والمعروف أيضًا باسم الأحمر كان آريس أو آريس إله الحرب اليوناني. انظر أيضًا المقالة اليونانية حول الكوكب.
- «باراك أوباما: ستأخذ أمريكا قفزة عملاقة إلى المريخ». سي إن إن. تم الاسترجاع 11 أكتوبر 2016.
- «حكومة الولايات المتحدة تصدر طلبًا من وكالة ناسا»، إيصال البشر إلى المريخ بحلول عام 2033 ". مستقبلية. تم استرجاعه في 16 فبراير 2018.
- نيويورك تايمز. تم استرجاعه في 8 يونيو 2018. لا يشير تحديد الجزيئات العضوية في الصخور على الكوكب الأحمر بالضرورة إلى الحياة هناك، في الماضي أو الحاضر، ولكنه يشير إلى وجود بعض اللبنات الأساسية.
- لسوء الحظ، لم تكن هذه السفن السوفيتية قابلة للبرمجة، كما كان الحال مع مارينر 9، وبدلاً من انتظار العاصفة الترابية الضخمة على مستوى الكوكب، شرعت في متابعة برامجها في الموعد المحدد. تم إرسال الهبوط من كل منها، تحطم الأول والثاني على ما يبدو على السطح دون تغيير ولكن فقد الاتصال اللاسلكي على الفور. لم يكن المدارون أفضل حالًا؛ بعد منطقهم البسيط، استخدم كلاهما مواردهما المتاحة لالتقاط صور للسحب الترابية التي لا مثيل لها.

### فهرس المراجع
باللغة الإنكليزية
1. 1 2 3 4  E M Standish (15 Feb 2015). "Keplerian elements for approximate positions of the major planets" (PDF). Explanatory Supplement to the Ephemeris (بالإنجليزية). QID:Q21128615.
2. ↑  "Mars Fact Sheet" (بالإنجليزية).
3. 1 2 3   https://nssdc.gsfc.nasa.gov/planetary/factsheet/marsfact.html. {{استشهاد ويب}}: |url= بحاجة لعنوان (مساعدة) والوسيط |title= غير موجود أو فارغ (من ويكي بيانات) (مساعدة)
4. ↑  E M Standish (15 Feb 2015). "Keplerian elements for approximate positions of the major planets" (PDF). Explanatory Supplement to the Ephemeris (بالإنجليزية). QID:Q21128615.
5. 1 2 3  B. A. Archinal; M. F. A’Hearn; E. Bowell; G. J. Consolmagno; D. Hestroffer; J. Oberst; D. J. Tholen (4 Dec 2010). "Report of the IAU Working Group on Cartographic Coordinates and Rotational Elements: 2009". Celestial Mechanics and Dynamical Astronomy (بالإنجليزية). 109 (2): 101–135. DOI:10.1007/S10569-010-9320-4. ISSN:0923-2958. Zbl:1270.70012. QID:Q27638684.
6. ↑  "Mars Fact Sheet" (بالإنجليزية). Retrieved 2016-06-23.
7. ↑   http://www.astronomycafe.net/FAQs/q2681x.html. {{استشهاد ويب}}: |url= بحاجة لعنوان (مساعدة) والوسيط |title= غير موجود أو فارغ (من ويكي بيانات) (مساعدة)
8. ↑  published, Daisy Dobrijevic (4 Feb 2022). "How Far Away is Mars? | Distance to Mars". Space.com (بالإنجليزية). Archived from the original on 2023-09-12. Retrieved 2023-08-27.
9. ↑  Cain, Fraser (5 Dec 2013). "How Far is Mars from Earth?". Universe Today (بالإنجليزية الأمريكية). Archived from the original on 2023-05-16. Retrieved 2023-08-27.
10. ↑  Zubrin، Robert؛ Wagner، Richard (1997). The Case for Mars: The Plan to Settle the Red Planet and Why We Must. New York: Touchstone. ISBN:978-0-684-83550-1. OCLC:489144963.
11. ↑  Rees، Martin J.، المحرر (أكتوبر 2012). Universe: The Definitive Visual Guide. New York: Dorling Kindersley. ص. 160–161. ISBN:978-0-7566-9841-6.
12. ↑  "The Lure of Hematite". Science@NASA. NASA. March 28, 2001. Archived from the original on January 14, 2010. Retrieved December 24, 2009.
13. 1 2 3  Yeager, Ashley (July 19, 2008). "Impact May Have Transformed Mars". ScienceNews.org. Retrieved August 12, 2008.
14. 1 2 3  Sample, Ian (June 26, 2008). "Cataclysmic impact created north-south divide on Mars". London: Science @ guardian.co.uk. Retrieved August 12, 2008.
15. ↑  Millis، John P. "Mars Moon Mystery". About.com. Space. مؤرشف من الأصل في 2016-07-22.
16. ↑  Adler، M.؛ Owen، W.؛ Riedel، J. (يونيو 2012). "Use of MRO Optical Navigation Camera to Prepare for Mars Sample Return" (PDF). Concepts and Approaches for Mars Exploration. June 12–14, 2012. Houston, Texas. 4337. Bibcode:2012LPICo1679.4337A. مؤرشف من الأصل (PDF) في 2019-06-08.
17. ↑  Yeomans، Donald K.، "5261 Eureka (1990 MB)"، JPL Small-Body Database Browser، NASA، اطلع عليه بتاريخ 13 أبريل 2016.
18. ↑  Trilling, David; Rivking, Andrew; Stansberry, John; Spahr, Timothy; Crudo, Richard; Davies, John (2007). "Albedos and diameters of three Mars Trojan asteroids". Icarus 192 (2): 442–447. arXiv:0709.1921. Bibcode:2007Icar..192..442T. doi:10.1016/j.icarus.2007.08.002. نسخة محفوظة 24 أغسطس 2017 على موقع واي باك مشين.
19. 1 2 3 4  Mallama, Anthony; Hilton, James L. (October 2018). "Computing apparent planetary magnitudes for The Astronomical Almanac". Astronomy and Computing. 25: 10–24. arXiv:1808.01973. Bibcode:2018A&C....25...10M. doi:10.1016/j.ascom.2018.08.002.
20. ↑  "MER Search for Life؛"curiosity search for life"؛"ExoMars's search for life؛"Mars 2020 search for life
21. ↑  "NASA – NASA Rover Finds Clues to Changes in Mars' Atmosphere". NASA. مؤرشف من الأصل في 2019-07-18.
22. 1 2  "Mars' South Pole Ice Deep and Wide". NASA. March 15, 2007. Archived from the original on April 20, 2009. Retrieved March 16, 2007.
23. ↑  Lake of frozen water the size of New Mexico found on Mars – NASA ؛Mars Ice Deposit Holds as Much Water as Lake Superior؛Scalloped Terrain Led to Finding of Buried Ice on Mars
24. 1 2 3 4 5  Williams, David R. (September 1, 2004). "Mars Fact Sheet". National Space Science Data Center. NASA. Archived from the original on June 12, 2010. Retrieved June 24, 2006.
25. ↑  Peplow, Mark (May 6, 2004). "How Mars got its rust". Nature. Macmillan Publishers Ltd. Retrieved March 10, 2007.
26. 1 2  NASA – Mars in a Minute: Is Mars Really Red? (Transcript)
27. 1 2  Chang, Kenneth (November 5, 2015). "Solar Storms Strip Air From Mars, NASA Says". The New York Times. Retrieved November 5, 2015.
28. 1 2  Staff (November 5, 2015). "VIDEO (51:58) – MAVEN – Measuring Mars' Atmospheric Loss". NASA. Retrieved November 5, 2015.
29. ↑  Northon, Karen (November 5, 2015). "NASA Mission Reveals Speed of Solar Wind Stripping Martian Atmosphere". NASA. Retrieved November 5, 2015.
30. 1 2  Wall, Mike (November 5, 2015). "Mars Lost Atmosphere to Space as Life Took Hold on Earth". Space.com. Retrieved November 6, 2015.
31. ↑  Nimmo, Francis; Tanaka, Ken (2005). "Early Crustal Evolution of Mars". Annual Review of Earth and Planetary Sciences. 33 (1): 133–161. Bibcode:2005AREPS..33..133N. doi:10.1146/annurev.earth.33.092203.122637.
32. ↑  Rivoldini, A.; Van Hoolst, T.; Verhoeven, O.; Mocquet, A.; Dehant, V. (June 2011). "Geodesy constraints on the interior structure and composition of Mars". Icarus. 213 (2): 451–472. Bibcode:2011Icar..213..451R. doi:10.1016/j.icarus.2011.03.024.
33. 1 2  Jacqué, Dave (September 26, 2003). "APS X-rays reveal secrets of Mars' core". Argonne National Laboratory. Archived from the original on February 21, 2009. Retrieved July 1, 2006.
34. ↑  Chang، Kenneth (5 May 2018). "NASA's InSight Launches for Six-Month Journey to Mars" نيويورك تايمز. مؤرشف من الأصل في 19 مايو 2019. اطلع عليه بتاريخ 05 مايو 2018
35. ↑  "About InSight's Launch". NASA. مؤرشف من الأصل في 23 سبتمبر 2018. اطلع عليه بتاريخ 08 فبراير 2018.
36. ↑  "What are InSight's Science Tools?". NASA. اطلع عليه بتاريخ 08 فبراير 2018
37. ↑  Christensen, Philip R.; et al. (June 27, 2003). "Morphology and Composition of the Surface of Mars: Mars Odyssey THEMIS Results" (PDF). Science. 300 (5628): 2056–2061. Bibcode:2003Sci...300.2056C. doi:10.1126/science.1080885. PMID 12791998.
38. ↑  Golombek, Matthew P. (June 27, 2003). "The Surface of Mars: Not Just Dust and Rocks". Science. 300 (5628): 2043–2044. doi:10.1126/science.1082927. PMID 12829771.
39. ↑  Valentine, Theresa; Amde, Lishan (November 9, 2006). "Magnetic Fields and Mars". Mars Global Surveyor @ NASA. Retrieved July 17, 2009.
40. ↑  Neal-Jones, Nancy; O'Carroll, Cynthia. "New Map Provides More Evidence Mars Once Like Earth". NASA/Goddard Space Flight Center. Retrieved December 4, 2011.
41. ↑  Halliday, A. N.; Wänke, H.; Birck, J.-L.; Clayton, R. N. (2001). "The Accretion, Composition and Early Differentiation of Mars". Space Science Reviews. 96 (1/4): 197–230. Bibcode:2001SSRv...96..197H. doi:10.1023/A:1011997206080.
42. ↑  Zharkov, V. N. (1993). The role of Jupiter in the formation of planets. Washington DC American Geophysical Union Geophysical Monograph Series. Geophysical Monograph Series. 74. pp. 7–17. Bibcode:1993GMS....74....7Z. doi:10.1029/GM074p0007. ISBN 978-1-118-66669-2.
43. ↑  Lunine, Jonathan I.; Chambers, John; Morbidelli, Alessandro; Leshin, Laurie A. (2003). "The origin of water on Mars". Icarus. 165 (1): 1–8. Bibcode:2003Icar..165....1L. doi:10.1016/S0019-1035(03)00172-6.
44. ↑  Barlow, N. G. (October 5–7, 1988). H. Frey (ed.). Conditions on Early Mars: Constraints from the Cratering Record. MEVTV Workshop on Early Tectonic and Volcanic Evolution of Mars. LPI Technical Report 89-04. Easton, Maryland: Lunar and Planetary Institute. p. 15. Bibcode:1989eamd.work...15B.
45. ↑  "Giant Asteroid Flattened Half of Mars, Studies Suggest". Scientific American. Retrieved June 27, 2008.
46. ↑  Chang, Kenneth (June 26, 2008). "Huge Meteor Strike Explains Mars's Shape, Reports Say". The New York Times. Retrieved June 27, 2008.
47. ↑  "Mars: The Planet that Lost an Ocean's Worth of Water". Retrieved June 19, 2015.
48. ↑  Tanaka, K. L. (1986). "The Stratigraphy of Mars". Journal of Geophysical Research. 91 (B13): E139–E158. Bibcode:1986JGR....91..139T. doi:10.1029/JB091iB13p0E139.
49. ↑  Hartmann, William K.; Neukum, Gerhard (2001). "Cratering Chronology and the Evolution of Mars". Space Science Reviews. 96 (1/4): 165–194. Bibcode:2001SSRv...96..165H. doi:10.1023/A:1011945222010.
50. ↑  Mitchell, Karl L.; Wilson, Lionel (2003). "Mars: recent geological activity : Mars: a geologically active planet". Astronomy & Geophysics. 44 (4): 4.16–4.20. Bibcode:2003A&G....44d..16M. doi:10.1046/j.1468-4004.2003.44416.x.
51. ↑  "Mars avalanche caught on camera". Space.com. March 3, 2008. Retrieved August 16, 2018.
52. ↑  "Martian soil 'could support life'". BBC News. June 27, 2008. Retrieved August 7, 2008.
53. ↑  Chang, Alicia (August 5, 2008). "Scientists: Salt in Mars soil not bad for life". USA Today. Associated Press. Retrieved August 7, 2008.
54. ↑  "NASA Spacecraft Analyzing Martian Soil Data". JPL. Retrieved August 5, 2008.
55. ↑  Kounaves, S. P.; et al. (2010). "Wet Chemistry Experiments on the 2007 Phoenix Mars Scout Lander: Data Analysis and Results". J. Geophys. Res. 115 (E3): E00–E10. Bibcode:2009JGRE..114.0A19K. doi:10.1029/2008JE003084.
56. ↑  Kounaves, S. P.; et al. (2010). "Soluble Sulfate in the Martian Soil at the Phoenix Landing Site". Icarus. 37 (9): L09201. Bibcode:2010GeoRL..37.9201K. doi:10.1029/2010GL042613.
57. ↑  David, Leonard (June 13, 2013). "Toxic Mars: Astronauts Must Deal with Perchlorate on the Red Planet". Space.com. Retrieved November 26, 2018.
58. ↑  Sample, Ian (July 6, 2017). "Mars covered in toxic chemicals that can wipe out living organisms, tests reveal". The Guardian. Retrieved November 26, 2018.
59. ↑  "Dust Devil Etch-A-Sketch (ESP_013751_1115)". NASA/JPL/University of Arizona. July 2, 2009. Retrieved January 1, 2010.
60. ↑  Schorghofer, Norbert; Aharonson, Oded; Khatiwala, Samar (2002). "Slope streaks on Mars: Correlations with surface properties and the potential role of water" (PDF). Geophysical Research Letters. 29 (23): 41–1. Bibcode:2002GeoRL..29.2126S. doi:10.1029/2002GL015889.
61. ↑  Gánti, Tibor; et al. (2003). "Dark Dune Spots: Possible Biomarkers on Mars?". Origins of Life and Evolution of the Biosphere. 33 (4): 515–557. Bibcode:2003OLEB...33..515G. doi:10.1023/A:1025705828948.
62. ↑  "NASA – NASA Rover Finds Clues to Changes in Mars' Atmosphere". NASA.
63. ↑  "NASA, Mars: Facts & Figures". Retrieved January 28, 2010.
64. ↑  Heldmann, Jennifer L.; et al. (May 7, 2005). "Formation of Martian gullies by the action of liquid water flowing under current Martian environmental conditions" (PDF). Journal of Geophysical Research. 110 (E5): Eo5004. Bibcode:2005JGRE..11005004H. CiteSeerX 10.1.1.596.4087. doi:10.1029/2004JE002261. Retrieved September 17, 2008.
65. 1 2  Kostama, V.-P.; Kreslavsky, M. A.; Head, J. W. (June 3, 2006). "Recent high-latitude icy mantle in the northern plains of Mars: Characteristics and ages of emplacement". Geophysical Research Letters. 33 (11): L11201. Bibcode:2006GeoRL..3311201K. CiteSeerX 10.1.1.553.1127. doi:10.1029/2006GL025946. Retrieved August 12, 2007. 'Martian high-latitude zones are covered with a smooth, layered ice-rich mantle'.
66. ↑  Byrne, Shane; Ingersoll, Andrew P. (2003). "A Sublimation Model for Martian South Polar Ice Features". Science. 299 (5609): 1051–1053. Bibcode:2003Sci...299.1051B. doi:10.1126/science.1080148. PMID 12586939.
67. ↑  "Scientists Discover Concealed Glaciers on Mars at Mid-Latitudes". University of Texas at Austin. November 20, 2008. Archived from the original on July 25, 2011. Retrieved March 19, 2010.
68. ↑  "NASA Spacecraft Confirms Martian Water, Mission Extended". Science @ NASA. July 31, 2008. Retrieved August 1, 2008.
69. 1 2  Webster, Guy; Brown, Dwayne (March 18, 2013). "Curiosity Mars Rover Sees Trend in Water Presence". NASA. Retrieved March 20, 2013.
70. ↑  Rincon, Paul (March 19, 2013). "Curiosity breaks rock to reveal dazzling white interior". BBC News. BBC. Retrieved March 19, 2013.
71. ↑  Staff (March 20, 2013). "Red planet coughs up a white rock, and scientists freak out". MSN. Archived from the original on March 23, 2013. Retrieved March 20, 2013.
72. ↑  "NASA News Conference: Evidence of Liquid Water on Today's Mars". NASA. September 28, 2015. Retrieved September 28, 2015.
73. ↑  "NASA Confirms Evidence That Liquid Water Flows on Today's Mars". NASA. September 28, 2015. Retrieved September 28, 2015.
74. ↑  Ojha, L.; Wilhelm, M. B.; Murchie, S. L.; McEwen, A. S.; Wray, J. J.; Hanley, J.; Massé, M.; Chojnacki, M. (2015). "Spectral evidence for hydrated salts in recurring slope lineae on Mars". Nature Geoscience. 8 (11): 829–832. Bibcode:2015NatGe...8..829O. doi:10.1038/ngeo2546.
75. ↑  McEwen, Alfred; Lujendra, Ojha; Dundas, Colin; Mattson, Sarah; Bryne, S; Wray, J; Cull, Selby; Murchie, Scott; Thomas, Nicholas; Gulick, Virginia (August 5, 2011). "Seasonal Flows on Warm Martian Slopes". Science. 333 (6043): 740–3. Bibcode:2011Sci...333..740M. doi:10.1126/science.1204816. PMID 21817049. Archived from the original on September 29, 2015. Retrieved September 28, 2015.
76. ↑  Drake, Nadia; 28, National Geographic PUBLISHED September (September 28, 2015). "NASA Finds 'Definitive' Liquid Water on Mars". National Geographic News. Retrieved September 29, 2015.
77. ↑  Moskowitz, Clara. "Water Flows on Mars Today, NASA Announces". Retrieved September 29, 2015
78. ↑  Steep Slopes on Mars Reveal Structure of Buried Ice. NASA Press Release. January 11, 2018. نسخة محفوظة 17 يونيو 2019 على موقع واي باك مشين.
79. ↑  Dundas، Colin M.؛ Bramson، Ali M.؛ Ojha، Lujendra؛ Wray، James J.؛ Mellon، Michael T.؛ Byrne، Shane؛ McEwen، Alfred S.؛ Putzig، Nathaniel E.؛ Viola، Donna؛ Sutton، Sarah؛ Clark، Erin؛ Holt، John W. (2018). "Exposed subsurface ice sheets in the Martian mid-latitudes". Science. ج. 359 ع. 6372: 199–201. DOI:10.1126/science.aao1619. ISSN:0036-8075.
80. ↑  Dundas، Colin M.؛ Bramson، Ali M.؛ Ojha، Lujendra؛ Wray، James J.؛ Mellon، Michael T.؛ Byrne، Shane؛ McEwen، Alfred S.؛ Putzig، Nathaniel E.؛ Viola، Donna؛ Sutton، Sarah؛ Clark، Erin؛ Holt، John W. (2018). "Exposed subsurface ice sheets in the Martian mid-latitudes". Science. ج. 359 ع. 6372: 199–201. Bibcode:2018Sci...359..199D. DOI:10.1126/science.aao1619. PMID:29326269.
81. ↑  "Mineral in Mars 'Berries' Adds to Water Story" (Press release). NASA. 3 مارس 2004. مؤرشف من الأصل في 2007-11-09. اطلع عليه بتاريخ 2006-06-13.
82. ↑  "Mars Exploration Rover Mission: Science". NASA. 12 يوليو 2007. مؤرشف من الأصل في 2010-05-28. اطلع عليه بتاريخ 2010-01-10.
83. ↑  "NASA – NASA Mars Rover Finds Mineral Vein Deposited by Water". NASA. December 7, 2011. Retrieved August 14, 2012.
84. ↑  "Rover Finds "Bulletproof" Evidence of Water on Early Mars". National Geographic. 8 ديسمبر 2011. مؤرشف من الأصل في 2019-06-30. اطلع عليه بتاريخ 2012-08-14.
85. ↑  "Mars Has "Oceans" of Water Inside?". National Geographic. 26 يونيو 2012. مؤرشف من الأصل في 2019-06-28. اطلع عليه بتاريخ 2012-08-14.
86. ↑  Head, J.W.؛ وآخرون (1999). "Possible Ancient Oceans on Mars: Evidence from Mars Orbiter Laser Altimeter Data". Science. ج. 286 ع. 5447: 2134–7. Bibcode:1999Sci...286.2134H. DOI:10.1126/science.286.5447.2134. PMID:10591640. مؤرشف من الأصل في 2020-07-10.
87. ↑  Kaufman، Marc (5 مارس 2015). "Mars Had an Ocean, Scientists Say, Pointing to New Data". نيويورك تايمز. مؤرشف من الأصل في 2020-03-07. اطلع عليه بتاريخ 2015-03-05.
88. 1 2  "A winter wonderland in red and white – Korolev Crater on Mars". German Aerospace Center (DLR). مؤرشف من الأصل في 2020-05-13. اطلع عليه بتاريخ 2018-12-20.
89. ↑  Editor، Ian Sample Science (21 ديسمبر 2018). "Mars Express beams back images of ice-filled Korolev crater". The Guardian. مؤرشف من الأصل في 2020-02-08. اطلع عليه بتاريخ 2018-12-21. {{استشهاد بخبر}}: |الأخير1= باسم عام (مساعدة)
90. ↑  "Salty water may be running on the surface of Mars". The Week (بالإنجليزية). Archived from the original on 2020-03-07. Retrieved 2020-02-13.
91. ↑  "Salt Water May Periodically Form on the Surface of Mars - Astrobiology". astrobiology.com (بالإنجليزية). Archived from the original on 2023-02-20. Retrieved 2020-02-13.
92. ↑  Mellon, J. T.; Feldman, W. C.; Prettyman, T. H. (2003). "The presence and stability of ground ice in the southern hemisphere of Mars". Icarus. 169 (2): 324–340. Bibcode:2004Icar..169..324M. doi:10.1016/j.icarus.2003.10.022.
93. ↑  "Mars Rovers Spot Water-Clue Mineral, Frost, Clouds". NASA. December 13, 2004. Retrieved March 17, 2006.
94. ↑  Malin, M.C.; Caplinger, M.A.; Davis, S.D. (2001). "Observational evidence for an active surface reservoir of solid carbon dioxide on Mars" (PDF). Science. 294 (5549): 2146–8. Bibcode:2001Sci...294.2146M. doi:10.1126/science.1066416. PMID 11768358.
95. ↑  "MIRA's Field Trips to the Stars Internet Education Program". Mira.or. Retrieved February 26, 2007.
96. ↑  Carr, Michael H. (2003). "Oceans on Mars: An assessment of the observational evidence and possible fate". Journal of Geophysical Research. 108 (5042): 24. Bibcode:2003JGRE..108.5042C. doi:10.1029/2002JE001963.
97. ↑  Phillips, Tony. "Mars is Melting, Science at NASA". Archived from the original on February 24, 2007. Retrieved February 26, 2007.
98. ↑  Plaut, J. J; et al. (2007). "Subsurface Radar Sounding of the South Polar Layered Deposits of Mars". Science. 316 (5821): 92–5. Bibcode:2007Sci...316...92P. doi:10.1126/science.1139672. PMID 17363628.
99. ↑  Smith, Isaac B.; Holt, J. W. (2010). "Onset and migration of spiral troughs on Mars revealed by orbital radar". Nature. 465 (4): 450–453. Bibcode:2010Natur.465..450S. doi:10.1038/nature09049. PMID 20505722.
100. ↑  "Mystery Spirals on Mars Finally Explained". Space.com. May 26, 2010. Retrieved May 26, 2010.
101. ↑  "NASA Findings Suggest Jets Bursting From Martian Ice Cap". Jet Propulsion Laboratory. NASA. August 16, 2006. Retrieved August 11, 2009.
102. ↑  Kieffer, H. H. (2000). "Mars Polar Science 2000" (PDF). Retrieved September 6, 2009.
103. ↑  Portyankina, G., ed. (2006). "Fourth Mars Polar Science Conference" (PDF). Retrieved August 11, 2009.
104. ↑  Kieffer, Hugh H.; Christensen, Philip R.; Titus, Timothy N. (May 30, 2006). "CO2 jets formed by sublimation beneath translucent slab ice in Mars' seasonal south polar ice cap". Nature. 442 (7104): 793–796. Bibcode:2006Natur.442..793K. doi:10.1038/nature04945. PMID 16915284.
105. ↑  Mars' Polar Regions. Phoenix Mars Mission. University of Arizona. نسخة محفوظة 31 مارس 2019 على موقع واي باك مشين.
106. ↑  Sheehan, William. "Areographers". The Planet Mars: A History of Observation and Discovery. Retrieved June 13, 2006.
107. ↑  Planetary Names: Categories for Naming Features on Planets and Satellites. Planetarynames.wr.usgs.gov. Retrieved December 1, 2011.
108. ↑  "Viking and the Resources of Mars" (PDF). Humans to Mars: Fifty Years of Mission Planning, 1950–2000. Retrieved March 10, 2007.
109. ↑  Frommert, H.; Kronberg, C. "Christiaan Huygens". SEDS/Lunar and Planetary Lab. Retrieved March 10, 2007.
110. ↑  Archinal, B. A.; Caplinger, M. (Fall 2002). "Mars, the Meridian, and Mert: The Quest for Martian Longitude". Abstract #P22D-06. 22: P22D–06. Bibcode:2002AGUFM.P22D..06A.
111. ↑  NASA (April 19, 2007). "Mars Global Surveyor: MOLA MEGDRs". geo.pds.nasa.gov. Archived from the original on November 13, 2011. Retrieved June 24, 2011.
112. ↑  Zeitler, W.; Ohlhof, T.; Ebner, H. (2000). "Recomputation of the global Mars control-point network" (PDF). Photogrammetric Engineering & Remote Sensing. 66 (2): 155–161. Archived from the original (PDF) on November 13, 2011. Retrieved December 26, 2009.
113. ↑  Lunine, Cynthia J. (1999). Earth: evolution of a habitable world. Cambridge University Press. p. 183. ISBN 978-0-521-64423-5.
114. ↑  Morton, Oliver (2002). Mapping Mars: Science, Imagination, and the Birth of a World. New York: Picador USA. p. 98. ISBN 0-312-24551-3.
115. ↑  "Online Atlas of Mars". Ralphaeschliman.com. Retrieved December 16, 2012.
116. ↑  Wright, Shawn (April 4, 2003). "Infrared Analyses of Small Impact Craters on Earth and Mars". University of Pittsburgh. Archived from the original on June 12, 2007. Retrieved February 26, 2007.
117. ↑  "Mars Global Geography". Windows to the Universe. University Corporation for Atmospheric Research. April 27, 2001. Archived from the original on June 15, 2006. Retrieved June 13, 2006.
118. ↑  Wetherill, G. W. (1999). "Problems Associated with Estimating the Relative Impact Rates on Mars and the Moon". Earth, Moon, and Planets. 9 (1–2): 227–231. Bibcode:1974Moon....9..227W. doi:10.1007/BF00565406.
119. ↑  Costard, Francois M. (1989). "The spatial distribution of volatiles in the Martian hydrolithosphere". Earth, Moon, and Planets. 45 (3): 265–290. Bibcode:1989EM&P...45..265C. doi:10.1007/BF00057747.
120. ↑  Chen, Junyong; et al. (2006). "Progress in technology for the 2005 height determination of Qomolangma Feng (Mt. Everest)". Science in China Series D: Earth Sciences. 49 (5): 531–538. doi:10.1007/s11430-006-0531-1.
121. ↑  "Olympus Mons". mountainprofessor.com.
122. ↑  Glenday, Craig (2009). Guinness World Records. Random House, Inc. p. 12. ISBN 978-0-553-59256-6.
123. ↑  Wolpert, Stuart (August 9, 2012). "UCLA scientist discovers plate tectonics on Mars". UCLA. Archived from the original on August 12, 2012. Retrieved August 13, 2012.
124. ↑  Lin, An (June 4, 2012). "Structural analysis of the Valles Marineris fault zone: Possible evidence for large-scale strike-slip faulting on Mars". Lithosphere. 4 (4): 286–330. Bibcode:2012Lsphe...4..286Y. doi:10.1130/L192.1. Retrieved October 2, 2012.
125. ↑  Webster، Guy؛ Brown، Dwayne (22 مايو 2014). "NASA Mars Weathercam Helps Find Big New Crater". NASA. مؤرشف من الأصل في 2019-06-11. اطلع عليه بتاريخ 2014-05-22.
126. ↑  Cushing, G. E.; Titus, T. N.; Wynne, J. J.; Christensen, P. R. (2007). "Themis Observes Possible Cave Skylights on Mars" (PDF). Lunar and Planetary Science XXXVIII. Retrieved August 2, 2007.
127. ↑  "NAU researchers find possible caves on Mars". Inside NAU. 4 (12). Northern Arizona University. March 28, 2007. Retrieved May 28, 2007.
128. ↑  "Researchers find possible caves on Mars". Paul Rincon of BBC News. March 17, 2007. Retrieved May 28, 2007.
129. 1 2  Philips, Tony (2001). "The Solar Wind at Mars". Science@NASA. Archived from the original on October 10, 2006. Retrieved October 8, 2006.
130. ↑  "Multiple Asteroid Strikes May Have Killed Mars's Magnetic Field". Wired. January 20, 2011.
131. ↑  Lundin, R; et al. (2004). "Solar Wind-Induced Atmospheric Erosion at Mars: First Results from ASPERA-3 on Mars Express". Science. 305 (5692): 1933–1936. Bibcode:2004Sci...305.1933L. doi:10.1126/science.1101860. PMID 15448263.
132. ↑  Bolonkin, Alexander A. (2009). Artificial Environments on Mars. Berlin Heidelberg: Springer. pp. 599–625. ISBN 978-3-642-03629-3.
133. ↑  Atkinson, Nancy (July 17, 2007). "The Mars Landing Approach: Getting Large Payloads to the Surface of the Red Planet". Retrieved September 18, 2007.
134. ↑  Carr, Michael H. (2006). The surface of Mars. Cambridge planetary science series. 6. Cambridge University Press. p. 16. ISBN 978-0-521-87201-0.
135. ↑  Mahaffy, P. R.; Webster, C. R.; Atreya, S. K.; Franz, H.; Wong, M.; Conrad, P. G.; Harpold, D.; Jones, J. J.; Leshin, L. A.; Manning, H.; Owen, T.; Pepin, R. O.; Squyres, S.; Trainer, M.; Kemppinen, O.; Bridges, N.; Johnson, J. R.; Minitti, M.; Cremers, D.; Bell, J. F.; Edgar, L.; Farmer, J.; Godber, A.; Wadhwa, M.; Wellington, D.; McEwan, I.; Newman, C.; Richardson, M.; Charpentier, A.; et al. (July 19, 2013). "Abundance and Isotopic Composition of Gases in the Martian Atmosphere from the Curiosity Rover". Science. 341 (6143): 263–266. Bibcode:2013Sci...341..263M. doi:10.1126/science.1237966. PMID 23869014.
136. ↑  Lemmon, M. T.; et al. (2004). "Atmospheric Imaging Results from Mars Rovers". Science. 306 (5702): 1753–1756. Bibcode:2004Sci...306.1753L. doi:10.1126/science.1104474. PMID 15576613.
137. ↑  Rees, Martin J., ed. (October 2012). Universe: The Definitive Visual Guide. New York: Dorling Kindersley. pp. 160–161. ISBN 978-0-7566-9841-6.
138. ↑  Formisano, V.; Atreya, S.; Encrenaz, T.; Ignatiev, N.; Giuranna, M. (2004). "Detection of Methane in the Atmosphere of Mars". Science. 306 (5702): 1758–1761. Bibcode:2004Sci...306.1758F. doi:10.1126/science.1101732. PMID 15514118.
139. ↑  "Mars Express confirms methane in the Martian atmosphere". ESA. March 30, 2004. Retrieved March 17, 2006.
140. ↑  Sample, Ian (June 7, 2018). "Nasa Mars rover finds organic matter in ancient lake bed". The Guardian. Retrieved June 12, 2018.
141. ↑  Mumma, Michael J.; et al. (February 20, 2009). "Strong Release of Methane on Mars in Northern Summer 2003" (PDF). Science. 323 (5917): 1041–1045. Bibcode:2009Sci...323.1041M. doi:10.1126/science.1165243. PMID 19150811.
142. ↑  Franck, Lefèvre; Forget, François (August 6, 2009). "Observed variations of methane on Mars unexplained by known atmospheric chemistry and physics". Nature. 460 (7256): 720–723. Bibcode:2009Natur.460..720L. doi:10.1038/nature08228. PMID 19661912.
143. 1 2  Oze, C.; Sharma, M. (2005). "Have olivine, will gas: Serpentinization and the abiogenic production of methane on Mars". Geophysical Research Letters. 32 (10): L10203. Bibcode:2005GeoRL..3210203O. doi:10.1029/2005GL022691.
144. ↑  Steigerwald, Bill (January 15, 2009). "Martian Methane Reveals the Red Planet is not a Dead Planet". NASA/Goddard Space Flight Center. Archived from the original on January 17, 2009. Retrieved January 24, 2009.
145. ↑  Jones, Nancy; Steigerwald, Bill; Brown, Dwayne; Webster, Guy (October 14, 2014). "NASA Mission Provides Its First Look at Martian Upper Atmosphere". NASA. Retrieved October 15, 2014.
146. ↑  "Auroras on Mars – NASA Science". science.nasa.gov. Retrieved May 12, 2015.
147. ↑  Brown, Dwayne; Neal-Jones, Nancy; Steigerwald, Bill; Scott, Jim (March 18, 2015). "NASA Spacecraft Detects Aurora and Mysterious Dust Cloud around Mars". NASA. Release 15-045. Retrieved March 18, 2015.
148. ↑  Webster, Guy; Neal-Jones, Nancy; Scott, Jim; Schmid, Deb; Cantillo, Laurie; Brown, Dwayne (September 29, 2017). "Large Solar Storm Sparks Global Aurora and Doubles Radiation Levels on the Martian Surface". NASA.
149. ↑  "What is the typical temperature on Mars?". Astronomycafe.net. Retrieved August 14, 2012.
150. ↑  "Mars Exploration Rover Mission: Spotlight". Marsrover.nasa.gov. June 12, 2007. Retrieved August 14, 2012.
151. ↑  "Mars' desert surface..." MGCM Press release. NASA. Archived from the original on July 7, 2007. Retrieved February 25, 2007.
152. ↑  Kluger, Jeffrey (September 1, 1992). "Mars, in Earth's Image". Discover Magazine. 13 (9): 70. Bibcode:1992Disc...13...70K. Retrieved November 3, 2009.
153. ↑  Goodman, Jason C (September 22, 1997). "The Past, Present, and Possible Future of Martian Climate". MIT. Archived from the original on November 10, 2010. Retrieved February 26, 2007.
154. ↑  Philips, Tony (July 16, 2001). "Planet Gobbling Dust Storms". Science @ NASA. Archived from the original on June 13, 2006. Retrieved June 7, 2006.
155. ↑  Wall، Mike (12 يونيو 2018). "NASA's Curiosity Rover Is Tracking a Huge Dust Storm on Mars (Photo)". Space.com. مؤرشف من الأصل في 2019-10-01. اطلع عليه بتاريخ 2018-06-13.
156. ↑  Barlow, Nadine G. (2008). Mars: an introduction to its interior, surface and atmosphere. Cambridge planetary science. 8. Cambridge University Press. p. 21. ISBN 978-0-521-85226-5.
157. ↑  Vitagliano, Aldo (2003). "Mars' Orbital eccentricity over time". Solex. Universita' degli Studi di Napoli Federico II. Archived from the original on September 7, 2007. Retrieved July 20, 2007.
158. 1 2  Meeus, Jean (March 2003). "When Was Mars Last This Close?". International Planetarium Society. Archived from the original on May 16, 2011. Retrieved January 18, 2008.
159. ↑  Baalke, Ron (August 22, 2003). "Mars Makes Closest Approach in Nearly 60,000 Years". meteorite-list. Retrieved January 18, 2008.
160. ↑  Nowack, Robert L. "Estimated Habitable Zone for the Solar System". Department of Earth and Atmospheric Sciences at Purdue University. Retrieved April 10, 2009.
161. ↑  Briggs, Helen (February 15, 2008). "Early Mars 'too salty' for life". BBC News. Retrieved February 16, 2008.
162. ↑  Hannsson, Anders (1997). Mars and the Development of Life. Wiley. ISBN 978-0-471-96606-7.
163. ↑  "Press release: New Analysis of Viking Mission Results Indicates Presence of Life on Mars". Washington State University. January 5, 2006.
164. ↑  "Tiny Crystal Shapes Get Close Look From Mars Rover". NASA/JPL. 8 فبراير 2018. مؤرشف من الأصل في 2019-07-27.
165. ↑  "Phoenix Returns Treasure Trove for Science". NASA/JPL. June 6, 2008. Retrieved June 27, 2008.
166. ↑  Kounaves, S. P.; et al. (2014). "Evidence of martian perchlorate, chlorate, and nitrate in Mars meteorite EETA79001: implications for oxidants and organics". Icarus. 229: 206–213. Bibcode:2014Icar..229..206K. doi:10.1016/j.icarus.2013.11.012.
167. ↑  Kounaves, S. P.; et al. (2014). "Identification of the perchlorate parent salts at the Phoenix Mars landing site and implications". Icarus. 232: 226–231. Bibcode:2014Icar..232..226K. doi:10.1016/j.icarus.2014.01.016.
168. ↑  Golden, D. C.; et al. (2004). "Evidence for exclusively inorganic formation of magnetite in Martian meteorite ALH84001" (PDF). American Mineralogist. 89 (5–6): 681–695. Bibcode:2004AmMin..89..681G. doi:10.2138/am-2004-5-602. Archived from the original (PDF) on May 12, 2011. Retrieved December 25, 2010.
169. ↑  Krasnopolsky, Vladimir A.; Maillard, Jean-Pierre; Owen, Tobias C. (2004). "Detection of methane in the Martian atmosphere: evidence for life?". Icarus. 172 (2): 537–547. Bibcode:2004Icar..172..537K. doi:10.1016/j.icarus.2004.07.004.
170. ↑  Peplow, Mark (February 25, 2005). "Formaldehyde claim inflames Martian debate". Nature. doi:10.1038/news050221-15.
171. ↑  Nickel, Mark (April 18, 2014). "Impact glass stores biodata for millions of years". Brown University. Retrieved June 9, 2015.
172. ↑  Schultz, P. H.; Harris, R. Scott; Clemett, S. J.; Thomas-Keprta, K. L.; Zárate, M. (June 2014). "Preserved flora and organics in impact melt breccias". Geology. 42 (6): 515–518. Bibcode:2014Geo....42..515S. doi:10.1130/G35343.1. hdl:2060/20140013110.
173. ↑  Brown, Dwayne; Webster, Guy; Stacey, Kevin (June 8, 2015). "NASA Spacecraft Detects Impact Glass on Surface of Mars" (Press release). NASA. Retrieved June 9, 2015.
174. ↑  Stacey, Kevin (June 8, 2015). "Martian glass: Window into possible past life?". Brown University. Retrieved June 9, 2015.
175. ↑  Temming, Maria (June 12, 2015). "Exotic Glass Could Help Unravel Mysteries of Mars". Scientific American. Retrieved June 15, 2015.
176. ↑  Smith, Deborah (May 10, 2017). "Press release: Oldest evidence of life on land found in 3.48 billion-year-old Australian rocks". University of New South Wales Sydney.
177. ↑  Djokic, Tara; Van Kranendonk, Martin J.; Campbell, Kathleen A.; Walter, Malcolm R.; Ward, Colin R. (May 9, 2017). "Earliest signs of life on land preserved in ca. 3.5 Ga hot spring deposits". Nature Communications. 8: 15263. Bibcode:2017NatCo...815263D. doi:10.1038/ncomms15263. PMC 5436104. PMID 28486437.
178. ↑  "Tiny Crystal Shapes Get Close Look From Mars Rover". NASA/JPL. February 8, 2018.
179. ↑  Brown, Dwayne; et al. (June 7, 2018). "NASA Finds Ancient Organic Material, Mysterious Methane on Mars". NASA. Retrieved June 12, 2018.
180. ↑  Wall, Mike (June 7, 2018). "Curiosity Rover Finds Ancient 'Building Blocks for Life' on Mars". Space.com. Retrieved June 7, 2018.
181. ↑  Chang, Kenneth (June 7, 2018). "Life on Mars? Rover's Latest Discovery Puts It 'On the Table'". The New York Times. Retrieved June 8, 2018. The identification of organic molecules in rocks on the red planet does not necessarily point to life there, past or present, but does indicate that some of the building blocks were present.
182. 1 2  Orosei, R.; et al. (July 25, 2018). "Radar evidence of subglacial liquid water on Mars" (PDF). Science. 361 (6401): 490–493. Bibcode:2018Sci...361..490O. doi:10.1126/science.aar7268. PMID 30045881.
183. ↑  Chang, Kenneth; Overbye, Dennis (July 25, 2018). "A Watery Lake Is Detected on Mars, Raising the Potential for Alien Life". The New York Times. Retrieved July 25, 2018.
184. ↑  Orosei, R.; et al. (July 25, 2018). "Supplementary Materials for: Radar evidence of subglacial liquid water on Mars" (PDF). Science. 361 (6401): 490–493. Bibcode:2018Sci...361..490O. doi:10.1126/science.aar7268. PMID 30045881.
185. ↑  "Close Inspection for Phobos". ESA website. Retrieved June 13, 2006.
186. ↑  "Ares Attendants: Deimos & Phobos". Greek Mythology. Retrieved June 13, 2006.
187. ↑  Hunt, G. E.; Michael, W. H.; Pascu, D.; Veverka, J.; Wilkins, G. A.; Woolfson, M. (1978). "The Martian satellites—100 years on". Quarterly Journal of the Royal Astronomical Society. 19: 90–109. Bibcode:1978QJRAS..19...90H.
188. 1 2  Arnett, Bill (November 20, 2004). "Phobos". nineplanets. Retrieved June 13, 2006.
189. ↑  Ellis, Scott. "Geological History: Moons of Mars". CalSpace. Archived from the original on May 17, 2007. Retrieved August 2, 2007.
190. ↑  Andert, T. P.; Rosenblatt, P.; Pätzold, M.; Häusler, B.; Dehant, V.; Tyler, G. L.; Marty, J. C. (May 7, 2010). "Precise mass determination and the nature of Phobos". Geophysical Research Letters. 37 (L09202): L09202. Bibcode:2010GeoRL..37.9202A. doi:10.1029/2009GL041829.
191. 1 2  Giuranna, M.; Roush, T. L.; Duxbury, T.; Hogan, R. C.; Geminale, A.; Formisano, V. (2010). Compositional Interpretation of PFS/MEx and TES/MGS Thermal Infrared Spectra of Phobos (PDF). European Planetary Science Congress Abstracts, Vol. 5. Retrieved October 1, 2010.
192. ↑  "Mars Moon Phobos Likely Forged by Catastrophic Blast". Space.com. September 27, 2010. Retrieved October 1, 2010.
193. ↑  Adler, M.; Owen, W.; Riedel, J. (June 2012). Use of MRO Optical Navigation Camera to Prepare for Mars Sample Return (PDF). Concepts and Approaches for Mars Exploration. June 12–14, 2012. Houston, Texas. 4337. Bibcode:2012LPICo1679.4337A.
194. ↑  "Mars: Moons: Phobos". NASA Solar System Exploration. 30 September 2003. مؤرشف من الأصل في 18 سبتمبر 2015. اطلع عليه بتاريخ 02 ديسمبر 2013
195. ↑  "Planetary Satellite Physical Parameters". مختبر الدفع النفاث (Solar System Dynamics). 13 July 2006. مؤرشف من الأصل في 4 يناير 2019. اطلع عليه بتاريخ 29 يناير 2008
196. ↑  "HORIZONS Web-Interface". NASA. 21 September 2013. مؤرشف من الأصل في 25 مايو 2019
197. ↑  "Mars: Moons: Deimos". NASA Solar System Exploration. 30 September 2003. مؤرشف من الأصل في 05 ديسمبر 2015
198. ↑  "Planetary Satellite Physical Parameters". مختبر الدفع النفاث (Solar System Dynamics). 13 July 2006. مؤرشف من الأصل في 4 يناير 2019
199. ↑  ديموس، قمر المريخ، الكوكب الرابع نسخة محفوظة 09 أكتوبر 2015 على موقع واي باك مشين.
200. ↑  التسلسل الزمني للمهمات المرسلة إلى المريخ، ناسا (بالإنجليزية) نسخة محفوظة 21 مارس 2017 على موقع واي باك مشين.
201. ↑  "Mars Science Laboratory – Homepage". NASA. Archived from the original on July 30, 2009.
202. ↑  "Chemistry and Cam (ChemCam)". NASA.
203. ↑  "Curiosity Mars rover takes historic drill sample". BBC News. BBC. February 10, 2013. Retrieved February 10, 2013.
204. ↑  Jha, Alok (September 26, 2013). "Nasa's Curiosity rover finds water in Martian soil". The Guardian. Retrieved November 6, 2013.
205. ↑  Webster, Guy; Cole, Steve; Stolte, Daniel (August 4, 2011). "NASA Spacecraft Data Suggest Water Flowing on Mars". NASA. Retrieved September 19, 2011.
206. ↑  "ISRO: Mars Orbiter Mission". isro.gov.in. Archived from the original on November 9, 2013.
207. ↑  Amos, Jonathan (March 14, 2016). "Mars TGO probe despatched on methane investigation". BBC News. Retrieved October 11, 2016.
208. ↑  Clery, Daniel (October 21, 2016). "Update: R.I.P. Schiaparelli: Crash site spotted for European Mars lander". Science.
209. ↑  Brown, Dwayne; Wendel, JoAnna; Agle, D. C. (November 26, 2018). "NASA InSight Lander Arrives on Martian Surface". Mars Exploration Program. NASA. Retrieved November 27, 2018.
210. ↑  Clark, Stephen (March 9, 2016). "InSight Mars lander escapes cancellation, aims for 2018 launch". Spaceflight Now. Retrieved March 9, 2016.
211. ↑  Brown, Dwayne; Johnson, Alana; Good, Andrew (April 23, 2019). "NASA's InSight Detects First Likely 'Quake' on Mars". NASA. Retrieved April 23, 2019.
212. ↑  Bartels, Meghan (April 23, 2019). "Marsquake! NASA's InSight Lander Feels Its 1st Red Planet Tremor". Space.com. Retrieved April 23, 2019.
213. ↑  mars.nasa.gov. "Mars 2020 Rover". mars.nasa.gov. Retrieved March 23, 2019.
214. ↑  "NASA, ESA Officials Outline Latest Mars Sample Return Plans". www.planetary.org. Retrieved September 9, 2019.
215. ↑  "Second ExoMars mission moves to next launch opportunity in 2020" (Press release). European Space Agency. May 2, 2016. Retrieved May 2, 2016.
216. ↑  The UAE's Hope Probe has successfully entered orbit around Mars - CNN نسخة محفوظة 2021-02-10 على موقع واي باك مشين.
217. ↑  "مركبة برسيفيرنس التابعة لناسا تهبط بنجاح على سطح المريخ". مؤرشف من الأصل في 2021-02-19. اطلع عليه بتاريخ 2021-02-21.
218. ↑  "المسبار الفضائي "برسيفيرانس" يرسل صورا ذاتية من الهبوط على سطح المريخ". مؤرشف من الأصل في 2021-02-20. اطلع عليه بتاريخ 2021-02-21.
219. ↑  Palca, Joe (19 April 2021). "Success! NASA's Ingenuity Makes First Powered Flight On Mars". National Public Radio. Retrieved 19 April 2021.
220. ↑  Hotz, Robert Lee (19 April 2021). "NASA's Mars Helicopter Ingenuity Successfully Makes Historic First Flight". Wall Street Journal. ISSN 0099-9660. Retrieved 19 April 2021.
221. ↑  Schreck, Adam (May 6, 2015). "UAE to explore Mars' atmosphere with probe named 'Hope'". Excite News. Associated Press. Archived from the original on May 9, 2015. Retrieved May 31, 2015.
222. ↑  Chang, Kenneth (September 27, 2016). "Elon Musk's Plan: Get Humans to Mars, and Beyond". The New York Times. Retrieved October 11, 2016.
223. ↑  Obama, Barack (October 11, 2016). "Barack Obama: America will take the giant leap to Mars". CNN. Retrieved October 11, 2016.
224. ↑  Victor, Daniel (October 11, 2016). "Obama Gives New Details About Sending People to Mars". The New York Times. Retrieved October 11, 2016.
225. ↑  Galeon, Dom; Creighton, Jolene (March 9, 2017). "US Government Issues NASA Demand, 'Get Humans to Mars By 2033'". Futurism. Retrieved February 16, 2018.
226. ↑  "Deimos". Planetary Societies's Explore the Cosmos. Archived from the original on June 5, 2011. Retrieved June 13, 2006.
227. ↑  Bertaux, Jean-Loup; et al. (2005). "Discovery of an aurora on Mars". Nature. 435 (7043): 790–4. Bibcode:2005Natur.435..790B. doi:10.1038/nature03603. PMID 15944698.
228. ↑  Bell, J. F., III; et al. (July 7, 2005). "Solar eclipses of Phobos and Deimos observed from the surface of Mars". Nature. 436 (7047): 55–57. Bibcode:2005Natur.436...55B. doi:10.1038/nature03437. PMID 16001060.
229. ↑  Staff (March 17, 2004). "Martian Moons Block Sun in Unique Eclipse Images From Another Planet". SpaceDaily. Retrieved February 13, 2010.
230. ↑  Meeus, J.; Goffin, E. (1983). "Transits of Earth as seen from Mars". Journal of the British Astronomical Association. 93 (3): 120–123. Bibcode:1983JBAA...93..120M.
231. ↑  Webster, Guy; Brown, Dwayne; Jones, Nancy; Steigerwald, Bill (October 19, 2014). "All Three NASA Mars Orbiters Healthy After Comet Flyby". NASA. Retrieved October 20, 2014.
232. ↑  "A Comet's Brush With Mars". The New York Times. Agence France-Presse. October 19, 2014. Retrieved October 20, 2014.
233. ↑  Denis, Michel (October 20, 2014). "Spacecraft in great shape – our mission continues". European Space Agency. Retrieved October 21, 2014.
234. ↑  Staff (October 21, 2014). "I'm safe and sound, tweets MOM after comet sighting". The Hindu. Retrieved October 21, 2014.
235. ↑  Moorhead, Althea; Wiegert, Paul A.; Cooke, William J. (December 1, 2013). "The meteoroid fluence at Mars due to comet C/2013 A1 (Siding Spring)". Icarus. 231: 13–21. Bibcode:2014Icar..231...13M. doi:10.1016/j.icarus.2013.11.028. hdl:2060/20140010989.
236. ↑  Grossman, Lisa (December 6, 2013). "Fiercest meteor shower on record to hit Mars via comet". New Scientist. Retrieved December 7, 2013.
237. ↑  St. Fleur، Nicholas (9 يناير 2017). "Looking at Your Home Planet from Mars". نيويورك تايمز. مؤرشف من الأصل في 2019-06-08. اطلع عليه بتاريخ 2017-01-09.
238. ↑  "JPL Technical Memorandum No. 33-229, To Mars: The Odyssey of Mariner IV" (pdf). مختبر الدفع النفاث/معهد كاليفورنيا للتقنية، ناسا. 1965-01-01: 21–23. اطلع عليه بتاريخ 12 فبراير 2009.
239. ↑  "Mariner to Mercury, Venus and Mars" (PDF). Jet Propusion Laboratory. Fact Sheets. NASA. May 1996. مؤرشف من الأصل (pdf) في 25 مايو 2018.
240. ↑  Niven، Larry (1999). Rainbow Mars. Tor Books. ISBN 0-312-86777-8
241. ↑  NASA - NSSDCA - Spacecraft - Details نسخة محفوظة 17 أبريل 2018 على موقع واي باك مشين.
242. 1 2  NASA - NSSDCA - Spacecraft - Details نسخة محفوظة 27 فبراير 2017 على موقع واي باك مشين.
243. ↑  "Mariner 9: Trajectory Information". National Space Science Data Center. Retrieved December 28, 2011.
244. ↑  "Mariner Mars 1971 Project Final Report" (PDF). NASA Technical Reports Server. Retrieved December 28, 2011.
245. ↑  "Mariner 9: Details". National Space Science Data Center. Retrieved December 28, 2011.
246. ↑  "NASA - NSSDCA - Spacecraft - Details".
247. ↑  Pyle, Rod (2012). Destination Mars. Prometheus Books. pp. 73–78. ISBN 978-1-61614-589-7. ...Mars 2 and Mars 3. Both reached Mars shortly after Mariner 9. Unfortunately, these Soviet ships were not reprogrammable, as was the case with Mariner 9, and rather than wait out the huge, planet-wide dust storm, they proceeded to follow their programming right on schedule. Landers were dispatched from each, the first crashing and the second apparently reaching the surface intact but losing radio contact immediately. The orbiters fared little better; following their simple logic, both used up their available resources snapping images of the featureless dust clouds below.
248. ↑  "Beyond Earth: A Chronicle of Deep Space Exploration". NASA Solar System Exploration. Retrieved 2019-10-15.
249. 1 2  "Close Encounter: Mars at Opposition". NASA. November 3, 2005. Retrieved March 19, 2010.
250. ↑  "Viking 1". NASA Jet Propulsion Laboratory (JPL). NASA. October 19, 2016. Retrieved November 27, 2018.
251. ↑  Nelson, Jon. "Viking 2". NASA. Retrieved February 2, 2014.
252. ↑  "Close Inspection for Phobos". ESA website. مؤرشف من الأصل في 2020-05-11. اطلع عليه بتاريخ 2006-06-13.
253. ↑  Mars Global Surveyor Orbital Information Aerobraking Orbit Elements (TBL). mars.jpl.nasa.gov (Technical report). December 2004.
254. ↑  Nelson, Jon. "Mars Pathfinder / Sojourner Rover". NASA. Archived from the original on 2014-02-19. Retrieved February 2, 2014.
255. ↑  "Mars Pathfinder Fact Sheet". NASA/JPL. 19 March 2005. Archived from the original on 2014-09-19. Retrieved February 21, 2014.
256. ↑  Makovsky, A., Barbieri, A., Tung, R. (October 2002). Odyssey Telecommunications (PDF) (Report).
257. ↑  Boynton, W.V.; Feldman, W.C.; Mitrofanov, I.G.; Evans, L.G.; Reedy, R.C.; Squyres, S.W.; Starr, R.; Trombka, J.I.; d'Uston, C.; Arnold, J.R.; Englert, P.A.J.; Metzger, A.E.; Wänke, H.; Brückner, J.; Drake, D.M.; Shinohara, C.; Fellows, C.; Hamara, D.K.; Harshman, K.; Kerry, K.; Turner, C.; Ward1, M.; Barthe, H.; Fuller, K.R.; Storms, S.A.; Thornton, G.W.; Longmire, J.L.; Litvak, M.L.; Ton'chev, A.K. (2004). "The Mars Odyssey Gamma-Ray Spectrometer Instrument Suite". Space Science Reviews. 110 (1–2): 37. Bibcode:2004SSRv..110...37B. doi:10.1023/B:SPAC.0000021007.76126.15.
258. ↑  "ESA - Mars Express - Mars Express Frequently Asked Questions (FAQs)". ESA. 18 February 2009. Retrieved 28 March 2016.
259. ↑  Announcement by the European Space Agency on the launch of the Mars Express space probe: "Mars en route for the red planet". (2004). Historic documents of 2003.Washington, DC: CQ Press. Retrieved from http://library.cqpress.com/cqpac/hsdcp03p-229-9844-633819[permanent dead link] "نسخة مؤرشفة". مؤرشف من الأصل في 2020-04-12. اطلع عليه بتاريخ 2020-04-12.{{استشهاد ويب}}:  صيانة الاستشهاد: BOT: original URL status unknown (link)
260. ↑  "Mars Exploration Rovers". NASA. Retrieved December 6, 2018.
261. ↑  Nelson, Jon. "Mars Exploration Rover – Spirit". NASA. Retrieved February 2, 2014.
262. ↑  Brown, Dwayne; Webster, Guy (January 26, 2010). "Now a Stationary Research Platform, NASA's Mars Rover Spirit Starts a New Chapter in Red Planet Scientific Studies". NASA (Press release). Retrieved January 26, 2010.
263. ↑  "Launch Event Details – When did the Rovers Launch?". Archived from the original on February 18, 2009. Retrieved April 25, 2009.
264. ↑  Nelson, Jon. "Mars Exploration Rover – Opportunity". NASA. Archived from the original on January 24, 2014. Retrieved February 2, 2014.
265. ↑  Torbet, Georgina (January 26, 2019). "NASA makes last-ditch attempt to revive dormant Mars rover Opportunity". digitaltrends.com. Designtechnica Corporation. Retrieved January 27, 2019.
266. ↑  Lyons, Daniel T. (August 5–8, 2002). "Mars Reconnaissance Orbiter: Aerobraking Reference Trajectory" (PDF). AIAA/AAS Astrodynamics Specialist Conference and Exhibit. Archived from the original (PDF) on October 18, 2011. Retrieved March 9, 2012.
267. ↑  Charles D. Edwards, Jr.; Thomas C. Jedrey; Eric Schwartzbaum; and Ann S. Devereaux; Ramon DePaula; Mark Dapore; Thomas W. Fischer. "The Electra Proximity Link Payload for Mars Relay Telecommunications and Navigation" (PDF). Archived from the original (PDF) on May 2, 2013.
268. ↑  Nelson, Jon. "Phoenix". NASA. Retrieved February 2, 2014.
269. ↑  Webster, Guy; Beasley, Dolores; Stiles, Lori (2 June 2005). "NASA's Phoenix Mars Mission Gets Thumbs Up for 2007 Launch". NASA official website. National Aeronautics and Space Administration. Retrieved 29 September 2014.
270. ↑  McCartney, Gretchen; Brown, Dwayne; Wendel, JoAnna (September 7, 2018). "Legacy of NASA's Dawn, Near the End of its Mission". NASA. Retrieved September 8, 2018.
271. ↑  Chang, Kenneth (November 1, 2018). "NASA's Dawn Mission to the Asteroid Belt Says Good Night - Launched in 2007, the spacecraft discovered bright spots on Ceres and forbidding terrain on Vesta". The New York Times. Retrieved November 2, 2018.
272. ↑  "Mars Science Laboratory Landing Press Kit" (PDF). NASA. July 2012. p. 6.
273. ↑  Beutel, Allard (November 19, 2011). "NASA's Mars Science Laboratory Launch Rescheduled for November 26". NASA. Retrieved November 21, 2011.
274. ↑  Guy Webster. "Geometry Drives Selection Date for 2011 Mars Launch". NASA/JPL-Caltech. Retrieved September 22, 2011.
275. ↑  Peck, Akkana. "Mars Observing FAQ". Shallow Sky. Retrieved June 15, 2006.
276. ↑  Zeilik, Michael (2002). Astronomy: the Evolving Universe (9th ed.). Cambridge University Press. p. 14. ISBN 978-0-521-80090-7.
277. ↑  [PDF] Wave Coupling and Nonlinear Interactions in the Atmospheres of Earth and Mars - Semantic Scholar نسخة محفوظة 29 أكتوبر 2019 على موقع واي باك مشين.
278. ↑  Wave Coupling and Nonlinear Interactions in the Atmospheres of Earth and Mars | Quarterly Physics Review نسخة محفوظة 29 أكتوبر 2019 على موقع واي باك مشين.
279. ↑  https://sci.esa.int/documents/33745/35957/1567255248971-5-Lundin.pdf نسخة محفوظة 2019-10-29 على موقع واي باك مشين.
280. ↑  "Mars Close Up". The New York Times. August 1, 2018. Retrieved August 1, 2018.
281. 1 2  Sheehan, William (February 2, 1997). "Appendix 1: Oppositions of Mars, 1901–2035". The Planet Mars: A History of Observation and Discovery. University of Arizona Press. Archived from the original on June 25, 2010. Retrieved January 30, 2010.
282. ↑  The opposition of February 12, 1995 was followed by one on March 17, 1997. The opposition of July 13, 2065 will be followed by one on October 2, 2067. Astropro 3000-year Sun-Mars Opposition Tables
283. ↑  "Close-up of the Red Planet". مؤرشف من الأصل في 29 يوليو 2017
284. ↑  Jacques Laskar (August 14, 2003). "Primer on Mars oppositions". IMCCE, Paris Observatory. Retrieved October 1, 2010. (Solex results) Archived August 9, 2012, at the Wayback Machine
285. ↑  Rao, Joe (August 22, 2003). "NightSky Friday—Mars and Earth: The Top 10 Close Passes Since 3000 B.C." Space.com. Archived from the original on May 20, 2009. Retrieved June 13, 2006.
286. ↑  Cutts, James A. (July 10, 1973). "Nature and origin of layered deposits of the Martian polar regions". Journal of Geophysical Research. 78 (20): 4231–4249. Bibcode:1973JGR....78.4231C. doi:10.1029/JB078i020p04231.
287. ↑  Smith, D.; et al. (1999). "The Gravity Field of Mars: Results from Mars Global Surveyor" (PDF). Science. 286 (5437): 94–97. Bibcode:1999Sci...286...94S. doi:10.1126/science.286.5437.94. PMID 10506567.
288. ↑  Malin, Michael C.; Edgett, Kenneth S. (2001). "Mars Global Surveyor Mars Orbiter Camera: Interplanetary cruise through primary mission". Journal of Geophysical Research. 106 (E10): 23429–23570. Bibcode:2001JGR...10623429M. doi:10.1029/2000JE001455.
289. ↑  "Flashback: Water on Mars Announced 10 Years Ago". SPACE.com. June 22, 2000.
290. ↑  Michalski, J.; et al. (2017). "Ancient hydrothermal seafloor deposits in Eridania basin on Mars". Nature Communications. 8: 15978. Bibcode:2017NatCo...815978M. doi:10.1038/ncomms15978. PMC 5508135. PMID 28691699.
291. ↑  "Confirmation of Water on Mars". Nasa.gov. June 20, 2008.
292. ↑  Johnson, John (August 1, 2008). "There's water on Mars, NASA confirms". Los Angeles Times.
293. ↑  Byrne, Shane; Dundas, Colin M.; Kennedy, Megan R.; Mellon, Michael T.; McEwen, Alfred S.; Cull, Selby C.; Daubar, Ingrid J.; Shean, David E.; Seelos, Kimberly D.; Murchie, Scott L.; Cantor, Bruce A.; Arvidson, Raymond E.; Edgett, Kenneth S.; Reufer, Andreas; Thomas, Nicolas; Harrison, Tanya N.; Posiolova, Liliya V.; Seelos, Frank P. (2009). "Distribution of mid-latitude ground ice on Mars from new impact craters". Science. 325 (5948): 1674–1676. Bibcode:2009Sci...325.1674B. doi:10.1126/science.1175307. PMID 19779195.
294. ↑  Obama Hails NASA Astronaut Set for 1-Year Space Voyage in State of the Union نسخة محفوظة 10 أكتوبر 2017 على موقع واي باك مشين.
295. ↑  df
 Record-breaking astronaut Scott Kelly retiring this April نسخة محفوظة 10 أكتوبر 2017 على موقع واي باك مشين.
296. ↑  
 "Astronaut Bio: Mark Kelly (7/2011)". www.jsc.nasa.gov. مؤرشف من الأصل في 20 يوليو 2006. اطلع عليه بتاريخ 07 نوفمبر 2017.
297. ↑  One-Year Crew Begins Epic Trip on International Space Station نسخة محفوظة 22 أغسطس 2017 على موقع واي باك مشين.
298. ↑  Expedition 26 | NASA نسخة محفوظة 19 مايو 2017 على موقع واي باك مشين.
299. ↑  Record-breaking astronaut Scott Kelly retiring this April نسخة محفوظة 10 أكتوبر 2017 على موقع واي باك مشين
300. 1 2 3  Rabkin, Eric S. (2005). Mars: A Tour of the Human Imagination. Westport, Connecticut: Praeger. pp. 9–11. ISBN 978-0-275-98719-0.
301. ↑  Thompson, Henry O. (1970). Mekal: The God of Beth-Shan. Leiden, Germany: E. J. Brill. p. 125.
302. ↑  Novakovic, B. (2008). "Senenmut: An Ancient Egyptian Astronomer". Publications of the Astronomical Observatory of Belgrade. 85: 19–23. arXiv:0801.1331. Bibcode:2008POBeo..85...19N.
303. ↑  Swerdlow، Noel M. (1998). "Periodicity and Variability of Synodic Phenomenon". The Babylonian theory of the planets. Princeton University Press. ص. 34–72. ISBN:978-0-691-01196-7. مؤرشف من الأصل في 2020-06-07.
304. ↑  Cicero, Marcus Tullius (1896). De Natura Deorum [On the Nature of the Gods]. Translated by Francis Brooks. London: Methuen.
305. ↑  Poor, Charles Lane (1908). The solar system: a study of recent observations. Science series. 17. G. P. Putnam's sons. p. 193.
306. ↑  Harland, David Michael (2007). "Cassini at Saturn: Huygens results". p. 1. ISBN 0-387-26129-X
307. ↑  Hummel, Charles E. (1986). The Galileo connection: resolving conflicts between science & the Bible. InterVarsity Press. pp. 35–38. ISBN 0-87784-500-X.
308. ↑  Needham, Joseph; Ronan, Colin A. (1985). The Shorter Science and Civilisation in China: An Abridgement of Joseph Needham's Original Text. The shorter science and civilisation in China. 2 (3rd ed.). Cambridge University Press. p. 187. ISBN 978-0-521-31536-4.
309. ↑  Thompson, Richard (1997). "Planetary Diameters in the Surya-Siddhanta" (PDF). Journal of Scientific Exploration. 11 (2): 193–200 [193–6]. Archived from the original (PDF) on January 7, 2010. Retrieved March 13, 2010.
310. ↑  de Groot, Jan Jakob Maria (1912). "Fung Shui". Religion in China – Universism: A Key to the Study of Taoism and Confucianism. American Lectures on the History of Religions, volume 10. G. P. Putnam's Sons. p. 300. OCLC 491180.
311. ↑  Crump, Thomas (1992). The Japanese Numbers Game: The Use and Understanding of Numbers in Modern Japan. Nissan Institute/Routledge Japanese Studies Series. Routledge. pp. 39–40. ISBN 978-0-415-05609-0.
312. ↑  Hulbert, Homer Bezaleel (1909) [1906]. The Passing of Korea. Doubleday, Page & Company. p. 426. OCLC 26986808.
313. ↑  Taton, Reni (2003). Reni Taton; Curtis Wilson; Michael Hoskin (eds.). Planetary Astronomy from the Renaissance to the Rise of Astrophysics, Part A, Tycho Brahe to Newton. Cambridge University Press. p. 109. ISBN 978-0-521-54205-0.
314. ↑  Hirshfeld, Alan (2001). Parallax: the race to measure the cosmos. Macmillan. pp. 60–61. ISBN 978-0-7167-3711-7.
315. ↑  Breyer, Stephen (1979). "Mutual Occultation of Planets". Sky and Telescope. 57 (3): 220. Bibcode:1979S&T....57..220A.
316. ↑  Peters, W. T. (1984). "The Appearance of Venus and Mars in 1610". Journal for the History of Astronomy. 15 (3): 211–214. Bibcode:1984JHA....15..211P. doi:10.1177/002182868401500306.
317. ↑  Sheehan, William (1996). "2: Pioneers". The Planet Mars: A History of Observation and Discovery. uapress.arizona.edu. Tucson: University of Arizona. Retrieved January 16, 2010.
318. ↑  Snyder, Dave (May 2001). "An Observational History of Mars". Retrieved February 26, 2007.
319. 1 2  Sagan, Carl (1980). Cosmos. New York City: Random House. p. 107. ISBN 978-0-394-50294-6.
320. ↑  Basalla, George (2006). "Percival Lowell: Champion of Canals". Civilized Life in the Universe: Scientists on Intelligent Extraterrestrials. Oxford University Press US. pp. 67–88. ISBN 978-0-19-517181-5.
321. ↑  Dunlap, David W. (October 1, 2015). "Life on Mars? You Read It Here First". The New York Times. Retrieved October 1, 2015.
322. ↑  Maria, K.; Lane, D. (2005). "Geographers of Mars". Isis. 96 (4): 477–506. doi:10.1086/498590. PMID 16536152.
323. ↑  Perrotin, M. (1886). "Observations des canaux de Mars". Bulletin Astronomique. Série I (in French). 3: 324–329. Bibcode:1886BuAsI...3..324P.
324. ↑  Zahnle, K. (2001). "Decline and fall of the Martian empire". Nature. 412 (6843): 209–213. doi:10.1038/35084148. PMID 11449281.
325. ↑  Salisbury, F. B. (1962). "Martian Biology". Science. 136 (3510): 17–26. Bibcode:1962Sci...136...17S. doi:10.1126/science.136.3510.17. JSTOR 1708777. PMID 17779780.
326. ↑  Ward, Peter Douglas; Brownlee, Donald (2000). Rare earth: why complex life is uncommon in the universe. Copernicus Series (2nd ed.). Springer. p. 253. ISBN 978-0-387-95289-5.
327. ↑  Bond, Peter (2007). Distant worlds: milestones in planetary exploration. Copernicus Series. Springer. p. 119. ISBN 978-0-387-40212-3.
328. ↑  "New Online Tools Bring NASA's Journey to Mars to a New Generation". August 5, 2015. Retrieved August 5, 2015.
329. ↑  Dinerman, Taylor (September 27, 2004). "Is the Great Galactic Ghoul losing his appetite?". The space review. Retrieved March 27, 2007.
330. ↑  "Percivel Lowell's Canals". Archived from the original on February 19, 2007. Retrieved March 1, 2007.
331. ↑  Fergus, Charles (2004). "Mars Fever". Research/Penn State. 24 (2). Archived from the original on August 31, 2003. Retrieved August 2, 2007.
332. ↑  Tesla, Nikola (February 9, 1901). "Talking with the Planets". Collier's. Vol. 26 no. 19. pp. 4–5.
333. ↑  Cheney، Margaret (1981). Tesla: Man Out of Time. Englewood Cliffs, New Jersey: Prentice-Hall. ص. 162. ISBN:978-0-13-906859-1. OCLC:7672251. مؤرشف من الأصل في 2020-06-08.
334. ↑  "Departure of Lord Kelvin". The New York Times. May 11, 1902. p. 29.
335. ↑  Pickering, Edward Charles (January 16, 1901). "The Light Flash From Mars" (PDF). The New York Times. Archived from the original (PDF) on June 5, 2007. Retrieved May 20, 2007.
336. ↑  Fradin, Dennis Brindell (1999). Is There Life on Mars?. McElderry Books. p. 62. ISBN 978-0-689-82048-9.
337. ↑  Lightman, Bernard V. (1997). Victorian Science in Context. University of Chicago Press. pp. 268–273. ISBN 978-0-226-48111-1.
338. ↑  Schwartz، Sanford (2009). C. S. Lewis on the Final Frontier: Science and the Supernatural in the Space Trilogy. Oxford University Press US. ص. 19–20. ISBN:978-0-19-537472-8. مؤرشف من الأصل في 2020-07-09.
339. ↑  Buker, Derek M. (2002). The science fiction and fantasy readers' advisory: the librarian's guide to cyborgs, aliens, and sorcerers. ALA readers' advisory series. ALA Editions. p. 26. ISBN 978-0-8389-0831-0.
340. ↑  Darling, David. "Swift, Jonathan and the moons of Mars". Retrieved March 1, 2007.
341. ↑  Rabkin, Eric S. (2005). Mars: a tour of the human imagination. Greenwood Publishing Group. pp. 141–142. ISBN 978-0-275-98719-0.
342. ↑  Miles, Kathy; Peters II, Charles F. "Unmasking the Face". StarrySkies.com. Archived from the original on September 26, 2007. Retrieved March 1, 2007.

باللغة العربية
1. ↑  مسبار الأمل: الطموح الذي يدفع الإمارات إلى كوكب المريخ - BBC News Arabic نسخة محفوظة 16 يوليو 2020 على موقع واي باك مشين.
2. ↑  
الصين تطلق أول مسبار لها إلى المريخ في مهمة لاكتشاف الكوكب الأحمر - BBC News Arabic نسخة محفوظة 1 أغسطس 2020 على موقع واي باك مشين.
3. ↑  ناسا بالعربي - انطلاق مركبة بيرسيفيرانس إلى المريخ بنجاح نسخة محفوظة 1 أغسطس 2020 على موقع واي باك مشين.
4. ↑  ناسا تطلق المركبة (بيرسيفيرانس) في مهمة للمريخ - Reuters نسخة محفوظة 1 أغسطس 2020 على موقع واي باك مشين.
5. ↑  أخيراً.. اكتشاف مياه في المريخ | منوعات | نافذة DW عربية على حياة المشاهير والأحداث الطريفة | DW | 25.07.2018 نسخة محفوظة 2018-07-31 على موقع واي باك مشين.

### معلومات المراجع كاملة
- Howell, Elizabeth (5 يناير 2015). "Life on Mars? NASA's next rover aims to find out". The Christian Science Monitor. مؤرشف من الأصل في 2019-10-28. اطلع عليه بتاريخ 2015-08-09.
- Wilks, Jeremy (21 مايو 2015). "Mars mystery: ExoMars mission to finally resolve question of life on red planet". EuroNews. مؤرشف من الأصل في 2019-06-08. اطلع عليه بتاريخ 2015-08-09.
- "The Mars Exploration Rover Mission" (PDF). NASA. نوفمبر 2013. ص. 20. مؤرشف من الأصل (PDF) في 2015-10-10. اطلع عليه بتاريخ 2015-08-09.
- "Lake of frozen water the size of New Mexico found on Mars – NASA". The Register. 22 نوفمبر 2016. مؤرشف من الأصل في 2019-06-08. اطلع عليه بتاريخ 2016-11-23.
- "Mars Ice Deposit Holds as Much Water as Lake Superior". NASA. 22 نوفمبر 2016. مؤرشف من الأصل في 2019-06-08. اطلع عليه بتاريخ 2016-11-23.
- Staff (22 نوفمبر 2016). "Scalloped Terrain Led to Finding of Buried Ice on Mars". NASA. مؤرشف من الأصل في 2019-06-08. اطلع عليه بتاريخ 2016-11-23.

## وصلات خارجية
- المريخ ليس بكوكب ميت، مجلة العلوم الأمريكية (النسخة العربية)
- استكشاف المريخ، مجلة العلوم الأمريكية (النسخة العربية)
- اوجه المريخ المتعددة، مجلة العلوم الأمريكية (النسخة العربية)
- قضية آثار الحياة على كوكب المريخ، مجلة العلوم الأمريكية (النسخة العربية)
- صور بانورامية ثلاثية الأبعاد للمريخ، ناسا
- بوابة الفلك المغربية
- الكوكب الرابع - المريخ

### الصور
- صور المريخ من قبل وكالة ناسا للصور الكوكبية
- صور المريخ بواسطة برنامج ناسا لاستكشاف المريخ
- صور المريخ بواسطة أنظمة مالين لعلوم الفضاء
- من جامعة أريزونا

### الفيديوهات
- دورية لون الكرة الأرضية للمريخ بواسطة الإدارة الوطنية للمحيطات والغلاف الجوي
- دورية الكرة الأرضية الجيولوجية للمريخ بواسطة هيئة المساحة الجيولوجية الأمريكية
- ناسا تجد مجرى مائي قديم - أول دليل على الماء على كوكب المريخ على يوتيوب بواسطة قناة العلوم (2012-4:31)
- رحلة إلى وادي مارينر بواسطة جامعة ولاية أريزونا
- يلتقط مارس روفر صورة بانورامية عالية الدقة (ناسا)